# 笑ってはいけないシリーズ
笑ってはいけないシリーズ（わらってはいけないシリーズ）は、『ダウンタウンのガキの使いやあらへんで!』（日本テレビ制作）の特別番組として始まった企画シリーズの名称である。2006年から2020年までの15年間、日本テレビの年越し番組として放送されていた。

## 概要
元々は、『ダウンタウンのガキの使いやあらへんで!』のレギュラー放送の対決企画の罰ゲームとして始まった。初期はダウンタウン二人による対決（松本vs浜田・対決シリーズ）で負けた方が、さまざまな罰ゲームを受けていた。その後、対決企画は山崎邦正（現：月亭方正）、ココリコのレギュラー陣を巻き込むようになり、その中で2003年に放送した罰ゲーム『絶対に笑ってはいけない温泉旅館一泊二日の旅』が人気を博した事でシリーズ化され、2006年の『警察』以降は大晦日の年越し番組となった。また2007年の『病院』以降は、対決の罰ゲームとしてではなく、レギュラー全員参加の企画へと移行した。
本シリーズではテーマに合わせたシチュエーションで昼夜に渡る収録を行うが、収録中にレギュラー5名は何があっても絶対に「笑ってはいけない」というルールが課せられている。もしも笑ってしまった場合はその都度罰が課される。レギュラーの他、ダウンタウンの元マネージャーだった藤原寛が進行役として毎回参加する。本シリーズは、『ガキ使』内の企画でも人気・知名度が高く、DVDやおもちゃ、ゲーム等、さまざまなメディア展開がなされている。
DVD化
歴代シリーズは現在、DVD化されている。2012年放送の『熱血教師』からは同時にBlu-rayとしても発売され、2015年には過去のシリーズもBlu-ray化された。売上は、『ガキ使』のDVDの中でも上位に入っている。
DVD・Blu-ray・hulu配信版は音楽著作権の問題から一部の日本国外の曲（t.A.T.u.やマイケル・ジャクソン、『スター・ウォーズ』の曲など）が別の曲に差し替えられている（後述を参照）。
おもちゃ化
2011年12月に『スパイ』『空港』にて登場した浜田フィギュア、2012年1月にに『空港』にて登場した松本フィギュアが販売された。
2020年5月に歴代シリーズから浜田のトラップをカプセルトイ化した「笑ってはいけない浜田コレクション」がタカラトミーアーツから発売されている。
ゲーム化
「ダウンタウンのガキの使いやあらへんで!!絶対に捕まってはいけない ガースー黒光りランド」が（2015年）が、ニンテンドー3DS向けソフトとして販売されている（「捕まってはいけない」の項に詳述）。
アトラクション
日本テレビの主催で毎年夏に開催されるイベント『超☆汐留パラダイス!』（旧『GO!SHIODOMEジャンボリー』、『汐博』）では、本シリーズにちなんだアトラクションが行われた。
ネット配信
2015年12月よりHuluにて過去の「笑ってはいけない」シリーズのネット配信を開始している。
「3〜4人がかりで翻訳家たちが番組をリアルタイムで翻訳している」という熱狂的ファンの視聴者達も存在する など、海外でも人気を博している番組である。

## 放送
シリーズの発端となった『絶対に笑ってはいけない温泉宿一泊二日の旅』は、レギュラー放送内で4週にわたって放送された。その後『笑ってはいけない温泉宿一泊二日の旅in湯河原』『絶対に笑ってはいけない高校（ハイスクール）』はゴールデンタイムでそれぞれ2時間・2時間半放送された。2006年には『絶対に笑ってはいけない警察24時』が3時間15分に渡る「大晦日年越しスペシャル」として放映された。以後、2020年までの15年間、日本テレビの年越し番組として毎年大晦日に放送されていた。
大晦日年越しスペシャルは全編事前収録で年またぎへのカウントダウンを一切行わない（終了時に建物を出る際や、番組のエンディングで新年の挨拶をするのみ）。そのため、民放で放送される年越しカウントダウン番組では唯一、年明け後の遅れネットがクロスネット局のテレビ大分・テレビ宮崎（放送日がフジテレビ系の編成の曜日になった場合。日本テレビ系の編成の曜日になった場合は同時ネット）とTBS系列局の琉球放送で実施されていた。
「笑ってはいけない」シリーズは、レギュラー放送をネットしていない局でも同時ネットされる（親ページを参照）。視聴率においては2008年にNHK紅白歌合戦の裏番組として最高視聴率を記録し（それ以降も、紅白裏番組で民放トップを2010年以降11年連続で維持しているが、2021年でその記録が途切れた）、当時の人気番組だった総合格闘技の大晦日興行中継を撤退・縮小へと追い込んだ。
対決&罰ゲーム時代からの名残でスタジオパートがあり（『大貧民GoToラスベガス』を除く）、メンバーがフリートークのセット（観客を入れての公開収録）で本編のロケVTRを鑑賞しトークを行う。『新聞社』までは普通の衣装、放送時間が6時間に拡大した『ホテルマン』から『名探偵』まではメンバー全員が紋付羽織袴姿、『科学博士』以降はタキシード姿で出演している。なお、VTRのフリは毎年松本が担当している。また、未公開シーンのVTRのフリは方正（『大脱獄』だけは遠藤）が担当している。
年明け最初のレギュラー放送では未公開シーン、未公開シーン放送の翌週〜1か月後にヘイポー（斉藤敏豪）が出演した本編未放送シーンを放送する特別編がそれぞれ放送されるが、遅れネット局では放送順を入れ替えた上で未公開シーンを先行させて放送する局があった。『空港』からはゴールデンタイムにおける特番で未公開シーンが放送されているが、『大貧民GoToラスベガス』では新型コロナウイルス対策での収録時間縮小のため、放送が見送られた（詳しくは各シリーズのページを参照）。
大晦日年越しスペシャルが開始された2006年以降の年内最後のレギュラー放送は、一部の年を除いて年越しスペシャルの告知や記者会見の放送になっており、内容の都合上基本的に同時ネット局のみで放送された（一部遅れネット局でも同時ネットもしくは本編直前に遅れネットで放送。）。そのため、遅れネット局では大晦日スペシャルの告知を兼ねた回が放送されない局があった。これとは別に日本テレビではローカル枠で放送直前の日中に告知番組を放送しており、これを同時ネットする局もあった。

### シリーズ一覧
※視聴率はビデオリサーチ調べ、関東地区・世帯・リアルタイム。
| 回数   | シリーズ                                                                | 放送日                                                                                         | 放送時間                                                 | 視聴率                                      | ロケ地 | 備考 |
| ------ | ----------------------------------------------------------------------- | ---------------------------------------------------------------------------------------------- | -------------------------------------------------------- | ------------------------------------------- | --- | --- |
| 第1回  | 松本チーム罰ゲーム 絶対笑ってはいけない温泉宿一泊二日の旅               | 2003年7月27日（日曜日） 2003年8月3日（日曜日） 2003年8月10日（日曜日） 2003年8月17日（日曜日） | 23:26 - 23:56 22:56 - 23:26 23:56 - 翌0:26 23:11 - 23:41 | 15.8% (#1) 14.5% (#2) 12.8% (#3) 16.2% (#4) | 山梨県東八代郡石和町〈現：笛吹市〉 「ホテル平安」 | 浜田は仕掛人として出演。 |
| 第2回  | 浜田・山崎・田中罰ゲーム 笑ってはいけない温泉宿一泊二日の旅in湯河原     | 2004年12月28日（火曜日）                                                                       | 21:30 - 23:24                                            | 16.9%                                       | 神奈川県足柄下郡湯河原町 「湯河原温泉ふきや」 | 松本・遠藤は仕掛人として出演。 |
| 第3回  | 松本・山崎・ココリコ罰ゲーム 絶対に笑ってはいけない高校（ハイスクール） | 2005年10月4日（火曜日）                                                                        | 21:00 - 23:24                                            | 15.2%                                       | 栃木県那須塩原市（旧：那須郡塩原町） 「塩原町立上塩原小学校」跡地                                                                                     | 浜田は仕掛人として出演。 |
| 第4回  | 浜田・山崎・遠藤罰ゲーム 絶対に笑ってはいけない警察24時                 | 2006年12月31日（日曜日）                                                                       | 21:00 - 翌0:15                                           | 10.2%                                       | 静岡県御殿場市 「富士フェニックス短期大学(現加藤学園御殿場キャンパス)」                                                                               | 松本・田中は仕掛人として出演。 |
| 第5回  | 絶対に笑ってはいけない病院24時                                          | 2007年12月31日（月曜日）                                                                       | 21:00 - 翌0:20                                           | 12.4%                                       | 山梨県北杜市 「日本航空学園北杜キャンパス」 | 前回で参加対決企画が終了したため、この回から全員参加の「勤務」（という扱い）になる。 |
| 第6回  | 絶対に笑ってはいけない新聞社24時                                        | 2008年12月31日（水曜日）                                                                       | 20:20 - 翌0:20                                           | 15.4%                                       | 東京都千代田区 「千代田区役所旧庁舎」 | 新聞社内から「全員 OUT」の音声が微調整された。 |
| 第7回  | 絶対に笑ってはいけないホテルマン24時                                    | 2009年12月31日（木曜日）                                                                       | （第1部）18:30 - 21:00 （第2部）21:00 - 翌0:30           | 16.4%（第1部） 15.4%（第2部）               | 千葉県長生郡長柄町 「生命の森リゾート」 | 「全員 OUT」の音声が再び微調整された。 |
| 第8回  | 絶対に笑ってはいけないスパイ24時                                        | 2010年12月31日（金曜日）                                                                       | （第1部）18:30 - 21:00 （第2部）21:00 - 翌0:30           | 15.3%（第1部） 14.3%（第2部）               | 茨城県久慈郡大子町 「東京理科大学大子研修センター(茨城県立大子第二高等学校跡地)」                                                                     | この回から全編ハイビジョン制作となった。また、アウトとタイキックの新音声が導入された（バス内では旧音声）ほか、お仕置き隊がリニューアルされ、前年のブラックタイツ軍団からブラックアーミー軍団に変更された。 |
| 第9回  | 絶対に笑ってはいけない空港（エアポート）24時                            | 2011年12月31日（土曜日）                                                                       | （第1部）18:30 - 21:00 （第2部）21:00 - 翌0:30           | 18.7%（第1部） 16.6%（第2部）               | 茨城県高萩市 「明秀学園日立高等学校高萩キャンパス明高館(茨城県立高萩工業高等学校跡地)」 茨城県小美玉市 「茨城空港」 茨城県行方市 「玉造海洋センター」 | アウトの時に流れる判定音が新しくなった。 |
| 第10回 | 絶対に笑ってはいけない熱血教師24時                                      | 2012年12月31日（月曜日）                                                                       | （第1部）18:30 - 21:00 （第2部）21:00 - 翌0:30           | 16.8%（第1部） 16.5%（第2部）               | 茨城県行方市 「麻生中学校」跡地 茨城県潮来市 「茨城県水郷県民の森」 栃木県日光市 「日光江戸村」                                                       | |
| 第11回 | 絶対に笑ってはいけない地球防衛軍24時                                    | 2013年12月31日（火曜日）                                                                       | （第1部）18:30 - 21:00 （第2部）21:00 - 翌0:30           | 19.8%（第1部） 17.2%（第2部）               | 静岡県御殿場市 「富士フェニックス短期大学」跡地 静岡県駿東郡小山町 「富士スピードウェイ」                                                             | 山崎が芸名を「月亭方正」に改名したことに伴い、名前の表記も「山崎」から「方正」に変更、それに合わせてアウトとタイキックの新音声が導入された。                                                               |
| 第12回 | 絶対に笑ってはいけない大脱獄24時                                        | 2014年12月31日（水曜日）                                                                       | （第1部）18:30 - 21:00 （第2部）21:00 - 翌0:30           | 18.7%（第1部） 16.0%（第2部）               | 栃木県佐野市 「佐野市国際クリケット場(栃木県立田沼高等学校跡地)」・「佐野市運動公園陸上競技場」                                                       | |
| 第13回 | 絶対に笑ってはいけない名探偵24時                                        | 2015年12月31日（木曜日）                                                                       | （第1部）18:30 - 21:00 （第2部）21:00 - 翌0:30           | 17.6%（第1部） 15.3%（第2部）               | 静岡県駿東郡小山町 「足柄ふれあい公園」・「ろうきん研修所富士センター」・「小山町総合運動公園野球場」 御殿場市内                                      | |
| 第14回 | 絶対に笑ってはいけない科学博士24時                                      | 2016年12月31日（土曜日）                                                                       | （第1部）18:30 - 21:00 （第2部）21:00 - 翌0:30           | 17.7%（第1部） 16.1%（第2部）               | 埼玉県狭山市 「堀兼・上赤坂公園」・「狭山市立東中学校」跡地・「狭山市立入間中学校」跡地                                                               | |
| 第15回 | 絶対に笑ってはいけないアメリカンポリス24時!                             | 2017年12月31日（日曜日）                                                                       | （第1部）18:30 - 21:00 （第2部）21:00 - 翌0:30           | 17.3%（第1部） 16.3%（第2部）               | 千葉県勝浦市 「国際武道大学」・「勝浦市立北中学校」跡地・「勝浦市立興津中学校」跡地                                                                   | 菅賢治の降板により斉藤敏豪が彼の立ち位置を引き継ぐことになり、それに合わせて舞台名に含まれる単語も「ガースー」「黒光り」から「ヘイポー」「お豆」に変更された。                                             |
| 第16回 | 絶対に笑ってはいけないトレジャーハンター24時!                           | 2018年12月31日（月曜日）                                                                       | （第1部）18:30 - 21:00 （第2部）21:00 - 翌0:30           | 14.3%（第1部） 12.8%（第2部）               | 千葉県夷隅郡大多喜町 「総元小学校」跡地・「大多喜県民の森」 千葉県勝浦市 「勝浦市立北中学校」跡地                                                     | 平成最後の笑ってはいけないシリーズ。「捕まってはいけない」、「驚いてはいけない」などのコーナーを行ったのは今作が最後となった。                                                                             |
| 第17回 | 絶対に笑ってはいけない青春ハイスクール24時!                             | 2019年12月31日（火曜日）                                                                       | （第1部）18:30 - 21:00 （第2部）21:00 - 翌0:30           | 16.2%（第1部） 14.6%（第2部）               | 茨城県つくば市 「つくば市立筑波東中学校」跡地・「つくば市立筑波西中学校」跡地・「つくばウェルネスパーク」                                             | 令和最初の笑ってはいけないシリーズ。学校が舞台となるのは3度目だが、全員が生徒として罰を受けるのは今回が初めてである。                                                                                      |
| 第18回 | 絶対に笑ってはいけない大貧民GoToラスベガス24時!                         | 2020年12月31日（木曜日）                                                                       | （第1部）18:30 - 21:00 （第2部）21:00 - 翌0:30           | 17.6%（第1部） 14.1%（第2部）               | 神奈川県川崎市 生田スタジオとその周辺 | 新型コロナウイルス感染症の流行を踏まえ、スタジオでの番組事前観覧およびトークの中止、恒例だったコーナーの簡略化や中止など規模が大幅に縮小された。                                                           |

関東地区でほぼ全ての回で民放トップの視聴率を記録する「笑ってはいけない」は、レギュラー出演者の出身地である関西地区では関東を超える視聴率を毎回記録している（2003年の「温泉宿」は関西地区では放送されていない）。

## 出演者

### レギュラーメンバー
松本人志（ダウンタウン）
テロップカラーは     赤、文字多重放送の字幕カラーは     青。
『温泉宿in湯河原』と『警察』では仕掛人として出演。
罰を受けた回数は『大貧民GoToラスベガス』で浜田にトップを譲るまでは毎回1位だった。
『熱血教師』から『アメリカンポリス』までは、着替えの際の第一印象に筋肉ネタが採用されていた。
『地球防衛軍』以降、「捕まってはいけない」では毎年必ず監禁部屋に閉じ込められる（特別ルール「捕まってはいけない」の項に詳述）。
浜田雅功（ダウンタウン）
テロップカラーは     青、字幕カラーは     黄色。
『温泉宿』と『高校』では仕掛人として出演。
『スパイ』以降では控室で、自身の顔に似せた引き出しネタが登場する事が多い。例として、浜田フィギュア、浜田ザル、浜田ロボ、名画ハマ・リザ（モナリザのパロディ）、浜田パンプキン、浜田子ゴリラ、ウルトラQの怪獣・M1号など。
『熱血教師』以降（『名探偵』を除く）では毎回おかっぱヅラを着用。数年ごとに女装姿で参加し、外見上の紅一点となった。（『アメリカンポリス』以降は女装は無くなったものの、おかっぱヅラは継続。）
罰を受けた回数は、ほぼ全ての回で松本に次いで2位（『湯河原』『ラスベガス』では1位、『地球防衛軍』では方正を下回り3位）。
月亭方正 （旧：山崎邦正）
テロップカラーは     緑。
初期の対決シリーズでも全て負けていたため、メンバー内では唯一全シリーズに参加。
『病院』以降、毎年蝶野正洋にビンタを受けることが定番（通常は1回だが『地球防衛軍』のみ2回）。
中盤で露出度が高く滑稽な服装にさせられることがあり、それにより罰の痛みが増した（『青春ハイスクール』『大貧民GoToラスベガス』では方正ではなく田中がその状態になった）。
「捕まってはいけない」では、鬼を引き付けるようなものを身につける役回りが多い。
「驚いてはいけない」では、遠藤と共に控室から連れ去られるケースが多い。
罰を受けた回数は、『地球防衛軍』のみ浜田を上回り2位、『大脱獄』以降は『科学博士』を除き全て最下位。これを見兼ねたのか、『名探偵』から『トレジャーハンター』までは上述の着替えの効果によって笑っていないのに強制的に罰を受けるケースがあった。
『地球防衛軍』以降は改名により番組上における呼ばれ方が「山崎」から「方正」に変わった（ただし改名後も松本は「山﨑」浜田は「山ちゃん」と呼んでいるがテロップはおおむね方正に直されるまた、ココリコも「ザキさん」とよんでいた時期があった）。本記事では以降、『熱血教師』以前の項目では「山崎」、『地球防衛軍』以降の項目では「方正」とする。
遠藤章造（ココリコ）
テロップカラーは     橙。
『湯河原』では仕掛人として出演。
番組内では女性関係の暴露をされることが多々ある。例えば『スパイ』『空港』『熱血教師』では、番組に出演した女性をナンパしたことや、タレントの森崎友紀を口説こうとしたことが暴露された。
『アメリカンポリス』までは遠藤自身の家族や前妻の千秋が登場する回もあった。『科学博士』ではバス内の仕掛け人として、現在の妻である一般女性が登場した。しかし『トレジャーハンター』以降は遠藤の身内は登場していないため、遠藤のみ固有のネタが消滅してしまった。
罰を受けた回数は、『警察』では浜田を上回り1位。また、タイキックを受けた回数は『大貧民GoToラスベガス』終了時点で最下位。
田中直樹（ココリコ）
テロップカラーは     紫。
『警察』では仕掛け人として出演。
『ホテルマン』以降、引き出しネタのDVDでタイキックを宣告されることが定番。
怖がりの為、ちょっとしたことでもオーバーアクションを取り、その様子は「驚いてはいけない」で顕著に見られる。
先述のタイキックに関し、「本当はそんなに痛くないのに、わざとオーバーアクションをしているのか？」との疑惑をメンバーから持たれることがある。その検証として、『科学博士』では半ば強引にタイキックを繰り返され、『青春ハイスクール』では相方の遠藤がタイキックを受け、自身も受けた前提での演技を検証されたほか、エンディングの替え歌中にもこの疑惑が入れられている。また、レギュラー放送（2020年2月2日放送）でもこの検証企画が行われた。
『地球防衛軍』以降の「捕まってはいけない」では、毎回顔を汚されている（『アメリカンポリス』以外。『トレジャーハンター』では顔に落書きではなく全身に大量の枯葉を浴びたり、江頭2:50に毒霧を浴びせられた）。
毎年撮影日が水曜日の深夜である為、『科学博士』以降は収録が終わった直後にそのまま『ZIP!』の生放送に出演していた。

#### ゲストプレイヤー
中居正広 （当時SMAP）
テロップカラーは     水色。
『名探偵』にバス移動の間だけ参戦。メンバー同様に笑うと「中居 OUT」と宣告され、罰を受けた。
罰を受けた回数は、ケツしばき10回、キス1回。
なお、DVD及びHulu配信分では出演シーンが全場面カットされた。

### 引率者・進行役
藤原寛（ダウンタウン元マネージャー（松本担当）、現：吉本興業株式会社（旧:よしもとクリエイティブ・エージェンシー）代表取締役副社長）
テロップカラーは     黒、字幕カラーは     緑。
進行役または仕掛人として、全シリーズに出演。その年のテーマに沿ったコスプレで登場する。
番組内ではタメ口設定のキャラクターであるが、よく台本の台詞を間違えたり噛んでしまったりして、「すみません」と謝るシーンが見られ、それが原因でメンバーが笑い罰を受ける事が多々ある。
「○○（笑った人の名前または全員）OUT」の声も担当。

### ナレーター
- 柴田秀勝 - 『温泉宿』『湯河原』
- 真地勇志 - 『高校』
- 槇大輔 - 『警察』
- 佐藤賢治 - 『病院』
- 広中雅志 - 『新聞社』以降、未公開スペシャル
- 山田真一 - 未公開
- 垂木勉 - 『大脱獄』『トレジャーハンター』『青春ハイスクール』
- 田口トモロヲ - 『アメリカンポリス』『トレジャーハンター』『青春ハイスクール』
- 掛川裕彦 - 『アメリカンポリス』『トレジャーハンター』『青春ハイスクール』
- 立木文彦 - 『大貧民GoToラスベガス』

### 笑いの刺客
刺客は当初、お笑い芸人や番組スタッフが中心だったが、『新聞社』以降は通常バラエティ番組に出演しない俳優・スポーツ選手が出演することも多くなっている。『名探偵』以降は、日本テレビが制作に関与した直近公開予定の映画および、1月期から始まる連続ドラマの主演俳優が登場するようになる。俳優が出演する場合はお笑い芸人とのコラボネタ、または俳優が芸人のネタをコピーして披露する傾向もある。また、常連の刺客は回を追うごとに登場しなくなる場合もある。
『青春ハイスクール』までに登場した刺客の総数は延べ1467名。ここでは、メンバーを笑わせるために登場した芸能人たちの中でも常連の人物を紹介する。
板尾創路（130R）
『温泉宿』から『トレジャーハンター』まで出演。『高校』『警察』『地球防衛軍』では板尾の嫁が登場することもあった。基本、1放送で2回（またはそれ以上）登場する（『トレジャーハンター』は1回のみ登場）。
『温泉宿』では田中を待つ客、『湯河原』では謎の狙撃手、『病院』ではブラックジャック、『新聞社』では宇宙人、『ホテルマン』では馬に乗る男、『スパイ』では変装の名人、『空港』では空港内を彷徨うゾンビ、『熱血教師』ではターミネーター、『地球防衛軍』ではなりすまし部隊、『大脱獄』では脱走者、『名探偵』、『科学博士』では犬神板尾（『犬神家の一族』のスケキヨがモデル）、『アメリカンポリス』では天才猟奇殺人犯（実は女性）、『トレジャーハンター』では伝説のセコンド（未公開版で登場）と、ミステリアスなキャラで出てくることが多い。
なお、『高校』ではバイクに乗る際に足を荷台に引っ掛けてしまったり、『病院』では携帯電話を充電したまま忘れていったり、『大脱獄』では壁に頭を打ちつけ、持っていたマヨネーズを落としたり、『名探偵』では机の上に置いた新聞を何回も落としたり、『トレジャーハンター』では足をぶつけたりするなど台本には関係なく彼自身の天然ぶりでメンバーを笑わせていることも多々ある。
今夜が山田（デビット・ホセイン）
『温泉宿』から『警察』『スパイ』まで出演。『温泉宿』から『警察』では声だけの登場で、就寝中に「今夜が山田」と連呼して叫ぶ。『スパイ』ではGIA所属スパイ劇団の一員としてうどん屋の客役で久々に登場した。
村上ショージ
『高校』から『空港』まで出演。『高校』での英語教師、『スパイ』でのプロレスラー、『空港』でのテロリストなど、風変わりな人物を演じる。
関根勤
『新聞社』から『名探偵』まで出演（『ホテルマン』『スパイ』は出演なし）。主に輪島功一やおすぎなど、芸能人のモノマネで登場する。『名探偵』ではレクリエーションの参加者として登場。
品川祐（品川庄司）
『熱血教師』から『アメリカンポリス』まで出演。昼食をかけたゲームの執行人（『アメリカンポリス』のみ、「驚いてはいけない」に出演）。なお、相方の庄司智春も『高校』『熱血教師』『地球防衛軍』に登場しており、一発芸などを披露している。『大貧民GoToラスベガス』では本編には登場していないが、クイズパートにおける過去のVTRで出演。なお、『大貧民GoToラスベガス』でも同様のゲームを行っているが、執行人は下記の陣内智則が務めた。
千秋
遠藤の前妻で、離婚後も出演した。『警察』から『名探偵』まで出演した（『スパイ』『大脱獄』は出演なし）。『新聞社』以降は新おにぃ（後述）や遠藤一家との共演が多い。『科学博士』では本編には登場していないが、『熱血教師』の回想シーンのみ出演した。
新おにぃ（前島コーイチ）
『湯河原』『新聞社』から『大脱獄』まで出演。千秋の新たな結婚相手という設定から「新おにぃ」と名付けられた。まったく似ていないものまねをしてメンバーを笑わせる。芸能関係やテレビドラマの知識に非常に疎く、誰もが知っているドラマの名シーンなどをとんちんかんに演じて笑いを誘っている。また、『湯河原』では「ホホホイおじさん」としてエキストラ出演した。『大脱獄』では、ドラマ「3年B組振分先生」でカメオ出演。
森崎友紀
『熱血教師』『地球防衛軍』に出演。『熱血教師』では遠藤の助兵衛疑惑の証人として登場し、『地球防衛軍』では「遠藤が口説き損ねた女」として、千秋と共に遠藤一家との共演で出演した。
友近
『警察』以降出演（『地球防衛軍』『名探偵』『科学博士』『大貧民GoToラスベガス』は出演なし）。『病院』からは持ちネタ「ピザ屋・西尾一男」として登場。『スパイ』では普通の女性で登場。『大脱獄』では堂島たまき役で登場。その後しばらく登場しなかったが、『アメリカンポリス』では滝藤賢一の交際相手役、『トレジャーハンター』では酒場のママ、『青春ハイスクール』では再び西尾役で登場した。『大貧民GoToラスベガス』では本編には登場していないが、クイズパートにおける『アメリカンポリス』のVTRで出演。
菅賢治（ガースー）
番組スタッフ。『温泉宿』から『科学博士』まで出演（『空港』は出演なし）。『病院』から『科学博士』までの仕掛人を務めており、「ガースー黒光り〜」の職場名、うそポスター、うそ看板、小道具での登場が多く、メンバーを確実に苦しめている。末期は勤務（『大脱獄』では生活）終了後のメンバーを出迎え（『空港』を除く）、あいうえお作文を読むのがお約束になっており、このスタイルは後継のヘイポーにも引き継がれた。
中村喜伸
番組スタッフ。『温泉宿』から『青春ハイスクール』まで出演。芸人や歌手に扮して登場するが、必ずと言っていいほどネタや歌詞をど忘れするため、メンバーが笑ってしまうことも多々ある。『スパイ』以降は、上島・出川の体を張った対決に登場。剣道の有段者でもあるため、『名探偵』では同年にブレイクしていた、ゲスト出演者のとにかく明るい安村と「目隠し剣道対決」を行ったこともある。板尾が『青春ハイスクール』に出演しなかったため、2020年の年始の時点ではゲストとしては唯一の皆勤賞だったが、『大貧民GoToラスベガス』では出演せず、これによりシリーズ全作に出演したゲストは皆無となった。
ヘイポー（斉藤敏豪）
番組スタッフ。『温泉宿』から『地球防衛軍』『アメリカンポリス』以降出演（『熱血教師』『大貧民GoToラスベガス』は出演なし）。菅賢治の番組卒業に伴い、2017年放送の『アメリカンポリス』以降は仕掛人と罰ゲーム終了時の出迎え役を菅から引き継いだ。
ヘタレっぷりを活かした役割が多い。『新聞社』『ホテルマン』『地球防衛軍』では本人が最も嫌いな暗所などで生活するという、違う意味でメンバーとは異なる罰ゲームを受ける羽目になり、故意ではないがヘタレっぷりやビビリぶりでメンバーを苦しめる。
『ホテルマン』『スパイ』『地球防衛軍』では、本編の収録で使われなかった未公開VTRにも出演していた。
『大貧民GoToラスベガス』は本人の出演はなかったが、施設のロゴやヘイポーの通貨の紙幣に登場した。
ジミー大西
『高校』以降VTR出演が定番化し『トレジャーハンター』まで出演。電話相談やクレーム対応、大物文化人・政治家との対談などの映像で登場し、とんちんかんな発言をしてはメンバーの爆笑を誘う、通称「名物男」。『空港』以降は、ジミーの特徴である嗅覚を利用し、臭い物（動物、使用済みのリコーダーなど）を無理矢理嗅がされてえずく事が多い。特に浜田と遠藤は笑いのツボに入ってしまい、そのたびにVTRが停止されてケツしばきを受けるので、スタッフ側も「尺に時間がかかる」と不満を述べている。そのため、『大脱獄』『名探偵』『トレジャーハンター』の大晦日放送分では出番がカットされ、未公開で放送された。『科学博士』では久々に大晦日放送分に登場した。『大貧民GoToラスベガス』では本編には登場していないが、クイズパートにおける『科学博士』のVTRで出演。
蝶野正洋
オールキャストで挑んだ『病院』からビンタ執行役として出演。主に方正をビンタの標的にするが、その際に方正がビンタされたくない一心で必ず悪あがきをして残りのメンバーを笑わせるため、結果的に全員が苦しむことになる。また最近では蝶野がアドリブなどを入れることも多く（スタッフは蝶野に「方正を叩け」しか指示を入れていないため）、事実蝶野が入れたアドリブで方正以外の4人が笑ってしまう事もある。スタッフ側も大西同様、「方正がビンタを喰らわないといけないのでメンバー（方正以外）が笑うたびにストップして尺に問題がある」と不満を述べている。『病院』では序盤の朝礼、『新聞社』『ホテルマン』では中盤に登場し、『スパイ』以降はもっぱら終盤に登場する（『ホテルマン』『地球防衛軍』では2回登場し、どちらも1回目は序盤のバスネタで登場した）。『大脱獄』以降（『青春ハイスクール』は除く）は緊急事態の集会で登場。『名探偵』の記者会見で田中は『蝶野さんはある意味レギュラーなんや』とコメントした。そのため、近年では放送前の予告でも刺客では唯一、登場シーンが隠されることなく流されている。
なお、蝶野は方正に対して「お前がやったのか？正直に言ってみろ！」と方正が有罪か否かを問うこともあるが、実際にはどちらであっても必ずビンタをしているため、全くといっていいほど意味がない。『アメリカンポリス』では遠藤の引き出しネタとして出てきたFRIDAYのインタビューで『今年はビンタは行わない』と公言していたが、本人曰く『あれはリップサービス』だそうで、結局方正にビンタの刑が執行されている。『大貧民GoToラスベガス』では実の妻のマルティーナが登場した。
ハーカム・ナロンパット（タイキック）
『ホテルマン』から出演。主に「タイキック」「タイキックさん」と呼ばれることが多い。タイキックの執行役で、主に田中に執行することが多い。ムエタイの戦歴は200戦以上で、ラジャダムヌンスタジアム1位の記録を持つ。
水木一郎
『警察』から『新聞社』『熱血教師』『地球防衛軍』まで出演。ひたすら「ゼェェェェット!!」と叫び続ける刺客として登場。『ホテルマン』以降は出演がなかったものの、『熱血教師』で久しぶりに4年ぶりに登場し、『地球防衛軍』にも写真として登場した。
2022年12月6日に逝去したため、『熱血教師』での出演が最後となった。
劇団ひとり
『高校』から『ホテルマン』、『地球防衛軍』以降に出演（『病院』『名探偵』『大貧民GoToラスベガス』は出演なし）。教師や上官、相方（役の刺客）や共演者らからビンタされたり、自動車の後ろに縛りつけられ引きずり回されたり、リンチを受けるなど、理不尽な暴力を受ける。
『新聞社』や『ホテルマン』ではバスネタで芸人に扮して登場。『地球防衛軍』では普通に登場したかと思えば、突然自分の中学時代の卒業アルバムを取り出し、自らの手でビリビリに破り始めた。『大脱獄』では喉が渇いた囚人役で、『科学博士』では高校生役で、『アメリカンポリス』では香港スターのチャン・リン・シャン役で、『トレジャーハンター』では世界的イリュージョニスト役、『青春ハイスクール』はレスラー兼漫才師のボケ役で出演、電流爆破ツッコミで体を張っていた。『大貧民GoToラスベガス』では本編には登場していないが、クイズパートにおける『ホテルマン』のVTRで出演。
梅宮辰夫・梅宮クラウディア夫妻
夫である辰夫は『警察』から『名探偵』まで（『新聞社』は出演なし）、妻のクラウディアは『病院』から『空港』まで出演。『病院』ではクラウディアが救急患者で夫の辰夫が付き添い役で、『ホテルマン』『空港』では2人ともミュージカルスター役として登場するが、クラウディアはほとんどセリフを覚えられず大抵は録音した音声を使ってごまかすことが多い。『ホテルマン』以降、クラウディアはミュージカルスター役だが、辰夫は『スパイ』ではものまねタレント、『空港』ではミュージシャン役で登場し、さらに『空港』では娘の梅宮アンナがミュージカルスター役で登場した。『新聞社』はクラウディアのみ、『熱血教師』から『名探偵』までは辰夫のみ登場している。『アメリカンポリス』では辰夫本人は出演していないが秋山竜次（ロバート）のよだれかけの写真に登場した。辰夫は2019年に逝去したが、没後に放送された『大貧民GoToラスベガス』では、辰夫の過去の名場面からクイズで『空港』のVTRで出演。
東幹久
『警察』から『科学博士』まで出演（『ホテルマン』『空港』『地球防衛軍』は出演なし）。『警察』では検問に何度も引っかかり、『病院』では度々病棟内に出没する入院患者役、『新聞社』ではタイ人の新聞記者、『スパイ』では高校生のカップル、『熱血教師』では町医者役、『大脱獄』では江口直人（どぶろっく）役で登場した。笑いの刺客でありながらタイキックを受けたこともある。『名探偵』では、ダウンタウンDXのゲスト役として出演、『科学博士』では、レクリエーション大会のメンバーの1人として登場した。
マツコ・デラックス
『新聞社』から『大脱獄』まで出演。冒頭のバスの中で『新聞社』ではOL、『ホテルマン』では特殊部隊、『スパイ』では山田太郎（ドカベン）などのキャラクターで登場して遠藤に迫る一方、田中や方正には無視したり睨みつけるなど理不尽な態度を取ることが多い。
『空港』から『地球防衛軍』ではバスでの出演ではないが、基本的には番組前半での登場で、『空港』ではCA、『熱血教師』ではボンタン狩りの生徒、『地球防衛軍』では女子高生、寺内貫太郎（小林亜星）、エマニエル・ルイスで登場した。おばちゃん1号と並ぶディープキス要員でもあった。
雨上がり決死隊
宮迫は『病院』から『トレジャーハンター』まで、蛍原は『病院』から『アメリカンポリス』まで出演（共に『スパイ』は出演なし）。芸能人報告会議の進行役を担当。『熱血教師』では、ライバル高校の対抗イベントの司会も務めた。宮迫のみ、レクリエーション大会にも出演。なお『トレジャーハンター』以降は、芸能人報告会議が廃止された。
ライセンス
『病院』から『トレジャーハンター』まで出演（『新聞社』は出演なし）。番組準レギュラーでもあり、『空港』以降は芸能人報告会議の常連出演者となっている。後輩などとのパイプを利用して、5人の珍エピソードを披露している。また『トレジャーハンター』ではレクリエーション大会にそれぞれ別のチームに参加した。
勝俣州和
『ホテルマン』から『アメリカンポリス』まで出演（『スパイ』は出演なし）。こちらも芸能人報告会議の常連出演者であり、方正（主に、勝俣曰く「方正が力を入れているという、『ドライブ A GO！GO！』（テレビ東京）」のロケ）に関する珍エピソードを得意としている。
陣内智則
『新聞社』以降出演（『スパイ』『熱血教師』は出演なし）。『新聞社』から『アメリカンポリス』までは芸能人報告会議に出演し、『トレジャーハンター』では殺人犯、『青春ハイスクール』では応援団・団長、『大貧民GoToラスベガス』ではデリバリー館の指導員として出演した。『大脱獄』では、バス内で浅野温子に扮してドラマ『101回目のプロポーズ』の名シーンを武田鉄矢と共に再現した。
おばちゃん1号（浅見千代子）
『温泉宿』から『科学博士』『青春ハイスクール』に出演（『新聞社』は出演なし）。婦人警官、レディ、宿泊客などで度々登場する。ディープキス要員でもあり、流れや罰と関係なくメンバーにディープキスをしまくっている。『科学博士』ではVTRの『笑点』の観覧客として登場した。『青春ハイスクール』では口裂け女として久々に登場した。
楳図かずお
『病院』から『大脱獄』まで出演（『地球防衛軍』は出演なし）。トレードマークの紅白のシャツを身に纏い、さまざまな役柄で登場する。
2024年10月28日に逝去したため、『大脱獄』での出演が最後となった。
温水洋一
『湯河原』から『スパイ』『地球防衛軍』まで出演。『警察』の死体役、『病院』の水道工役で全身に冷水を浴びるなど、ひどい目に遭うケースが多い。
梅沢富美男
『空港』から『大脱獄』まで出演（『熱血教師』は出演なし）。ドッキリやいたずらなどで、上記の温水とは違う意味でひどい目に遭うケースが多い。
江頭2:50
『病院』から『トレジャーハンター』まで出演（『スパイ』は出演なし）。『病院』ではラジオ体操指導員、『新聞社』では鏡割りの名人、『ホテルマン』ではダンサー、『空港』では保安員、『大脱獄』では主任看守としてメンバーを笑わせるなど活躍した。また、『熱血教師』では遠藤に罰を与える役で、『地球防衛軍』から『トレジャーハンター』までは「捕まってはいけない」の黒鬼として登場。『地球防衛軍』では田中に罰を与え、『名探偵』では浜田と柳楽を捕まえ鼻を舐め回し（方正曰く「悪魔だ」）、『科学博士』では浜田と自分の身体に自転車のチューブを巻きつけて破裂させる罰ゲームを行った。『アメリカンポリス』では牢屋の中から登場し松本に罰を執行した。『トレジャーハンター』ではMr.マリックのマジックで登場し、田中の顔面に黒い液体を吹きかけた後、他メンバーにも唾を吐きかけた。
黒沢かずこ（森三中）
『病院』から『大脱獄』まで出演。『新聞社』以降のパフォーマンスは全身フリフリダンスで、「ストリートダンスの女神」などと称される。
佐藤蛾次郎
『新聞社』から『名探偵』まで出演（『空港』『熱血教師』は出演なし）。『新聞社』では、ダース・ベイダー、『スパイ』では、ドカベンの殿馬で出演し、『ホテルマン』及び『地球防衛軍』以降は顔写真（『ホテルマン』では若い頃）のみ登場したが、2015年の『名探偵』では、久々に本人が登場した。
2022年12月9日に逝去したため、『名探偵』での出演が最後となった。
ラルフ鈴木
『スパイ』『トレジャーハンター』以降出演。『スパイ』では『NEWS ZERO』（DVDネタ）のキャスターとして、『トレジャーハンター』『大貧民GoToラスベガス』では田中vsタイ人キックボクサー（タイキックさん）のカードゲームの進行役、『青春ハイスクール』では放送部員として漫才デスマッチの実況を担当した。
前田美波里
『新聞社』から『熱血教師』まで出演（『空港』は出演なし）。『ホテルマン』では宝塚歌劇団風の受付嬢、『スパイ』では吉本新喜劇風の劇団座長、『熱血教師』では出前役など、下記の六平と同様にあらゆる役をこなす。
イジリー岡田
『温泉宿』『湯河原』『熱血教師』から『名探偵』まで出演（『地球防衛軍』は出演なし）。『温泉宿』シリーズでは宿泊客。『熱血教師』『大脱獄』では「驚いてはいけない」に出演。『名探偵』では「捕まってはいけない」コーナーの執行役として出演。
ふかわりょう
『温泉宿』『湯河原』『病院』に出演。『温泉宿』ではイジリー岡田と共に宿泊客として出演したほかメンバーの部屋に外国人と共に訪れ一言ネタを披露した。『湯河原』でも同じく一言ネタを披露した。『病院』ではメンタルケアイベントに参加したナースの1人として登場。
岡田圭右（ますだおかだ）
『スパイ』から『トレジャーハンター』まで出演。アメリカナイズされたど派手な服装の「ハッピーボーイ」というキャラクターでスベり芸を見せる。主に、険悪ないしシリアスな空気になった場合に登場して、空気を変える役目をしている（『スパイ』ではこれが仇になり殉職している）。『地球防衛軍』では「ハッピーガール」に扮した高橋真麻と共に、新人合同訓練の司会を務めている。『名探偵』ではレクリエーション大会のメンバーの1人として参加したのみで、「ハッピーボーイ」としては登場しなかった。『科学博士』で2年ぶりに「ハッピーボーイ」として出演。『アメリカンポリス』では滝藤賢一とともに「Wハッピーボーイ」、『トレジャーハンター』では亀田兄弟･高嶋政伸とともに「ハッピーボーイ」で出演。『大貧民GoToラスベガス』では本編には登場していないが、過去の名場面からクイズで『アメリカンポリス』のVTRで出演。
上島竜兵（ダチョウ倶楽部）・出川哲朗
上島は『ホテルマン』から『ラスベガス』まで出演し、出川は『空港』以降出演している。どちらも、体を張った芸人団体の親方で、双方ともメンバーは全員褌一丁（『大脱獄』のみ最初は囚人服を着ていた）。『空港』から『トレジャーハンター』までは上島をリーダーとする団体と、出川をリーダーとする団体の体を張った対決形式になっていたが（その組織内部での労使交渉や派閥争いという設定）、『青春ハイスクール』では全員が科学部の部員として登場し、冒頭で小競り合いがあったものの対決形式を廃した「科学部の世紀の（体を張った）大実験」という設定で行われた（このシーンは今作では未公開シーンとなり、完全版にて初公開された）。また科学部の顧問役で佐野史郎が主演した。『大貧民GoToラスベガス』では団体での体を張った対決形式は行わず、過去の名場面からクイズパートのゲストとして出演し、2人で股間に洗濯バサミを装着する芸を披露した。
上島側は上島をはじめ全員が豆しぼりでほっかむりをしている。
出川側では、星田英利（『地球防衛軍』までは「ほっしゃん。」『トレジャーハンター』では次長課長の河本準一）が団体の参謀として参加している。なお、ほっしゃん。は『高校』『警察』にも出演しており、このときは得意のうどんを鼻から吸い込む芸を披露していた。
上島は2022年5月11日に逝去したため、『ラスベガス』での出演が最後となった。
ケンドーコバヤシ
『新聞社』以降出演。芸能人報告会議の常連であったが、『スパイ』からは上島側団体の参謀として参加しており、親方である上島を「伝説の上島先輩」と呼んでいる。複数回登場することも多く、『科学博士』ではロボット披露目会の司会博士役、『アメリカンポリス』では刑事役、『トレジャーハンター』では刑事および霊能力者ローラの執事役、『青春ハイスクール』では脱出ゲームの進行および教師役で登場している。『大貧民GoToラスベガス』では、過去の名場面からクイズパートの2回目の進行役で出演。
岩尾望（フットボールアワー）・田中卓志（アンガールズ）・伊藤一朗（Every Little Thing）
『ホテルマン』から『アメリカンポリス』まで出演（『科学博士』は出演なし）。「笑ってはいけないシリーズ」の他にも、「芸能界お腹痛い王グランプリ」「なりきりたけし王グランプリ」などに出演。いつも声が小さいため、メンバーにそのことを指摘される。バス内での仕掛人として出ることが多く、『大脱獄』では講習会に遅れてきた囚人として登場。講習会の司会の高橋茂雄（サバンナ）から「そういう奴は脱獄を企てる傾向にある、危険物を持ってないかチェックしろ」と言われ、看守に胸を鷲掴みにされた。『名探偵』ではチャールズ・チャップリンに扮したほか、エンディングソングをELTが担当したことから本職でも出演した。
叶姉妹
『ホテルマン』から『アメリカンポリス』まで出演（『スパイ』『大脱獄』は出演なし）。ベタな演技などで5人を笑わせる。『地球防衛軍』と『名探偵』から『アメリカンポリス』では「驚いてはいけない」コーナーに出演した。
千原ジュニア（千原兄弟）
『病院』以降出演（『スパイ』『青春ハイスクール』は出演なし）。芸能人報告会議で有名人のプライベートを暴露しており、特に『熱血教師』では遠藤に関する実話を遠藤の身内（両親、実弟、前妻）の前で暴露し、それに抵抗する遠藤との徹底抗戦に他のメンバーが苦しむことになる。『地球防衛軍』以降は芸能人報告会議には登場せず、『大脱獄』以降はレクリエーションのMCとして出演。『ホテルマン』から『空港』では相方にして実兄の千原せいじが出演したが、このうち『スパイ』ではメンバーの同僚スパイ役で出演。
竹内力
『ホテルマン』から『名探偵』まで出演。『熱血教師』以降ではドスを利かせた演技で、遠藤らにお仕置きを宣告する。『名探偵』では、竹内が主演したVシネマ作品『ミナミの帝王』の主人公・萬田銀次郎のパロディキャラの神田銀次郎役として出演。
レイザーラモンRG
『スパイ』から『アメリカンポリス』まで出演。『スパイ』ではアバター、『空港』では京本政樹、『熱血教師』では前田亘輝、『地球防衛軍』では山崎まさよし、『大脱獄』では西川貴教、『名探偵』ではYOSHIKI、『科学博士』では吉田美和で出演している。なお、相方のHGは『高校』（体育教師（ハードゲイ先生））・『大脱獄』（「驚いてはいけない」コーナー）に出演した。『アメリカンポリス』ではVTRで出演した。『青春ハイスクール』は出演がなかったが、屋上での未成年の主張で中島イシレリが自身のあるあるネタを完コピしていた。
ローラ
『空港』から『トレジャーハンター』に出演（『アメリカンポリス』は出演なし）。バラエティ番組で見せるタメ口などで5人の笑いを誘う。新おにぃが出なくなった『名探偵』以降は似ていないものまねのポジションを引き継いでおり、『名探偵』では古畑任三郎、『科学博士』ではビートたけしを演じていた。『大脱獄』では下記の若林と共に売れないお笑いコンビ「バウムクーヘン」として出演、若林がブラックジャック、ローラがピノコを演じた。『トレジャーハンター』では伝説の霊能力者役として登場した。
天龍源一郎・長州力
天龍は『熱血教師』『地球防衛軍』『大脱獄』、長州は『熱血教師』『地球防衛軍』『アメリカンポリス』に出演。2人とも滑舌が悪く、普通の文章を読んだり普通の演技をしているのに何を言っているのかわからない。長州は、『アメリカンポリス』でポルターガイストとして久々に出演した。
海原はるか（海原はるか・かなた）
『警察』『ホテルマン』『熱血教師』『地球防衛軍』に出演。『警察』ではエリート刑事、『ホテルマン』では結婚式の客、『熱血教師』ではアイドル研究会の主将「はるかちゃん」、『地球防衛軍』ではダンスサークルの部長など、ありとあらゆる役柄で出演していた。
六平直政
『警察』『病院』『熱血教師』『地球防衛軍』に出演。『警察』では機動隊隊長、『病院』では整形した女子高生、『熱血教師』では大名行列を横切った娘の父、『地球防衛軍』では合気道サークルの師範代など、前田美波里と同様に俳優にも関わらず異色な役柄で出演していた。
日村勇紀（バナナマン）・土屋アンナ
日村は『病院』から『名探偵』『トレジャーハンター』まで出演（『スパイ』は出演なし）、土屋は『地球防衛軍』と『大脱獄』に出演。
『地球防衛軍』と『大脱獄』では、日村と土屋で売れないお笑いコンビ「Wチーズケーキ」として出演。日村はジョーカー、土屋はキャットウーマンを演じた。『名探偵』では『ど根性ガエル』のゴリライモ役で出演したほか、『ホテルマン』では日村の相方・設楽統と共に上島が率いる「豆しぼりの会」の一員としてリアクション芸を行った。裏番組の『紅白歌合戦』の副音声「紅白ウラトーク」に出演しているため、当番組にはしばらく出演していなかったが、『トレジャーハンター』ではスケバン役で久々に出演した。
博多大吉（博多華丸・大吉）
『熱血教師』以降出演（『大貧民GoToラスベガス』は出演なし）。『熱血教師』では教頭先生、『地球防衛軍』ではゆるキャラ軍団のマネージャー、『大脱獄』では旅番組のプロデューサー、『名探偵』では中継記者で出演。『科学博士』ではレクリエーション大会のメンバーの1人として出演、『アメリカンポリス』では資産家一家殺害事件の捜査をする警察署幹部役で、『トレジャーハンター』では主任調査隊、『青春ハイスクール』では学年主任で出演した。『アメリカンポリス』『トレジャーハンター』『青春ハイスクール』では蝶野ビンタのイベントで状況説明に応じているが、『大貧民GoToラスベガス』では大吉の代わりに川島明（麒麟）が担当した。
くっきー!（野性爆弾）・福島善成（ガリットチュウ）
くっきー！ は『スパイ』から『トレジャーハンター』まで、福島は『地球防衛軍』から『トレジャーハンター』まで出演。主に「驚いてはいけない」のコーナーでの出演。最初は本名かつ当時の芸名の川島邦裕名義だった。
「驚いては〜」ではシャ乱Qの顔真似で登場。『名探偵』ではTERU（GLAY）と嫁の亜美ちゃんとして、『科学博士』ではSuperflyとその弟子として登場。『アメリカンポリス』から『トレジャーハンター』までは「驚いては〜」の仕掛け全般と進行役を川島が担当している。『トレジャーハンター』では、くっきー！が久々に「驚いてはいけない」以外のコーナー（通常の「笑ってはいけない」のコーナー）に登場し、浜田の顔に白塗りをした。くっきー！の相方のロッシーも、『スパイ』と『大貧民GoToラスベガス』に出演している。
蛭子能収
『熱血教師』から『トレジャーハンター』に出演（『アメリカンポリス』は出演なし）。『熱血教師』では江戸時代にタイムスリップ後、土左衛門役として登場した。
『地球防衛軍』『大脱獄』ではVTRネタで登場し、それぞれ引き出しネタで出てきたエリート塩大福の原料となる汗をサウナで流すエリート隊員、方正が変態仮面の格好に着替えた際かぶっていたブリーフパンツ（黄色いシミつき）の持ち主である模範囚人といった、いわゆるヨゴレ役として登場していた。『名探偵』ではバスネタで『ど根性ガエル』のヒロシ役で出演、『科学博士』ではレクリエーション大会のメンバーとして出演、『トレジャーハンター』では勇者役で出演した。
パンツェッタ・ジローラモ
『スパイ』以降出演（『空港』『地球防衛軍』『大脱獄』『大貧民GoToラスベガス』は出演なし）。『スパイ』ではイタリア料理店店主、『熱血教師』ではモンスターペアレント、『名探偵』では横山やすし、『科学博士』『アメリカンポリス』ではチンピラの役で出演、『トレジャーハンター』ではマジシャン役、『青春ハイスクール』では応援団員役で出演。片言の日本語や言い間違いでメンバーを笑わせる。
滝沢カレン
『アメリカンポリス』以降出演。『アメリカンポリス』ではレクリエーション大会の参加者として、『トレジャーハンター』ではトークゲームに、『青春ハイスクール』では応援団員役、『大貧民GoToラスベガス』ではデリバリー館の社員として出演した。
三又又三
『病院』から『大脱獄』まで出演（『スパイ』は出演なし）。『病院』では自身の十八番ネタ金八先生の物真似で登場した。『新聞社』、『ホテルマン』および『空港』以降芸能人報告会議で自身の持つ素行を宮迫や高橋茂雄（サバンナ）などの知人に暴露されたり（一時期浮上していたゲイ疑惑や自身が経営するバー「Bar.MATAZO」関係のネタが多い）、三又本人も親交のある松本や宮迫のプライベートに関する暴露ネタを話す（主に下ネタが多い）がことごとくスベり、周囲から苦笑されたり木村祐一から強く突っ込まれたり、宮迫にボロクソに貶されたりと顰蹙を買うのが定番化している。『名探偵』以降は三又は出演していないが、誰かしらが三又のポジションを引き継いでおり、『名探偵』では西川きよし、『科学博士』では村本大輔（ウーマンラッシュアワー）がその役割になっている。『大脱獄』では刑務所対抗レクリエーションで林下清志（ビッグダディ）と共にもんまりゲームの罰ゲーム執行人として登場、松本の顔にTバックの股間を押しつけていた（松本曰く「普通にウンコの臭いする」）。
高橋茂雄（サバンナ）
『空港』から『大脱獄』まで出演。主に報告会で登場しているが、『熱血教師』では他校の運動音痴の教師、『大脱獄』では刑務官など様々な役柄で出演。
若林正恭（オードリー）
『ホテルマン』、『熱血教師』から『トレジャーハンター』に出演。バスネタでの出演が多く、俳優ゲストと一緒に登場することが多い。なお、相方の春日俊彰は『ホテルマン』で上島が率いる「豆しぼりの会」の一員としてリアクション芸を行ったり、『空港』『トレジャーハンター』ではレクリエーション大会にも出演。
『名探偵』では『ど根性ガエル』の五郎役、『科学博士』では鈴木亮平の相棒として、『アメリカンポリス』では山﨑賢人のホスト仲間、『トレジャーハンター』では不良の高校生として出演。『大脱獄』では上記のローラと共に売れないお笑いコンビ「バウムクーヘン」として出演、若林がブラックジャック、ローラがピノコを演じた。
デヴィ・スカルノ・尾木直樹
5人が笑うことが許されるレクリエーション企画で、お笑いタレント以外での常連出演者であり、デヴィは『大脱獄』から『名探偵』まで、尾木は『地球防衛軍』から『名探偵』まで出演（2人とも『科学博士』以降は出演なし）。なお、デヴィは『ホテルマン』『空港』にも笑いの刺客として出演していた。
武田鉄矢
『大脱獄』、『青春ハイスクール』以降出演。『大脱獄』ではバス内でドラマ「101回目のプロポーズ」を浅野温子扮する陣内と共に本人出演。『青春ハイスクール』では卒業式前の最後のホームルームに金八先生として出演。『大貧民GoToラスベガス』ではグッドタレントコンテストの出場者として瑛人の「香水」を武田節で歌い、バックダンサーの萬田久子と共演。
西岡徳馬
『大脱獄』から『アメリカンポリス』まで出演。『大脱獄』ではテツandトモとコラボしたり、『名探偵』では探偵ポワロに扮して茶番に参加するも途中一人だけ意味不明な動きをしたり、『科学博士』ではすっちーの相手役を演じて乳首ドリル、『アメリカンポリス』ではGO!皆川と共にGO！西岡として登場と、強面な風貌に似合わぬコミカルな演技でメンバーを笑わせる。『大貧民GoToラスベガス』では本編には登場していないが、過去の名場面からクイズで『科学博士』のVTRで出演。
秋山竜次（ロバート）
『ホテルマン』『地球防衛軍』『アメリカンポリス』『トレジャーハンター』に出演。ものまねでは顔写真で隠すネタで有名。『アメリカンポリス』では赤ちゃん役として奥菜恵と共演、『トレジャーハンター』では尼崎音楽学校に受験する女子生徒役として杉咲花と共演。
小峠英二（バイきんぐ）
『大脱獄』以降出演。『名探偵』『トレジャーハンター』以外はバスで出演。『科学博士』では緊張していたのか台詞が全然言えていなかった。『名探偵』では「捕まってはいけない」パートで「生ビール」鬼として登場し、柳楽優弥の顔面にビールサーバーの泡（シェービングクリーム）を吹きかけた。『トレジャーハンター』ではトークゲームの仕掛け人役として出演。『青春ハイスクール』では映画助監督として草彅剛と共に出演。『大貧民GoToラスベガス』では映画監督として竹内涼真、中条あやみと共演。
M1号
『地球防衛軍』『名探偵』『科学博士』に出演。『地球防衛軍』では引き出しからM1号パネルとフィギュアが登場。『名探偵』では浜田担当マネージャー長江と浜田入りとして出演。『科学博士』では浜田ばみゅばみゅで出演した。
木下隆行（TKO）
『新聞社』以降出演（『大脱獄』『青春ハイスクール』は出演なし）。『新聞社』と『地球防衛軍』では「驚いてはいけない」に出演し、新聞社はせんとくん、『地球防衛軍』は2013年のキングオブコントで披露した人形のキャラクター、『ホテルマン』ではユーモアミシュランの「ワシせんとホテル」のホテルマン、『スパイ』では「MSB（豆しぼり）」のメンバー、『空港』『熱血教師』はライバル企業（学校）対抗イベント、『名探偵』は警視庁一課の白田吾郎、『科学博士』以降は「捕まってはいけない」パートで「出目金」鬼として出演し、牢屋に監禁されている松本に罰を執行した。相方の木本武宏も『スパイ』で「GTA所属スパイ劇団」の一員として登場している。『大貧民GoToラスベガス』では、片岡鶴太郎のヨガの被験者として出演。
中岡創一（ロッチ）
『地球防衛軍』から『トレジャーハンター』まで出演（『大脱獄』『科学博士』は出演なし）。『地球防衛軍』では上島VS出川の体張り対決、『名探偵』では「驚いてはいけない」、『アメリカンポリス』『トレジャーハンター』ではレクリエーション大会に参加。『大貧民GoToラスベガス』は相方のコカドケンタロウが出演し、自身のコントである試着室のネタを香取慎吾と共演。
原田龍二
『科学博士』以降出演（『大貧民GoToラスベガス』は出演なし）。『科学博士』ではアキラ100%と共に丸腰デカとしてロボットを盗んだ犯人を確保、『アメリカンポリス』では変態仮面に扮し、袴田吉彦と共に刑務所から脱走した犯人を確保するなど主に警察に扮して裸芸を披露する。『トレジャーハンター』では上島軍をリーダーとする団体に出演し、身体を張った芸を披露した。『青春ハイスクール』では「お豆電磁波クラブ」として、袴田・武田真治とともに暴徒と化したPTAを倒した。『大貧民GoToラスベガス』では本編には登場していないが、過去の名場面からクイズで『アメリカンポリス』のVTRで出演。
袴田吉彦
『アメリカンポリス』『青春ハイスクール』に出演。『アメリカンポリス』ではアパホテルで女性との不倫（アパ不倫）をネタに出演したほか変態仮面に扮し、原田龍二と共に刑務所から脱走した犯人を確保する裸芸を披露した。『青春ハイスクール』では「お豆電磁波クラブ」として、原田・武田真治とともに暴徒と化したPTAを倒した。『大貧民GoToラスベガス』では本編には登場していないが、過去の名場面からクイズで『アメリカンポリス』のVTRで出演。
亀田史郎
『アメリカンポリス』『トレジャーハンター』に出演。『アメリカンポリス』では出演OKダービーでレイザーラモンHGとして出演。『トレジャーハンター』ではダチョウ倶楽部の上島竜兵のものまねで息子の亀田興毅と亀田大毅と親子出演を果たした。
菊地亜美
『大脱獄』から『アメリカンポリス』まで出演（『科学博士』は出演なし）。『大脱獄』では焼き芋アイドルと電話帳アイドルとして出演し、方正と松本にタイキックを執行した。『名探偵』ではダウンタウンDXの出演者、『アメリカンポリス』ではレクリエーション大会の参加者として出演した。
千鳥
『名探偵』以降出演。『名探偵』『科学博士』では研究員報告会に出演しメンバーの過去を暴露した。『アメリカンポリス』以降はバスネタに出演し、漫才を披露するも毎年のようにグダグダになり、一旦バスを降りて反省会をしては戻ってきて何度も漫才を披露する。『青春ハイスクール』ではダウンタウンの漫才をそのままリメイクしたが、またも失敗に終わったためダウンタウン本人に約30年ぶりの漫才を披露させた。『大貧民GoToラスベガス』ではクイズパートの進行役で出演。
新しい地図（草彅剛・香取慎吾・稲垣吾郎）
『青春ハイスクール』以降出演。草彅は全裸カメラマンとして出演し、『青春ハイスクール』では小峠と、『大貧民GoToラスベガス』では元ネタとなる村西とおると斉藤慎二（ジャングルポケット）と共演し、ホラ貝でメンバーにあらゆる質問をさせるハイテンションなキャラで出演。香取はパンツが見える程のミニスカートを履いた人として出演し、『青春ハイスクール』では生徒指導の先生、『大貧民GoToラスベガス』ではカジノのマスターとしてコカドケンタロウ（ロッチ）と六角精児と共演し、どちらも蝶野ビンタにつながる事態を招いている。稲垣は主に下ネタ系で出演し、『青春ハイスクール』では演劇部の部員としてどぶろっくと、『大貧民GoToラスベガス』ではショーのリハーサルで梅垣義明と共演し、イチモツを使ったネタを披露するなど3人共普段は見せない姿で出演している。3人はそれぞれバラバラでの出演だが、『青春ハイスクール』では蝶野ビンタ後にサプライズとして3人揃ってメンバーに1人ずつ感想を述べた。
前述のとおり、中居正広がゲストプレイヤーとして『名探偵』に出演経験があるため、シリーズ開始当時のSMAPメンバーで出演経験がないのは木村拓哉のみである。

#### 誰一人笑わせることができなかった人物
山下しげのり （ジャリズム）
『温泉宿』『温泉宿in湯河原』に出演。共に『やました』と書かれたピンクの全身タイツを着ての出演だったが、どちらの回でも誰一人笑わずアウトにならなかった。2回以上出演してメンバーを笑わせることができなかった笑いの刺客は、今のところ山下が唯一である。

### メンバーの身内
『病院』から『アメリカンポリス』まで誰かの身内が出演していた。
松本の身内
兄・隆博が『病院』『新聞社』に出演。『病院』では、研修医として出演したほか自身のエッセイ本が松本の引き出しネタに使われ、『新聞社』では藤原が持ってきた人気社会派シンガーソングライターのPVに出演した（未公開シーン）。また、『熱血教師』では、娘が絵を提供している。
浜田の身内
妻・小川菜摘が『ホテルマン』にホテル広報のVTRで千秋と共に出演。浜田を「ピコちゃん」と呼んでいた。『青春ハイスクール』では、引き出しネタの一つの無敵学ランの背中部分に小川の似顔絵が刺繍されていた。
遠藤の身内
前妻の千秋の他、遠藤の父・俊秀、母・喜代美、弟・順二が総出で『空港』から『科学博士』まで出演。父・俊秀は『スパイ』に顔写真のみ、弟・順二は『ホテルマン』にも出演。3人とも、主に千秋や森崎と一緒に出演することが多い。『名探偵』の未公開スペシャルでは両親がダウンタウン（偽者）自らMCを務める『ダウンタウンDX』のスペシャル版『ダウンタウンDXDX』のコーナー「スターの私服」のパロディにVTR出演した。また、『科学博士』では、前述の遠藤ファミリーだけでなく現在の妻が出演した。『アメリカンポリス』では直接の登場はなかったが、父・母が『オールナイトでニッポン』と称するパトカー内で流れたラジオ番組のパーソナリティ役で声のみ出演している。
田中の身内
当時の妻・小日向しえが『熱血教師』『地球防衛軍』に出演。『熱血教師』では鉄仮面を被った生徒として出演したほか、田中の私生活の情報を提供。『地球防衛軍』では息子（後ろ姿のみ）と共にVTRに出演。息子はVTRの中で田中への手紙をしたため、田中は感動の涙を流すが、最後に自分の氏名を読み上げる所で「田中タイキック」とタイキックを宣言した。『アメリカンポリス』ではベッキーのインスタグラムに紛れて田中の母が出演した。
方正の身内
妻・娘二人が『地球防衛軍』に出演。方正への感謝の手紙を綴ったVTRに出演。顔は映らず、後ろ姿のみの出演だった。

### ケツしばき隊
笑ったメンバーの尻を容赦なく棒などで叩く。『新聞社』と『ホテルマン』では全身タイツ、『スパイ』以降は迷彩服と赤ベレー帽に黒い目出し帽というスタイル（回によって「ブラックアーミー」「ブラックタイツ」「ブラックナース」などと衣装や名称が異なったこともあった）。基本的にスタッフや吉本の若手芸人が扮し、EXITが『ダウンタウンDX』に出演した際に、兼近大樹が3年連続で「しばき隊」をやっていたことを告白したことがあり、当時の写真付きで紹介された。『高校』において一度だけ仕掛け人の浜田が参加したことがあり、松本や遠藤の尻を叩いた後、足蹴にした上さらに山崎や田中を4発叩いた。「大貧民GoToラスベガス」では新型コロナウイルス感染防止対策で目出し帽の中に黒マスクを着用した。

## ルール
基本的なルールとして、
1. メンバー達は、舞台となる場所で24時間生活し、研修を受ける（『温泉宿』『温泉宿in湯河原』『高校』『大脱獄』『青春ハイスクール』『大貧民GoToラスベガス』では生活するのみ）。
2. 開始後、（笑うことが許容されるコーナーを除き）どんな事があっても絶対に笑ってはいけない。
3. 笑った場合は、その場で罰が執行される。

という仕組みになっている。
これらのルールは着替えの後5人に藤原から伝えられるが、『大脱獄』以降はナレーションによって説明されている。
『病院』まではロケ地で1泊過ごして、翌朝に終了式典を開いて終了していたが、『新聞社』からは就寝せず夜中に終わり、終了式典も開かれていない（『ホテルマン』を除く）。『ホテルマン』ではほぼ寝ずに翌朝まで1日を過ごした。
『新聞社』以降は5人がやってくる集合場所から罰ゲームの舞台となる場所および「捕まってはいけない」の舞台となる場所までは、ラッピングバス（『スパイ』以降、『ホテルマン』まではラッピングフィルム無しの普通のバス）で移動する。このバスはリハーサルや施設の移動で公道を走行するため、SNSが普及した現在では日本テレビの公式発表に先行して目撃画像がSNS上に投稿・拡散され、その年のタイトルがネタバレになることが多い。まだ収録テーマを知らされていないメンバーがネット（またはそれを閲覧した家族など）を通して知ることもあり、番組中や制作会見などでネタにすることもある。『スパイ』や『大脱獄』などテーマによってはバス移動は不自然とも言えるため、松本や浜田に突っ込まれることがある。

### 罰
メンバーの誰かが笑うと、まずガキ使の別企画『ききシリーズ』の不正解音（『ビー・バップ・ハイスクール』のサウンドトラック『江田のテーマ』。以降、字幕放送における表記に則り「判定音」と記載）が流れる。次に、罰を執行される者が藤原の声で「○○ OUT」とアナウンスされ、同じ内容のテロップが表示される（例：（判定音）「松本 OUT」）。複数の時は同時に読み上げられる（例：（判定音）「松本 浜田 OUT」）。なお、誰かが笑ってアウトになったと同時にほかの誰かが笑ってアウトになることもあり、その際は判定音を流さずにアナウンスされる（例：（判定音）「松本 方正 OUT」「浜田 OUT」）。メンバー全員に同時に執行される場合は「全員 OUT」となる（対決制時代は『温泉宿』を除き、全員分1人ずつ読み上げられていた）。稀に全員アウトにも関わらずまず数人がアウトといわれ、その後で全員がアウトになるケースもある（笑った際に遅れて笑っていたり、監視役が「笑った」と判定するのが遅れたりするため）。稀に明らかに笑っているのに監視役が見逃してセーフになることもある。特に松本は、この事を後述にもあるように「誤審」として監視役に判定をしっかりするようにしろと非難することが多い。
アナウンス終了と同時に執行者がアウトの人数分（バス車内などの狭い空間では1人）入ってきて、罰を執行する。なお、罰を受ける者が2人以上の場合は、原則として1人ずつ執行される。
基本的に罰はクッション性のある棒（回によって形状が異なる）で尻を全力で叩く「ケツしばき」である。
初回は尻に吹き矢を撃ち込む「ケツ吹き矢」というものだったが、この罰の吹き矢の威力が想像以上で、流血を伴う凄惨な内容となり、松本は「この収録が終わった後、下着が真っ赤に染まっていた」という。第2回からは「尻叩き」へ変更され、第2回の『湯河原』ではムチで、第3回の『高校』では竹刀で、第4回の『警察』では警棒で、第5回の『病院』以降はしなりがある黒い棒で、それぞれ思い切り叩かれている。さらには、ゲームに負けた人への罰や強制的に行われるものとして尻にタイキックを受ける「タイキック」もある。そのほか『湯河原』では坐禅のイベントで笑った際に警策でのしばき、『高校』では尻を叩いた拍子に竹刀が折れたこともあった。
漫才や歌・ダンス・芝居など仕掛け人によるネタ披露の際、原則として仕掛け人は判定音が鳴ってから執行者が退出するまでの間ネタの進行を止めるが、罰の執行がネタの妨げになる時は画面下部に「※すでに笑いましたが引き続きお楽しみ下さい。」などと表示された上でネタが続けられ、判定音の発動及び罰ゲームの執行は終了後に行われる。この時はたとえ2回以上笑ったとしても、叩かれる回数は1回である。また、『熱血教師』まではトラップに耐えて我慢できた場合に「全員 SAFE」（ターゲットを特定の人物に限定している場合は「（ターゲット名）SAFE」）のテロップが表示されることがあった。
松本にのみ本人が「誤審が多い」とぼやくほどジャッジが厳しい（特に他のメンバーに比べて明確に自分が笑っていないような状態なのにアウトになることが多いなど）のに対し、浜田や方正には時々甘い節があったり、メンバーを笑わせるのに有利なアイテムが衣装に与えられていたりする時がある。そこからメンバー内での仲間割れが起こる（仲間同士でくすぐったりして故意に笑わせる、特定のメンバーを意図的に笑わせるためにメンバーが協力する等）ことが多々あるため、松本は回を追うごとに「公平なジャッジをしてくれ」と強く要求している。その他にも、松本以外のメンバーが単独で笑った時はアウトにならず、それに松本が加わったらアウトになることもあった（松本曰く「（混合式の染毛料や接着剤に例えて）1液と2液が混ざって完成みたいやな」）。
『警察』までは罰を受ける者の体勢は四つん這いにさせられていたが、『病院』以降は外ロケ時や研修室以外などは尻を突き出した前屈みの姿勢を取らされ、研修室では机に手を付く姿勢を取るようになった。

### メンバーが受けた罰の累計結果

#### ケツしばき
数字は罰を受けた回数。各回で一番多く受けたメンバーの回数、および最も多くの罰が発生した回の合計を太字で示す。(小数点第2位以下四捨五入)
| シリーズ                                                      | 執行役                                                        | 道具                                                          | 松本        | 浜田      | 方正        | 遠藤        | 田中        | 合計        |
| ------------------------------------------------------------- | ------------------------------------------------------------- | ------------------------------------------------------------- | ----------- | --------- | ----------- | ----------- | ----------- | ----------- |
| 温泉宿                                                        | 番頭と仲居                                                    | 吹き矢                                                        | 52          | -         | 39          | 29          | 20          | 140         |
| 温泉宿in湯河原                                                | SM隊 住職                                                     | ムチ 警策                                                     | -           | 78        | 72          | -           | 64          | 214         |
| 高校                                                          | 他校の生徒                                                    | 竹刀                                                          | 162         | -         | 103         | 103         | 95          | 463         |
| 警察                                                          | アメリカンポリス                                              | 警棒                                                          | -           | 174       | 169         | 189         | -           | 532         |
| 病院                                                          | ブラックナース                                                | 黒い棒                                                        | 258         | 171       | 95          | 155         | 158         | 837         |
| 新聞社                                                        | ブラックタイツ軍団                                            | 特大鉛筆                                                      | 193         | 166       | 150         | 118         | 122         | 749         |
| ホテルマン                                                    | ブラックタイツ軍団                                            | 黒い棒                                                        | 236         | 182       | 158         | 153         | 181         | 910         |
| スパイ                                                        | ブラックアーミー軍団                                          | 黒い棒                                                        | 186         | 158       | 125         | 123         | 116         | 708         |
| 空港                                                          | ブラックアーミー軍団                                          | 黒い棒                                                        | 302         | 288       | 227         | 224         | 231         | 1272        |
| 熱血教師                                                      | ブラックアーミー軍団 忍者軍団                                 | 黒い棒                                                        | 290         | 253       | 236         | 211         | 209         | 1199        |
| 地球防衛軍                                                    | ブラックアーミー軍団                                          | 黒い棒                                                        | 299         | 226       | 240         | 208         | 221         | 1194        |
| 大脱獄                                                        | ブラックアーミー軍団                                          | 黒い棒                                                        | 305         | 248       | 214         | 233         | 243         | 1243        |
| 名探偵                                                        | ブラックアーミー軍団                                          | 黒い棒                                                        | 331         | 276       | 237         | 269         | 267         | 1380        |
| 科学博士                                                      | ブラックアーミー軍団                                          | 黒い棒                                                        | 253         | 194       | 174         | 181         | 171         | 973         |
| アメリカンポリス                                              | ブラックアーミー軍団                                          | 黒い棒                                                        | 314         | 277       | 214         | 256         | 227         | 1288        |
| トレジャーハンター                                            | ブラックアーミー軍団                                          | 黒い棒                                                        | 271         | 245       | 183         | 212         | 211         | 1122        |
| 青春ハイスクール                                              | ブラックアーミー軍団                                          | 黒い棒                                                        | 322         | 279       | 200         | 226         | 204         | 1231        |
| 大貧民GoToラスベガス                                          | ブラックアーミー軍団                                          | 黒い棒                                                        | 249         | 250       | 184         | 194         | 206         | 1083        |
| 全回合計                                                      | 全回合計                                                      | 全回合計                                                      | 4023        | 3465      | 3020        | 3084        | 2946        | 16538       |
| 1回あたりの罰の平均値/ 全員同条件で参加した新聞社以降の平均値 | 1回あたりの罰の平均値/ 全員同条件で参加した新聞社以降の平均値 | 1回あたりの罰の平均値/ 全員同条件で参加した新聞社以降の平均値 | 251.4/273.2 | 216.6/234 | 167.8/195.5 | 181.4/200.6 | 173.3/200.7 | 198.1/220.8 |

#### タイキック
→詳細はこちらを参照。
数字はタイキックを受けた回数。同一回で受けたタイキックの回数、各回の合計、各メンバーの合計でそれぞれ一番多いものを太字で示す。なお、『温泉宿in湯河原』『新聞社』では執行されていない。また、厳密にはタイキックではないが、限りなく近い物もタイキックとしてカウントする。
| シリーズ             | 松本 | 浜田 | 方正 | 遠藤 | 田中 | 合計                |
| -------------------- | ---- | ---- | ---- | ---- | ---- | ------------------- |
| 温泉宿               | 1    | -    | 1    | -    | 1    | 3                   |
| 高校                 | -    | -    | -    | -    | 1    | 1                   |
| 警察                 | -    | 2    | 1    | -    | -    | 3                   |
| 病院                 | 3    | -    | -    | -    | -    | 3                   |
| ホテルマン           | -    | -    | -    | -    | 1    | 1                   |
| スパイ               | -    | -    | 1    | -    | 2    | 3                   |
| 空港                 | -    | -    | 1    | 1    | 1    | 3                   |
| 熱血教師             | 1    | 1    | 2    | 1    | 3    | 9(東幹久の分を含む) |
| 地球防衛軍           | -    | -    | -    | 1    | 1    | 2                   |
| 大脱獄               | 1    | 1    | 2    | -    | 1    | 5                   |
| 名探偵               | -    | -    | -    | -    | 3    | 3                   |
| 科学博士             | -    | -    | 2    | -    | 4    | 6                   |
| アメリカンポリス     | 1    | 1    | -    | -    | 3    | 5                   |
| トレジャーハンター   | 1    | -    | -    | -    | 1    | 2                   |
| 青春ハイスクール     | -    | -    | 1    | 1    | 2    | 4                   |
| 大貧民GoToラスベガス | -    | -    | -    | -    | 2    | 2                   |
| 全回合計             | 8    | 5    | 11   | 4    | 26   | 55                  |

### 対決制
『警察』までは参加者を対決企画で決めていたため、対決の勝者が作戦本部に陣取り、対決企画で必ず分かれるダウンタウンのどちらかが指揮を執った。企画の舞台名は『高校』『警察』の2作に取り入れられ、浜田が仕掛け人の『高校』は「くちびる西高校」、松本が仕掛け人の『警察』は「しゃくれ警察署」という名前になっていた。
浜田の指揮と松本の指揮には、若干違いが見られる。
浜田指揮回の特徴
浜田のドSっぷりが遺憾なく発揮され、理不尽な判定や笑っていないにも関わらずビンタやタイキックを執行するといったあまりにも過激すぎる内容だった（松本曰く「この時のあいつの指揮は手が2本とは思えへんらしいで」）。罰を執行するケツしばき隊に至っては、微妙なケースでも浜田の威圧感に押される形で出動して罰を執行した（田中曰く「無法地帯やがな」）。『高校』で深夜に浜田自身がケツしばき隊として参加した際には、遠藤を竹刀で叩いた後、さらに足で蹴った。遠藤はこれですっかり心が折れてしまったらしく、それ以降朝まで起きなかった。
松本指揮回の特徴
一言でいえば、笑いの地獄である。『湯河原』では開始早々罰ラッシュになり、方正は「今回、スゴないか!?」と前回とは明らかに異なっていることに驚いた。『湯河原』では松本のしつこく笑わせようとする傾向に浜田ら3人は非常に堪え、『警察』では『湯河原』以上に強烈な仕掛けの連続に罰ラッシュが何度も続き、特に深夜に繰り返ししつこく流された「ショウヘイヘーイ」の奇声は有名である（浜田は3連続〈その前に「今夜が山田」でも3連続〉、遠藤は4連続でアウトになった。山崎は熟睡していたためか全く気づかなかった）。また、その施設の歴代中心人物の写真の中に1つだけ動物がいるのも恒例であった（「湯河原」ではお寺の住職でジュウシマツ、「警察」では警察署の署長で犬のロベス。どちらも5代目である）。
『病院』以降は全員参加となったため、『警察』を最後に参加者対決企画は終了した。

### 備考
- 『温泉宿』では、先述の通りケツ吹き矢の罰が流血を伴う凄惨な内容だったため、近年はダイジェストからも割愛されることが多かった（タイキックの箇所のみ放送）が、2017年11月26日放送分では久々にダイジェストが流れた。なお、仕掛け人だった浜田は唯一、ケツ吹き矢の罰を受けていない。
- 『警察』以前の回は、不参加メンバー（ケツしばきの表でカウントがない者）は仕掛け人（笑わせる側）として出演しており、罰は受けていない。5人のうち、山崎のみが全てのロケに参加している。
- 体調不良などに配慮し、一部出演を見合わせたケースが存在する。
  - 『病院』では、山崎が収録当時に腸炎を発症して入院しており、出演が危ぶまれたが、なんとか病院の許可を得て一時退院して参加（番組中の会話の中でも山崎自身が「今水しか飲めない」と語るほどの状態であった）。しかし、収録中に一時的に再び体調が悪化したため、当初出演予定だった場面も含めて部分的に出演していない箇所がある。『病院』での山崎の罰が極端に少ないのはそのため。
  - 『スパイ』では、松本が2010年8月に股関節の手術を受けたという理由もあり、それに配慮して逃走訓練（鬼ごっこ企画）のみ不参加。沢村一樹が松本の代役を務めた。
  - 『空港』では、収録1週間前に松本が膝を疲労骨折しており、松本曰く「ヒビが入った」「爆弾を背負った」状態であったため、階段の上り下りには専属のSP2人が松本をサポートし、携帯トイレも支給された。また、深夜の「驚いてはいけない」では藤原の指示で新人研修室で待機した。しかし、ミッションに挑んでいる他のメンバーが受けた一部の仕掛けは新人研修室にも仕掛けられており、松本も同様に驚かされる羽目になった。
- 松本は『青春ハイスクール』までの参加した全ての回で最も多く罰を受けており、エンディングでの罰を受けた回数発表では決まって松本の回数のみ遅れて表示され、客席がどよめくのが恒例となっている。それが気に入らないのか、「いい加減この企画やめへんか？」とたびたび発言している。しかし、『大貧民GoToラスベガス』ではシリーズで初めて（1回差で）浜田を下回り、松本と浜田の回数が同時に表示される演出が行われた。また、他メンバーの笑いを鋭く察知して指差して罰を促したり、浜田が罰を受けると「いいね！」「もっと（強く）いけるよ！」と喜んだりする事が多い。
- 方正は『大脱獄』以降、『科学博士』を除く全ての回で執行数が最も少なくなっている。
- 田中は『ホテルマン』以降、毎年タイキックを受けている[注 52]。
- 遠藤はこのシリーズ内に限ると、レギュラーメンバー5人の中で一番最後にタイキックを受けた。
- 『熱血教師』では、初めて1放送でメンバー全員がタイキックを受けた。
- 基本的に罰を受けるのはレギュラーメンバーのみだが、以下に挙げた例外も存在する。
  - 『警察』では、『しりとりと黒ひげ危機一髪』に藤原も参加し、「負けたらタイキック」というルールで行われた（結果、藤原はタイキックを受けなかった）。
  - 『スパイ』では、千原せいじ（テロップカラーは水色■（千原兄弟）が仕掛け人の立場（同僚スパイ役）で参加。『せいじタイム』と称して「せいじは笑ってもいい」というルールだったが、「こん中で一番ケツ赤い人（は誰）？」と言い出してメンバーの尻がどれだけ赤くなっているか見ようと執拗に詮索し、最後に浜田が「アホかお前、俺が見せる訳ないやろ！」と言った直後に判定音が鳴り「せいじ ガサツやから OUT」[注 53]と宣告された。せいじは「なんやねんこれ、ルールちゃうやんけ！」と抗議するも、結局ケツしばきを執行された（これに笑った浜田も直後にアウトになった）。
  - 『熱血教師』では、笑いの刺客だったはずの東幹久が叶姉妹演じる花魁に手を出した罰として、「山賊タイキックの刑」が執行された[注 54]。
  - 『名探偵』では前述通り、中居正広 （当時SMAP）がスペシャルゲストとして少しの間だけ参戦（テロップカラーは水色■）し、メンバー同様に笑うと「中居 OUT」と宣告され、罰を受けた。
  - 『アメリカンポリス』では、ベッキーが田中の再婚相手の候補として出演し、その際に結婚相談所の仲人として出演した横澤夏子にドッキリを仕掛けられ、「ベッキー 禊のタイキック」と宣告された後、タイキックを受けた。

### 笑っていないのにアウトになるケース
クイズで正解できなかった、ゲームで負けたなどの理由でアウトになったケースがあるほか、以下のような笑い以外での罠によってアウトとなったケースがある。現時点では『大貧民GoToラスベガス』を除いた全ての回でこのケースが発生している。
温泉宿
「桑田佳祐のマネで緑色のもの」というお題に山崎が答えた「草～♪」に松本と遠藤が笑ったために「松本 遠藤 OUT」とアナウンスされたが、番頭が山崎がアウトと勘違いした。また、浜田が止めたにもかかわらず松本が「山崎やろ。山崎、山崎」と言ったため、それを鵜呑みにした番頭はそのまま山崎に罰を執行してしまった。なお、遠藤はアナウンス通りに罰を執行された。
浜田の提案で鼻毛抜きゲームを行った。一番鼻毛を抜いた数が少なかったメンバーが罰を受けるという形で行われたが、その結果として0本の松本と田中が浜田特製罰ゲームサイコロでタイキックを受けた。ちなみに山崎は1本、遠藤は13本。
温泉宿in湯河原
浜田と田中がトイレに入った直後に浜田が笑い、「浜田 OUT」とアナウンスされたが、お仕置き隊が待機室に行ってしまったため、その場に残っていた山崎が代わりに罰を受ける羽目になった。山崎は「え？ちゃうで、オレ山崎やで」と言いながら抵抗するも結局捕まり、罰を執行された。
高校
遠藤がスーパーボールキャッチに失敗して大先輩である浜田にぶつけてしまい、浜田からお仕置きのビンタを受けた瞬間、判定音が流れてテロップ曰く「浜田の威圧感に圧倒された」お仕置き隊が4人登場。松本と山崎は1回、田中は2回尻を叩かれた。
警察
交通機動隊の訓練では「カースタントを体験する間は笑ってもよいが、悲鳴を上げてはいけない」というルールが設けられ、悲鳴を上げたら本当にアウトになった。
病院
浜田の机の中に「絶対に押すな！」と書かれたボタンが入っており、これを押すと「山崎 OUT」と音声が流れて山崎（と、それを見て笑った松本）がアウトになったため、「ボタンそのものの効力ではなく、（リアクションで）笑ったからアウトになった」と仮説を立てて、試しにもう1度ボタンを押すとまた山崎がアウトになった。
浜田が別のボタンを見つけてそのボタンを押すと「浜田 OUT」と音声が流れ、浜田がアウトになった。
新聞社
3種類のボタンがあり、青と黄色いボタンを押すと時計の裏から出現したルーレットが回り始め、共にルーレットに当たった浜田がアウトになった（ルーレット以降時計は見れなくなった）。
赤いボタンを押すと天井から飴玉が落ちてきた。もう一度、赤いボタンを押すとルーレットが回り、山崎がアウトになった。また浜田が青いボタンを処理した瞬間にボタンを押すと、天井からヨネスケの若い頃の写真が落ちてきた。
メンバーが再び部屋に戻ってくると新たに2つのボタンが置いてあり、赤いボタンはルーレットで山崎がアウトになり、青いボタンは板尾の免許証の写真が落ちてきた。
浜田が食事中、アウトのジャッジに対して「全く見ていない」と批判をしアウトに、さらに弁当に入っていた天ぷらに文句を言ったため、再びアウトとなった。また、山崎が金太郎の衣装から着替えた際、着替えのズボンが半ズボンであり、周りに「（スタッフに）舐められている、はっきり言った方がいい」と促され「長ズボン持ってこい !! 」と叫ぶとアウトになった。その後「長ズボンに替えてもらっていいですか？」と丁寧に言ったが、再びアウトになっている。
ホテルマン
松本が青いボタンを押すと松本に「九州にある都道府県をすべて答えろ」というクイズが出題され、時間切れのためアウトになった。
緑のボタンを押すと「お尻を叩かれた方がいいと思うのは !? 」という街角アンケートのVTRが流れる。1回目はアンケート形式でそれに当たった浜田がアウトになり、2回目は読売テレビ制作のトーク番組『ダウンタウンDX』でクイズ・ゲーム形式時代に行われていたダービー形式（5ポイント先取で優勝→アウト）で、山崎が5ポイントを取りアウトになった。
遠藤の机に入っていた「遠藤 絶対撃つな」と書かれた札がついている拳銃を撃つと、遠藤の衣装に仕込まれていた弾着装置が作動した。
夕食の時におぎやはぎから「おいしい」と発言してはいけないというルールが設けられた際、「おいしい」という言葉やそれに近い発言をしたら、おぎやはぎに指摘されてアウトになった。
スパイ
昼食の時に「ハイリスク ハイリターン お仕置き回転寿司」が行われた、5種類の皿があり、金皿・銀皿・花皿・青皿・黄皿の順に流れて、遠藤・田中・山崎・松本・浜田の順に取って、寿司を食べ終わった後、藤原がお仕置きルーレット（金皿は50%、銀皿は25%、花皿は12.5%、青皿は9.375%、黄皿は3.125%）を回転し始め、止まった色と同じ色の皿を当てた人がアウトになる。1回目は、銀皿を取った松本が、2回目は、金皿を取った浜田が、3回目は、銀皿を取った松本がアウトになった。また、松本はお仕置きルーレットに疑惑を持って、お仕置きルーレットを試しに回させた。しかし、再び松本（と、それを見て笑った浜田）がアウトになった。
空港
2012年1月13日に放送された未公開シーンで「無表情訓練」が行われ、笑う以外にも表情が変わっただけでアウトになる。例えば、マジックに驚いたり、都市伝説や雑学に感心するような表情をしただけでアウトになる。
熱血教師
新人研修室で「松本 田中 OUT」とアナウンスされたが、なぜか笑っていない山崎も一緒に罰を執行された。また、少し後に同じ新人研修室で「松本 浜田 山崎 OUT」とアナウンスされたが、なぜか笑っていない遠藤も一緒に罰を執行された。
地球防衛軍
遠藤の机の引き出しの中に算数問題のフリップがあり、1分で解答できなければ罰を受けるというルールだった。これで不正解となった結果、遠藤はヘッドバットの罰を受けた。
訓練センターで、「浜田 松本 OUT」とアナウンスされたが、ケツしばき隊が間違えて遠藤に執行してしまった。
大脱獄
室内の壁に蛾が止まっていたのを田中が捕まえ外へ逃がした後に、他メンバーの「感じ出してた」「艶っぽい」などの発言に田中がうっかり笑ってしまったが、なぜか田中でなく道を開けようとして席を立った浜田が罰を執行された（ケツしばき隊の勘違いらしい）。その後に方正が「今度田中があっち行って浜田さん笑たらイーブンやん」と言い、実際にそうしたが今度は浜田が通常通り罰を執行された。
名探偵
「捕まってはいけない」の後引き出しネタがリセットされていて、松本の机の引き出しに「10分間連帯責任カード」が入っていた。この時は方正が特殊訓練としてけっこう仮面のコスプレをしており（『衣装』の項を参照）生尻を晒した状態だったため、叩かれた時の痛みに「あ゛ぁ゛ぁ゛あ゛ぁ゛ !! 」とものすごい悲鳴を上げ、その絶叫に他のメンバーが笑ってしまい、また松本以外の全員が罰を執行される…という無限ループに陥っていた。この中では遠藤がつい思い出し笑いをして「松本以外 OUT」となり、方正が「誰や笑たん !! なんでやー !! なんで笑う事あんねーん !!! 」とキレる一幕もあった。さらにその後には「もうそろそろでも…10分たってんちゃう？」と言いつつ面白メガネをかけて他メンバーを笑わせにかかった松本に田中が笑ってまた「松本以外 OUT」となり、方正が「誰や笑たん…誰や笑たーん !!! 」と激昂していた。これに田中は「違う、（松本が）こんなんするから…メガネかけるからごめんなさい、すいません！すいません！」と必死に謝っていた。
科学博士
引き出しネタの一つとして笑い袋が登場し、押すと浜田の笑い声が流れて「浜田 OUT」とアナウンスされ、浜田が罰を執行された。これを見たメンバーがふざけて笑い袋を押し、浜田は罰を受けまくる羽目になり、遠藤がうっかり笑い袋を落とした弾みでスイッチが入って浜田（と、それを見て笑った松本）が罰を執行される一幕もあった。その後、方正が鉄腕アトムのコスプレをした（『衣装』の項を参照）際にはウランに扮した少女が方正の笑い声が出る笑い袋を持ってきて押しまくり、それによって方正が罰を受けまくる羽目になった。さらに、方正がその少女に「いい笑い袋をあげよう」と浜田の笑い袋を何回か押して再び浜田も罰を受けまくり、田中がどさくさに紛れて再び泣き顔のベビーマスクをかぶった（松本曰く「もう無茶苦茶やねんけど！」）。その後、少女は笑い袋を浜田たちに預けて去り、浜田たちは場を荒らした方正に対して制裁として笑い袋を押しまくる。度重なるケツしばきに耐えかねた方正は浜田に反撃するため彼の笑い袋を探した末に「ウランちゃんが持っていった」との言葉に騙され、廊下に探しに出る。その後、浜田の笑い袋が結局見つからなかったためメンバーに「自分の笑い声の笑い袋だけでも持ってこないと部屋に戻らない」と要求するが、メンバーがこっそり笑い袋の中身を入れ替えて浜田の笑い袋と偽って渡したため、方正はまんまと自分の笑い声を出して罰を受ける羽目になった。
ここで使用されたグッズ類は、全て放送後に日テレ屋で展示された。
アメリカンポリス
檻に入った『チャイルド・プレイ』のチャッキー人形（声：高戸靖広）が、「俺は呪いの人形 アイム 方正 アハハハッ…」と笑うたびに方正がアウトになり罰を執行された。この時の方正は、山上たつひこの漫画『がきデカ』の主人公･こまわり君のコスプレをしており（『衣装』の項を参照）生尻を晒した状態だったため、『名探偵』の時同様に叩かれた時の痛みにものすごい悲鳴や奇声を上げ、その絶叫に他のメンバーが笑ってアウトになるという連鎖反応地獄に陥っていた。チャッキー人形を止めるには檻から出してスイッチを切る必要があるため檻の鍵（4桁のダイヤルロック）を開けることになったが、その番号が浜田の携帯電話番号の下4桁だったため、浜田は視聴者にわからないようリップクリームで方正の尻に番号を書くという方法を取ったが、方正が赤くなった尻に沁みて痛がり拭き消してしまったため、方正の尻をつついた回数で1桁ずつ教えることに。その中では、悪ノリした松本や浜田が方正の肛門に爪楊枝や室内にあった塔の置物の先端を挿入し、その反応に方正以外のメンバーが爆笑してアウトになる一幕もあった。3桁まで教えてもらった後、最後は当てずっぽうで解除し、ようやく地獄を終わらせた。
そしてチャッキー人形を止めた後、松本の「これ入ったん？入れたんホンマに？」の質問に方正は「いやわかんないですけど、入ったのか入ってないのかわからんけど…」と言いつつ件の置物の先端を自ら嗅いで確認し、「うん…入ってる」と発言。これに方正以外のメンバーが爆笑してアウトになっていた。
トレジャーハンター
方正がツタンカーメンのコスプレに着替えて戻ってきた直後に、研修室の棚に飾られていた5つの人形（声：垂木勉）が動き出して（プロジェクションマッピングを使用）「ツタンカーメンに仕えるヒポポ族の闇のシャーマン・アポビス」と名乗り、「我が王を侮辱した罪」として方正にケツしばきの罰を下すと宣告。それを回避する条件として他の4人に方正に関する質問をして、正解すれば罰は回避されるが、不正解だった場合や10秒以内に答えられなかった場合には方正がアウトとなる。ツタンカーメンのコスプレは生尻を晒した状態だったため、叩かれた時の痛みに奇声を上げたり痛みで走り回ったため、『アメリカンポリス』の時と同様にその絶叫に他のメンバーが笑ってアウトになるという連鎖反応地獄に陥っていた。質問はクイズ形式で、方正の誕生日や出身大学など長年共演している4人であれば知っているはずの内容だったが、ことごとく不正解で方正は結局罰を受けまくる羽目になった。その後も会話の中で試しに方正が自分の血液型を訊いても間違われたりしたため、方正はかなり不機嫌だった。
なお、人形が方正に罰を宣告するシーンで、「王を侮辱した者の末路」として、ヒポポ族に伝わる財宝（金のミイラ、木彫りの偶像、黄金の聖杯）を盗んだとして呪い殺されたジョンウッド3世について語られた。ミイラのみ長らく発見されていなかったが後に蝶野によって発見され、蝶野ビンタの伏線となる。
青春ハイスクール
方正が無敵学ラン（詳細は『引き出しネタ』『タイキック』の項を参照）を着ている間は笑ってもアウトにならず、他のメンバーに罰を強制転嫁することができるため、浜田、松本、遠藤の3人が犠牲になった。この際、判定音や強制転嫁されるメンバーのアナウンスは流れず、テロップには「○○ 強制OUT」と表示される。
完全版で行われたIKKOタイムの後、藤原の指示で松本がピチピチだった学ランを着替える際、方正の着替えネタで話していたら突然夏目漱石の肖像画が話しかけてきて、5人に高校創立当初から伝わるというある試練を与えた。試練の内容は着替えから戻ってくる松本に10分以内に「いつまでやっとんねん！」と言わせることで、松本が言わなかったら浜田、田中、遠藤、方正の4人に、言ったら松本に罰が執行される。全員あらゆる手段を駆使して残り2分の所で松本に「いつまでやっとんねん！」を言わせることに成功、罰として松本に「黒板キーキーの刑」が執行された。

### 笑ってもアウトにならないケース
1. 『温泉宿』での浜田の裁量による無条件で笑ってもいい時間
2. 『警察』での機動訓練（ただし、悲鳴を上げたらアウトになる）
3. 「驚いてはいけない」パート
4. レクリエーション（合同訓練系）
5. 「捕まってはいけない」パート（ただし、『スパイ』では明言されていない）
6. 『大脱獄』での「10分間笑ってもOKカード」の効果発動中（ただし、所有者の松本は使用中一切笑わなかった）
7. 『熱血教師』、『科学博士』〜『青春ハイスクール』でのバス移動の際、メンバーの中で誰かバスに乗っていない者がいる間
8. 『トレジャーハンター 』でバス移動の際、お仕置き隊が目的地に先に到着していて不在の間
9. 『青春ハイスクール』での田中が無敵ボンタンを穿いている間（アウトのコールはされ、お仕置き隊は変わらず登場するが、お仕置き隊はボンタンを穿いた田中を見て腰を抜かし逃げていく）
10. 『青春ハイスクール』での方正が無敵学ランを着ている間（アウトのコールはされ、お仕置き隊は変わらず登場するが、お仕置き隊は方正の指示で強制転嫁されたメンバーに罰を執行する。前述の通り、松本、浜田、遠藤に執行された。）
11. 『青春ハイスクール』での脱出ゲームパート
12. 『大貧民GoToラスベガス』での過去のシリーズのクイズパート
13. 『大貧民GoToラスベガス』での下剋上ゲームパート

これ以外にも、笑ってもアウトにならなかったケースがある。湯河原のお寺（城願寺）で田中が罰を受けた際には誤って鞭が浜田の急所に当たってしまい、本人の懇願もあってお仕置きは回避された（浜田曰く「この笑いはなしにしてよ」。急所に当たった痛みで笑ってしまったとのこと）。笑ったにも関わらず、監視役が見逃したためにセーフになったり、アウトのアナウンスがされたのにケツしばき隊が叩きに来なかったりといったケースもたまにあり、笑った時咄嗟に顔を隠したためにセーフになるケースも初期の頃にはあった。『湯河原』では、座禅修行のためにタクシーで移動中、浜田が監視役のいない隙に笑っていた。
他にも、方正と田中にはジャッジが甘く、笑ってもアウトにならないことがある（松本もそれに対し「普通に笑ってるやん」「何笑ろてんの？」と指摘することもあった）。特に『病院』以降の方正の場合は蝶野にビンタされる際、多少笑ってもアウトにならないケースが多く、『ホテルマン』のユーモアミシュランに参加した山崎のみは笑ってもアウトにならなかったり、『熱血教師』『地球防衛軍』の遠藤の疑惑調査の際も、遠藤が笑ってもアウトにならなかったりした。『名探偵』では探偵事務所入口で「方正 松本 遠藤 浜田 OUT」とアナウンスされたが、松本に執行する筈だったケツしばき隊の1人が誤って既に執行されていた浜田に執行してしまった。『科学博士』では浜田も一緒に笑ったにもかかわらず浜田はアウトにならなかった。『トレジャーハンター』ではバス移動中に笑っていたが監視役が現場に先入りしていたためアウトにならなかった。未公開シーンで、テロップ上の表記とアウトになったメンバーが違うケースがあり、「松本 OUT」と表示されたのにも関わらず、実際には松本はアウトにはならなかった。また、毎回数回程度は誤審が存在している（特に松本は近年誤審の回数が増えたように感じているらしい）。

## 笑いの罠
それぞれの舞台では、メンバーを笑わせるための罠が数多く設けられている。ここでは、そのうち代表的なものを紹介する。

### 引き出しネタ
『高校』以降、メンバーの座席の引き出しに罠が仕掛けられるようになった。この罠は「捕まってはいけない」などメンバーが座席のある部屋を離れている間にリセットされることが多い。
高校
山崎の机の中にカチカチのパンが入っていた。
警察
遠藤の机の引き出しに千秋の写真、山崎の机の引き出しにビックリ箱、浜田の机の引き出しに大量のバナナの皮と、別の引き出しには大量のバナナが入っていた。このバナナは、次の業務に入るまでの間食として食べるシーンもある。
病院
松本の机の引き出しに兄・隆博のエッセイ本、山崎の机の引き出しにボールペン、遠藤の机の引き出しに千秋の写真（病院キャンペーンカード）、田中の机の引き出しに笑福亭笑瓶の学生時代・幼少時代の写真3枚、浜田の机の引き出しに「絶対に押すな！」と書かれたボタン（内容は『笑っていないのにアウトになるケース』の項を参照）があった。
新聞社
松本の机から大量のCO₂ガス噴射、田中の机にスポーツ新聞、山崎・遠藤・浜田の机にボタン（内容は『笑っていないのにアウトになるケース』の項を参照）が入っていた。
ホテルマン
遠藤の机の引き出しに拳銃（内容は『笑っていないのにアウトになるケース』の項を参照）、他4人の机の引き出しにはボタンが入っていた（このうち松本と田中のボタンは押されなかった）。加えて、田中の机の引き出しには浜田と山崎の写真入りのパネルが入っており、パネルの山崎の鼻に画鋲が刺さっていた。また、松本の机の引き出しには本物の蝶が入っていて飛び立っていき、山崎の机の引き出しにはDVDが2枚入っていた（内容は『DVDネタ』の項を参照）。この他、引き出しではないが室内の冷蔵庫の中に「スガリスガリ君」（袋に描かれたガリガリ君の絵の顔が菅の顔になっているアイスキャンデー）が入っていた。
スパイ
遠藤の机の引き出しには『ガキ使』の本放送で知り合った女性（喫茶店員）の写真を拡大したパネルと蓋を開けようとすると電気が流れるキャンディの容器、浜田の机の引き出しの2段目にはパンティがぎっしり詰まっており、同じく1段目には製作費30万円の浜田フィギュア、山崎の机の引き出しに熱々の石とゴミ、田中の机の引き出しにはDVD3枚の入った封筒（内容は『DVDネタ』及び『タイキック』の項を参照）と開けると震えるドッキリ封筒（中に入っている輪ゴムと五円玉の仕掛けでバタバタと音を立てつつ動く）が入っていた。松本の机の引き出しの一つは取っ手にインクがついており、松本がインクで汚れた手を拭こうとウェットティッシュを取ると、ウェットティッシュが爆発した。
空港
訓練学校では、山崎や浜田の机が自動引き出し（開けようとすると自動で飛び出す）になっており、浜田の机の引き出しに美大生や似顔絵師及び漫画家の書いた浜田の似顔絵と松本の娘が遊んだおもちゃ、山崎の机の引き出しに色黒の菅人形。松本の机の引き出しにメンバーのアイコラ写真とボタン（白地に『竜』）、田中の机の引き出しにDVDが2枚入っていた（内容は『DVDネタ』の項を参照）。その後、松本の引き出しに松本人形（『スパイ』で登場した浜田人形の松本バージョン）、遠藤の引き出しに浜田人形（『スパイ』に出てきた物と同様）が入っていた。浜田と山崎の引き出しには番犬ガオガオのかぶり物が入っており、仕掛けなどはなく浜田以外のメンバーはかぶっても笑いはしなかったが、浜田がかぶった時だけ後ろを向くと浜田以外のメンバーが(なぜか)笑い出した。
空港では菅人形、山崎のアイコラ写真（この2つは訓練学校で登場した物と全く同じ）、松本の顔写真を用いた福笑い、ズボンが半分脱げてパンツ（イチゴ柄）が丸見えになっているダウンタウン人形（なお、菅人形もズボンが脱げたが、ノーパンだった）が入っていた。
熱血教師
GSGでは田中の机の引き出しにDVD（内容は『DVDネタ』及び『タイキック』の項を参照）、山崎の机の引き出しにスクラッチカード、松本の机の引き出しに松本の娘が描いた家族の絵とスロットマシンのメダル5枚、浜田の机の引き出しに浜田とゴリラの合成写真が2枚入っていた。遠藤の机の引き出しには「我々はすべて知っている」と脅迫文風に書かれた封筒が入っており、封筒の中身は写真週刊誌で『スパイ』で遠藤の引き出しに入っていたパネルの女性とのスキャンダル記事が載っていた。また、田中の机の下には番組ADが3か月間履き続けた靴の中敷きが置いてあった。
社会科見学先では遠藤の机の引き出しにUFOキャッチャーで使う大量の100円玉とGSGにあったものと同じ写真週刊誌、浜田の机の引き出しに「黒いスーガーカップ」5個とGSGにあったものと同じゴリラとの合成写真、田中の机の引き出しに巻物、山崎の机の引き出しに千両箱型の時限爆弾、松本の机の引き出しに浜田の腹話術人形が入っていた。
地球防衛軍
本部では遠藤の机の引き出しの中に算数問題のフリップ（詳細は『笑っていないのにアウトになるケース』の項を参照）、浜田の机の引き出しに「浜田 激似怪獣」のフリップが2枚（1枚目にはガラモン、2枚目にはM1号の写真とデータが記されていた）と浜田家の表札が熱々の状態で入っていた。また、方正の机の引き出しに瓶底眼鏡とハゲヅラとつけヒゲが入った箱（いずれも悪臭つき）、田中の机の引き出しにDVD2枚入りの封筒（内容は『DVDネタ』及び『タイキック』の項を参照）、松本の机の引き出しには手紙（指令書）が入っていた。
訓練センターでは田中の机の引き出しにDVD、方正の机の引き出しに手紙と塩大福の入った箱、松本の机の引き出しに携帯電話とマジックバルーンキット、遠藤の机の引き出しに塩大福2個が入った箱、浜田の机の引き出しにM1号の動くフィギュア（非売品）が入っており、さらに冷蔵庫にももう1体別のフィギュアが入っていた。他に「3番の引き出し」という名の大きな蔵の中には宇宙人が入っており、「アイム ハングリー」と言っていた宇宙人に方正が室内にあったバウムクーヘンを与えると「友情の証」として指先が光り、方正が「隊員の裏切り者」と疑われる原因となった。松本も同じことをしたが、宇宙人が気に入らなかったのか容赦なく払いのけられた。
大脱獄
田中の机の引き出しにDVD（内容は『DVDネタ』及び『タイキック』の項を参照）、方正の机の引き出しに脱獄ノートとさつまいも、松本の机の引き出しに14番のロッカーの鍵と電話帳、浜田の机の引き出しに3番のロッカーの鍵、遠藤の机の引き出しに封筒（指令書）が入っていた。
遠藤の封筒には「部屋にある銀色のアタッシュケースを開けろ」と書かれたメモが入っており、そのアタッシュケースの中に全員分のガスマスク（方正用のみ内側に鳥黐が塗られており、他は普通のガスマスク）が入っていた。なお、14番と4番のロッカーを開けると、浜田の笑い顔の顔面アートが彫られたペポカボチャが入っていた。
方正の脱獄ノートには秘密の抜け道が記してあり、その通りに行くとトイレに通じており、1回目（行ったのは方正）と3回目（行ったのは浜田）はキダ・タロー、2回目（行ったのは松本）は柴田理恵（2人とも用便中だった）に出くわした。
「捕まってはいけない」の終了後に引き出しの中が全てリセットされており、遠藤の机の引き出しに封筒と6個のドラゴンボールとロッカーの鍵が入っており、ロッカーには7個目のドラゴンボールが入っていた。遠藤が7個揃ったドラゴンボールでドラゴンを呼ぶと、藤波辰爾がやってきて遠藤にドラゴンスリーパーをかけた。浜田の机の引き出しには別のロッカーの鍵、松本の机の引き出しには封筒（中身は10分間笑ってもOKカード）、方正の机の引き出しには別の封筒（中身は10分間タメ口OKカード）と脱獄ノートNo.2、田中の机の引き出しにはDVDとまた別の封筒（中身はお仕置き手加減カード）が入っていた。浜田の机に入っていた鍵に対応するロッカーを開けるとまたしても浜田の顔面アートが彫られたペポカボチャが入っていたが、彫られている浜田の表情が困り顔になっていた（詳細は『タイキック』の項を参照）。脱獄ノートNo.2はほぼ前と同じだったが、行き先のトイレには赤ん坊（の人形）と「預かってほしい」と書かれた手紙が置いてあった。なお、その赤ん坊は方正が抱いた時だけご機嫌になり（笑い声が流れる）、方正は「あきお」（方正の父親と同じ名前）と名づけた（これが後の蝶野ビンタにつながる）。
名探偵
田中の机の引き出しには、DVD2枚（内容は『DVDネタ』及び『タイキック』の項を参照）と5000円札、松本の机の引き出しには「持ち主だけが中身を見ろ」と書かれた封筒（中身は『怪人二十面相からの挑戦状』）、遠藤の机の引き出しには「我々は全てを知っている」と書かれた封筒（中身は写真週刊誌『MONDAY』）があり、方正の机の引き出しにもまた別の封筒（中身は松本と同じく『怪人二十面相からの挑戦状』）が入っていた。また、引き出しではないが笑いの刺客として登場した女優の堀北真希が差し入れた袋に、浜田の笑い顔の顔面アートアップルパイ（実際に食べられる）が入っていた。
「捕まってはいけない」終了後、遠藤の机の引き出しにはWiiリモコンとDVD（内容は『タイキック』の項を参照）、浜田の机の引き出しには「超リアルおもしろメガネ」と称される5つの眼鏡が入ったジュラルミンケース。松本の机の引き出しには封筒（中身は『10分間連帯責任カード』）が入っていた。方正の机の引き出しには盗聴機が入っており、方正がその盗聴機を持って部屋を捜索すると盗聴機が絵画に反応して秘密のボタンが見つかり、ボタンを押すと絵画の奥から盗聴していた審査員の平尾昌晃が出てきた。これについて松本は「考えオチや」と呟いた。
科学博士
田中の机の引き出しには番号の振られたロッカーの鍵が入っており、1番の鍵のロッカーを開けると超リアルな造形のベビーマスク（赤ん坊の怒り顔のマスク）とネックウォーマーの入ったケースが、2番の鍵のロッカーを開けるとロッカーの中からセクシー所長（斎藤工）が出てきた。遠藤の机の引き出しにはDVD1枚（内容は『DVDネタ』及び『タイキック』の項を参照）が入っていた。方正の机の引き出しには『元祖どっきりカメラ』のヘルメット、チョッキ、小ぶりのプラカードが入っていた（内容は『タイキック』の項を参照）。松本の机の引き出しにはコントローラーが入っていた。コントローラーは浜田そっくりのロボットのコントローラーで、松本と浜田がこれでロボットを操作して15分以内に3つのブロックを積み上げる「ダウンタウンチャレンジ」というミッションに挑戦したが、複雑な操作に苦戦。ミッションは失敗に終わり、罰として2人はお互いの鼻毛を抜き合った。またこの時のロボットの動きがメンバーの爆笑を誘った。
「捕まってはいけない」終了後、方正の机の引き出しには笑い袋（内容は『笑っていないのにアウトになるケース』の項を参照）、松本の机の引き出しにはセクシー所長（斎藤工）の声が流れるヘッドフォンが入っていた。田中の机の引き出しにはまたロッカーの鍵が入っていて、今度は泣き顔のベビーマスクの入ったケースが出てきた。これをかぶった田中の演技がメンバーの爆笑を誘い、ダウンタウンが「やめぇやお前」「お前ホンマ汚いなぁ」「なんでお前はそんなアイテムもらえんねん」と文句を言っていた。浜田の机の引き出しには「板尾創路のしりとりボタン」が入っており、これを押すと犬神板尾がやってきて田中の引き出しネタの怒り顔ベビーマスクをかぶった浜田としりとり合戦を行い、しゃがれた声での「ビクトリア王朝」などのセリフが笑いを誘った。
アメリカンポリス
松本と田中の机の引き出しにはそれぞれDVDが（松本は1枚で田中は2枚。内容は『DVDネタ』及び『タイキック』の項を参照）、遠藤と方正の机の引き出しにはそれぞれ「誰でも美川憲一セット」「誰でも岩崎宏美セット」（コロッケによるものまねの顔を象ったマスクと音楽を流すミニデッキやマイクなど小物類のセット）の入った「押収品ボックス」の鍵が、浜田の引き出しには「超常現象ボタン」が入っていた。ものまねセットを使ったメンバーのものまねは見ていた他メンバーの爆笑を誘ったほか、浜田がボタンを押すと「ポルターガイスト」と書かれた全身タイツを着た長州力が現れ（メンバーには姿が見えないという設定）、浜田の鼻毛をピンセットで抜くなどの超常現象を起こしていった。
「捕まってはいけない」終了後、遠藤の机の引き出しには「我々は全てを知っている」と書かれた、写真週刊誌『FRIDAY』（内容は蝶野の「今年はオファーがあってもビンタはしない」とのインタビュー記事）の入った封筒があった。田中の机の引き出しには「おまめ結婚相談所」からの再婚相手のお見合い写真2枚と手紙の封筒が入っており、結婚相談所職員役の横澤夏子がその相手（ベッキーと野沢雅子）を連れて出てきてその場でお見合いを行った。方正の机の引き出しには『ハクション大魔王』の壺と胡椒の瓶が入っており、方正がこれでくしゃみをしたところ「大魔王から甘いパイのプレゼント」と称してパイを持った女性がやってきて、方正に顔面パイをかましていった。浜田の机の引き出しには「誰でも鈴木雅之セット」の入った「押収品ボックス」の鍵が入っていた。
トレジャーハンター
遠藤と田中の机の引き出しにはそれぞれDVDが（内容は『DVDネタ』、『出演OKダービー』（遠藤）、『タイキック』（田中）の項を参照）、田中の机の引き出しにはセーフとアウトのカードが入った封筒と1番の戸棚の鍵が、浜田の机の引き出しには古文書と鍵が、松本の机の引き出しには「ひょっこりはんセット」（おかっぱのカツラ、丸眼鏡、赤い蝶ネクタイ、BGMを流すためのスイッチのセット）が、方正の机の引き出しには2番の戸棚の鍵が入っていた。古文書には「試練を乗り越えれば金色の強運が宿るであろう」と書かれており、室内にある女神像の台座の鍵穴に鍵を挿すと壁に掛かった絵画がスライドして真実の口が現れた。浜田がその口の中に手を入れると臭い液体が手にかかった（遠藤曰く「ウンコちゃいますの？」）。ひょっこりはんセットは、ひょっこりはんに扮してスイッチの操作で流れる1回、3回、7回のどれかのBGMを使いひょっこりはんの芸をして誰かが笑えばクリアという内容だった。松本が試しにやってみるが1回と3回で誰も笑わず、次に浜田が室外に出て7回を試したが、松本がBGMのスイッチを引き出しに隠してしまい誰も押さないことに浜田が「おい、音わい！ずっと待っとった…」とキレて戻ってきた瞬間に笑わせることができた。未公開では方正も挑戦したが、7回の時に出てくるタイミングを間違えてしまい、結果全員が笑ってアウトになった。1番と2番の戸棚にはそれぞれ「30年後…」と書かれたボックスが入っており、中にはそれぞれダウンタウン2人の30年後の顔の精巧なマスクが入っていた。試しに田中が浜田の、方正が松本の30年後マスクをかぶり、これが他3人の爆笑を誘った（松本曰く「背がむしろ逆なんやけどなぁ」）。
「捕まってはいけない」終了後、遠藤の机の引き出しには3番の宝箱の鍵が、田中の机の引き出しには1番の戸棚の鍵が、方正の机の引き出しには古文書と鍵が入っていた。3番の宝箱を開けるとけん玉、ティッシュ、ゴミ箱、スーパーボール、おたまが入っていた（内容は『タイキック』の項を参照）。1番の戸棚の鍵を開けるとドライアイスの入ったクーラーボックスの中に「首狩り族のご馳走」と称して「浜田ザルの首」が入っており、その頭を開けると脳みその形に盛られた苺アイスが入っていた。古文書には浜田の古文書とほぼ同じ内容が記されていたが、方正が真実の口に手を入れると今度はその穴から黄色い液体（味は甘いらしい）を顔などに吹きかけられた。
青春ハイスクール
田中の机の引き出しにはボンタンと手紙、方正の机の引き出しには4番のロッカーの鍵とポマードと指名手配書、遠藤の机の引き出しには国語の教科書、浜田の机の引き出しにはDVDとこっくりさんのシート（内容は『タイキック』の項を参照）、松本の机の引き出しには5番のロッカーの鍵（中にはDVDとリコーダーと上履きが入った白い箱）が入っていた（内容は『DVDネタ』の項を参照）。ボンタンと一緒に出てきた手紙には「無敵ボンタン これを穿けば例え笑ったとしてもお仕置き隊はビビって逃げて行ってしまう最強のボンタン 時間は無制限」と書かれており、これを穿いた田中のみ笑っても罰が執行されず、ケツしばき隊が腰を抜かして逃げていくため無双状態となった。しかししばらくするとボンタン狩りの不良生徒が乱入してボンタンと田中のズボンを奪っていったため田中の下半身はパンツ一丁となり、その後罰を受ける際は痛みに悲鳴を上げた。4番のロッカーの鍵を開けると、顔の目から下の部分のおもしろマスク3つが入っていた（マスクはそれぞれ表情が異なるが、全て瓶底眼鏡をかけており顎がしゃくれているという共通点があった）。また方正は指名手配書の「口裂け女から身を守るには、頭にポマードを塗るべし」という記述に従い学校に現れる口裂け女（おばちゃん1号）に呪われないようにポマードを髪に塗りたくったが、実際はポマードではなくピーナッツバターであり、現れた口裂け女に頭と顔を舐められ続けた（松本曰く「引退前の力士みたい」）。国語の教科書は二宮金次郎に扮した真壁刀義の教科書であり、「バランスが取れない」と盗まれたことに立腹。イタズラした遠藤がエアプレーンスピンをかけられた（なぜか教科書は取らずにそのまま立ち去った）。
「脱出訓練」終了後、それぞれの机の引き出しには1番（田中）、3番（方正）、28番（松本）、27番（浜田）、14番（遠藤）のロッカーの鍵が入っていた。1番のロッカーを開けると木箱の中に瓶詰め標本の「浜田子ゴリラ人形」が入っていた。28番を開けると松本を模した「おもしろマッチョ人形」の入った巾着袋が、27番を開けるとまたも「おもしろ浜田子ゴリラ人形」の入った巾着袋が入っており、それぞれ腹部を押すと鳴き声を発する仕組みになっていた。3番を開けると巾着袋の中に「無敵学ラン」と手紙が入っていた（内容は『タイキック』の項を参照）。14番を開けると5人分の箱と手紙が入っており、中にはIKKOのカツラが入っていた。手紙には「全員IKKOタイム このカツラをかぶっている間は全員IKKOになりきらなければならない 笑ってしまったらカツラを脱いで脱落 最後まで残った者には豪華商品が贈られる」と書かれていた。浜田が最後まで勝ち残り、最新マッサージ機が贈られた。
大貧民GoToラスベガス
田中の机の引き出しには何も入っていなかった。松本の机の引き出しには封筒、方正の机の引き出しには謎の箱、浜田の机の引き出しにはDVDとジャンケンカード3枚が入った封筒が入っていた（内容は『タイキック』の項を参照）。松本の引き出しから出てきた封筒の中には「おもしろアイテムをゲットせよ 1000ヘイポーガチャ 誰でも購入可能」と書かれた手紙が入っており、部屋に置いてあるガチャガチャに藤原から支給されたヘイポー紙幣(1人20000ヘイポー)から1000ヘイポーを入れて回すとカプセルが出てくる仕組みになっている。カプセルの中には番号が書かれた鍵が入っており、その番号のロッカーを鍵で開ける仕組みになっている。松本は5番で「おもしろメガネ」、田中は2番で藤岡弘、の顔をリアルに再現した「おもしろマスク」、遠藤は16番で浜田の頭部を象った「おもしろボール」が出てきた。おもしろメガネは松本は「全然視野も広がらへんで」と言ったことで、浜田がかけるとそこそこ受けた（遠藤曰く「ぶっちゃけ強いです」）。おもしろマスクは同封の手紙に「これをかぶればアナタも夢の芸能人」と書かれており、田中がマスクをかぶり、仮面ライダーの歌やポーズなどをして笑わせた（口も動く仕組みになっている）。おもしろボールはストレス発散として壁にぶつけたり床に叩きつけたり、顔の部分に椅子の足を載せて滑り止めにしたり顎を伸ばしたりして遊んだが、伸ばした際にちぎれてしまった。方正の引き出しに入っていた謎の箱には時限爆弾が入っており、箱を開けた瞬間タイマーが作動した。時限爆弾を停止するためにサポートセンターに電話したがなかなか担当者につながらず、結局停止できなかったがタイマーが0になっても何も起こらず、その後ロッシー（野性爆弾）が回収に訪れた（要するに「時限爆弾」と「野性爆弾」をかけたドッキリである）。

### タイキック
笑った行為と関係なく、主に田中に対して用意されるトラップ。「○○タイキック」と宣言されるとムエタイの音楽が流れ、宣告を受けたメンバーの尻に容赦なくキックするムエタイのボクサーが登場する。『ホテルマン』以降のタイキック執行人は特記のない限り、ムエタイ選手のトースー・ナ・ノンタチャイ（本名：ハーカム・ナロンパット）が担当。なお、遠藤だけはDVDなどの仕掛けに対する不可避なタイキックを受けたことがない（ゲームで失敗したり、「検証」の名目で半ば無理矢理に受ける羽目になったことはある）。
警察
テレビドラマ『太陽にほえろ!』のジーパン刑事の変装をした田中と松本が提案した『黒ひげ危機一発』で敗れた山崎が1回、浜田が2回のタイキックを受けた。浜田はその後、屁が止まらなくなったらしい。
病院
病室で患者・MEGUMIに用意されたボタンを押すように言われた松本は4つのボタンのうち3つを押すが、どれも「松本 タイキック」と音声が流れ、松本はボタンを押すごとにタイキックを受けた。
ホテルマン
結構披露宴の後に山崎の机に置かれていたDVDを控え室のモニターで再生すると、オリジナル版の歌唱者による「タッチ」のカラオケビデオが流れた。歌詞の多くが田中を貶す替え歌で、その中に「ケツにキック」「お尻をけって」などタイキックを示すものが含まれており、曲が終わった後に田中がタイキックを受けた。以降の回でも同様にDVDネタで田中がタイキックを受けるようになった。
スパイ
田中の机の引き出しの中にあった封筒の中に入っていた3枚のDVDのうち1枚を再生すると、内容は「NEWS ZERO」のニュースでライアーズ対GIA戦の野球の試合の様子が映し出された。その選手と監督の中にメンバーと同じ名字の選手がおり、相手のプレーにクレームをつける田中監督と山崎選手に対して審判がそれぞれ「退場!! タイキック」と宣告し、ニュースが終わった時点で退場を宣告された田中監督と山崎選手の代わりとして田中と山崎がタイキックを受けた。
もう1枚のDVDは「君の瞳に両想い」というドラマだった。内容は普通の恋愛ドラマだが、次回予告で大鶴義丹と保阪尚希が「（田中）律子と保阪（尚希）が結婚して婿入りしたら、お前の名前は…タナカ ナオキ（田中尚希⇒田中直樹）だ」「タナカ ナオキは完全OUTだよ。タナカ ナオキは完全にタイキックだよ」と発言し、ドラマが終わった後にフルネームの読みが同じである田中がタイキックを受けた。
最後の1枚は前の2枚でタイキックを受けた田中が再生を嫌がったからか、再生されることはなかった。
空港
田中の机の引き出しから出てきた封筒の中身は2枚のDVDで、そのうち1枚は「キャビンアテンダント物語」（『スチュワーデス物語』(TBS)のパロディ）というドラマのDVDだった。内容はキャビンアテンダントの採用試験を描いたドラマだが、ラストシーンで堀ちえみが出てきて「実は、全員合格じゃなかったんです。実は…田中だけOUTです。しかも…田中タイキックなんです」と発言。ドラマが終わった後に（試験に不合格となった同名のCAの代わりとして）田中がタイキックを受けた。
他の航空会社の新人CAと合同で受ける研修では2種類のクイズが行われ、終了後に審査員がダメだと思うCAを指名する。指名された者は武田幸三のタイキックを受けるというルール（なお、この研修中は笑っても構わない）。この結果、1種類目のクイズで遠藤と山崎が選ばれてタイキックを受けた（2種類目は審査員の藤岡弘、の裁量で全員回避した）。
熱血教師
方正の机の引き出しの中にあったスクラッチカード（AとBそれぞれ5マスずつあり、絵柄が揃うことによって賞金が貰える）のAの欄の1つを削ると方正の顔の絵が出現し、Bの欄の1つを削ると「タイキック」という文字が出現し、方正がタイキックを受けた。また、試しにBの欄のマスをもう1つ削ると、再び「タイキック」という文字が出現し、方正が2回目のタイキックを受けた。結局、Aの欄は方正がこれ以上タイキックを受けることを嫌ったため、2つ以上削られることはなかった。
松本の机の引き出しにメダルが5枚あり、部屋にあるスロットマシンにメダルを入れるとスロットが回転し、田中の絵柄が3つ揃った瞬間、「田中 タイキック」とスロットマシンの上部の画面に表示されると同時に同じ内容の音声アナウンスが流れ、田中がタイキックを受けた。直前に山崎の絵柄が3つ揃ったが、「大当たり」としてメダルが1枚出てくるだけで罰は一切なかった。なお、画面は終了までずっと「田中 タイキック」と表示され続けていた。
田中の机の引き出しに入っていたDVDを再生すると、メンバー5人が出演しているという設定の『アウトレイジ ビヨンド』のDVD&BD版の発売予告が流れ、DVDの最後に西田敏行が「オイコラ田中！ワリャタイキックじゃボケェ！」と発言するシーンが流され、田中が2回目のタイキックを受けた。
他校の教師との対抗イベントでは3種類のゲームが行われ（本編で1種類、2013年1月6日に放送された未公開シーンで2種類）、終了後に負けチームの一番足を引っ張った教師がタイキックを受けるというルール（なお、この研修中は笑っても構わない）。1種類目の跳び箱で遠藤が、2種類目のピタゴラリレーで松本が、3種類目の正座バランスボールでは浜田がそれぞれ選ばれてタイキックを受けた。
社会科見学の芸者遊びでは女芸人を入れてものまね古今東西を行い、一番不甲斐なかった者がお仕置きを受けるという形で行われた。田中が選ばれ、拳法の達人美紀姫こと女優の水野美紀から3回目のタイキックを受けた。
地球防衛軍
査問委員会で、前述の算数問題で不正解だった遠藤に低知能疑惑が浮上。検証のため遠藤に小中学生の問題を次々と出題した結果、珍解答を連発。知能の最低基準に達していなかったということで、タイキックを受けた。なお、不正解の場合は、連帯責任として遠藤以外の4人が電気ショックの罰を受けるというルールだったため、メンバーは何度も電気ショックを受ける事に。
田中の机の引き出しにDVDが2枚入っており、1枚目は方正の娘2人から、2枚目は田中の息子から、それぞれの父親への感謝をつづった手紙の朗読で、2枚とも感動的な内容であったが、2枚目の最後の息子の名前に「3年赤ぐみ 田中 タイキック」と書かれていた。田中は最愛の息子からのタイキック宣言でタイキックを受けることになり、泣き崩れる田中を見た松本は「人ってこうなんねやな」と言っていた（なお方正の時には娘2人の実名が出てきて、罰はなかった）。
大脱獄
田中の机の引き出しから出てきたDVDの内容は、『ムキムキ爺さん（絵コンテ：棟方誠、作画・美術：海松実流）』という昔話アニメ。これまでのDVDネタの映像は全て実写だったため、アニメが流れるのは初。ストーリーは「花咲か爺さん」と「舌切り雀」を意識した話となっているが、終盤でタイのキックボクサーが登場し、「田中の爺さん」（声-島田敏）がタイキックを受ける所で終了、直後に（作中で登場した爺さんと同じ名前のため）田中がタイキックを受けた。
「捕まってはいけない」後、リセットされた田中の机から出てきたDVDの内容は「NEWS ZERO」で、「アイスタイキックチャレンジ」（アイス・バケツ・チャレンジのパロディで、氷水をかぶった後、タイキックを受ける）の話題だった。終盤でチャレンジを受けたやくみつるが方正を指名したため、方正が氷水とタイキックを受けた。さらに方正はその後浜田を（呼び捨てで）指名したため、浜田も「アイスタイキックチャレンジ」を宣告されたが、こちらは氷水をかぶらずにタイキックのみを受けた。その際の浜田の表情はペポカボチャの顔面アートの一つにそっくりだった。
名探偵
田中の机の引き出しには、2枚のDVDが入っていた。1枚目の内容は通販の放送で、エアバッグでタイキックから尻を防護するという『パンツ型タイキックサポーター・まもるくん』（価格は4980円）を紹介しており、田中はDVDと一緒に入っていた5000円札を使ってまもるくんを購入する。2枚目の内容は『ドンコング殺人事件』という探偵アニメ（作画：スタジオバースト、キャラクターデザイン：奈良裕己）で、スガポロ・クリードとムッキー・マツモト（モデルは菅と松本）がプロボクシングの試合を始めようとした瞬間、プロモーターの「ドンコング」が何者かに殺されるというもの。田中は駆け出しの探偵及びその現場検証人としてアニメに登場していたが、その場にいた名探偵の浜田一耕助（モデルは浜田）の推理によって犯人が田中だと判明し、DVDの田中はデカ長（モデルはタイ人ボクサー）からタイキックの刑を受ける。その後実際に田中がタイキックを受けることになってまもるくんを作動させたが、膨らんだエアバッグのサイズが極端に小さく、結局まともにタイキックを受けてしまった（商品名は『まもるくん ミニ』）。田中は「まもるくんが不良品だ」と販売業者に苦情の電話をして、誤配を認めた業者にまもるくんを交換してもらい、お詫びの粗品（ミニ扇風機、商品名は『ポータブル扇風機・つむじ丸』）を受け取る。その扇風機はメッセージファンになっていて、スイッチを入れると羽部分に「田中 タイキック」の光の文字が浮かび上がると同時に同じ内容の音声アナウンスが流れ、そこで再び田中はまもるくんを作動。しかし今度はエアバッグが前についていて股間部分が膨らみ、またしてもまともにタイキックを受ける羽目になった（商品名は『まもるくん フロント』）。その後田中は再び販売業者に苦情の電話をしたが、確認のためとして保留にされ、そのまま電話を切られてしまった。
怪人二十面相からのDVDメッセージでゲームを1面クリアするように指示が出て、メンバーはWii Uのスーパーマリオメーカーに挑戦した。35回目の挑戦で田中がクリアするとゴール地点の画面にはブロックでできた「田中 タイキック」のドット文字が表示されており、田中は自分でクリアしたゲームのせいでタイキックをされる羽目になった。
科学博士
方正の机の引き出しからどっきりカメラの本編で野呂圭介が身に着けていた衣装とヘルメット、小ぶりなプラカードが出てきて、方正がこれを身に着けると松下由樹をターゲットにした、ブーブークッションを用いたドッキリが始まった。ニセADがブーブークッションを設置し、松下がブーブークッションのドッキリを受けると「どっきり大成功」の効果音が流れた。続いて方正がプラカードを掲げると松下は激怒して方正にタイキックを宣告、方正がタイキックを受けた。また、タイキック執行後未公開シーンではお色気ドッキリが執行され、仕掛け人の安藤なつ（メイプル超合金）とターゲットとなった大川栄策が登場。同じく「どっきり大成功」の効果音とともに方正が再度プラカードを掲げると、松下同様大川も激怒して方正にタイキックを宣告、方正は2回目のタイキックを受けた。
遠藤の机の引き出しにDVDが1枚入っており、内容は『笑点』のオープニングから収録が行われる後楽園ホールの会場を映した映像で、司会の春風亭昇太と大喜利メンバーの「笑ってはいけないシリーズ」に因んだ挨拶の後、昇太の「山田くん、例の奴を持ってきて」のセリフと共にタイ人ボクサーが会場に登場。そして会場の観客全員が昇太の合図で判定音に続いて「田中 タイキック」と言い、田中がタイキックを受けた。しかし、受けた直後によろめいて棚の角で頭をぶつけそうになった田中が「あぶなっ」と普通に言ったことで、「本当はそんなに痛くなかったのでは？」と皆に疑われ、検証と称してさらに3回のタイキックをされる羽目になった（このうち1回は完全版で放映された）。
アメリカンポリス
田中の机の引き出しにDVDが2枚入っており、内容はどちらも『湯けむり温泉殺人事件』（主演：中村俊介）という推理を体験できるシミュレーションゲームだった。田中がプレイヤーとしてプレイを進め、ストーリーの中で「犯人を撃つ」「犯人を説得する」の2つの選択肢が示される部分があったが、どちらを選んでもゲーム内の番頭役のタイ人ボクサー「タイキック」が「何笑ってんだ田中！（中略）お前はタイキックだ！」「田中!!やっぱりてめぇか！タイキック！」と宣告し、田中がタイキックを受ける展開になった。
2枚目の方は展開が異なり、事件現場の木桶かバスタオルを調べるという選択肢が示された。バスタオルを選ぶと下から現れたダイイングメッセージは「田中」と思いきや上下逆向きに血文字で書かれた「浜田」で、タイ人ボクサーの宣告により浜田がタイキックを受けた。さらに、木桶を選び直すと今度は血文字で「松本」と書かれており、同様に松本がタイキックを受けた。
「捕まってはいけない」後の田中の机の引き出しには「おまめ結婚相談所」からの再婚相手候補のお見合い写真が2枚入っていた。最初の再婚相手候補であるベッキーが登場し、横澤夏子が持つタブレットにインスタグラムの写真が表示されたが、最後の8枚目にはタイ人ボクサーが写っていた。そして8枚の写真に隠れたアルファベットを並べてみると「TANAKA THAI KICK」となる事が判明、「田中 タイキック」のアナウンスに続いて田中がタイキックを受けた。さらに、続いて「ベッキーへのドッキリ」に入り、横澤がタブレットに出した写真内のマグカップに書かれた文字を読んでみると「Becky THAI KICK」と書いてあり、「ベッキー 禊のタイキック」とアナウンスされてベッキーがタイキックを受けた。この時、ベッキーにタイキックをお見舞いしたのは女性選手だった。
トレジャーハンター
田中の机の引き出しにDVDが1枚入っており、内容はカードを使った心理戦の説明VTRだった（そのゲームで使うカードは方正の机の引き出しに入っていた）。また、対戦相手のタイ人キックボクサーがロケの1ヶ月前にメンタリストのDaiGoに心理戦を教わり、ロケ本番までに特訓の成果を出す密着映像が流れた。ルールはタイ人ボクサーが先攻、田中が後攻でカードを選び、互いのカードによって勝敗が決まるもの。カードはそれぞれセーフが4枚、アウトが1枚で、選んだカードが両者共にセーフだった場合は引き分けで次に持ち越しとなり（一度使ったカードは使えない）、両者が選んだカードが異なる場合は田中の勝利となりタイキックを回避できるが、両者が共にアウトのカードを選んだ場合はタイ人ボクサーの勝利となり田中はタイキックを執行される。VTRの後対戦が始まり、田中が奇跡的に勝利しタイキックを回避したかに見えたが、最初と同じようなVTRが流れセーフを3枚に減らして再度行う羽目になった。再び田中が勝利するも、またもVTRが流れセーフを1枚に減らして行うことになり、今度はタイ人ボクサーが不自然な黒縁眼鏡とイヤホンを装着した状態で登場。なぜか田中が先攻で、ほぼ反則ながらも田中に勝利し、タイキックを執行した。
「捕まってはいけない」後の遠藤の机の引き出しには3番の宝箱を開ける鍵が入っており、宝箱の中にはけん玉、ティッシュ、ゴミ箱、スーパーボール、おたまが入っていた。5人はそれらの道具を使った3種のゲームを、成功すれば勝ち抜け、最後に残った1人（生贄になった者）にタイキックが執行されるというルールで行った。けん玉は方正、遠藤、田中がクリアしたが、スーパーボールキャッチ（スーパーボールを床で高くワンバウンドさせ、落ちてくる所をおたまで捕る）は松本、浜田共に失敗。最後のティッシュゴミ箱入れ（丸めたティッシュを2mの距離からゴミ箱に投げ入れる）は先に勝ち抜けた3人も改めて参加し、松本以外の4人全員がクリアしたため、松本にタイキックが執行された。
青春ハイスクール
浜田の机の引き出しにDVDとこっくりさんのシートと500円玉が入っており、5人で500円玉の上に人差し指を置き「こっくりさん こっくりさん どうぞおいでください もしおいでになられましたら『はい』へお進みください」と言った後、「こっくりさん こっくりさん この中でこの後タイキックされるのは誰？」と質問すると「た」「な」「か」の順に500円玉が動いたため田中にタイキックが執行された。また田中は無敵ボンタンの絡み（詳細は『引き出しネタ』の項を参照）で不良生徒のボンタン狩りに遭いズボンを奪われていたため、下半身パンツ一丁のままタイキックを受けものすごい悲鳴を上げた。
脱出訓練の後の方正の引き出しネタとして「無敵学ラン（『引き出しネタ』の項を参照）」と手紙が出てきて、手紙には「無敵学ラン 無敵の番長が着ていた伝説の学ラン これを身にまとえば 教室内で1番の権利を持つ 無敵番長となり 他の生徒に何でも命令ができる 言葉遣いも当然誰に対してもタメ口が許され さらに笑ったことに対する罰も他の生徒に強制転嫁することができる」と書かれていた。そのため方正はダウンタウンに対しタメ口で話したり、わざと笑っては罰を松本、浜田、遠藤に押しつけたりと調子に乗ってやりたい放題。しばらくすると「いいかげんにしろ」と校内放送が流れた後にスケバン刑事に扮した南野陽子が現れ、方正に「愛を忘れ人の心の弱さにつけ込む悪党 伝説の番長の権力乱用する極悪非道の月亭方正」と宣告。これにより方正はいつものタイ人ボクサーではなく、那須川天心にタイキックを執行され、その後無敵学ランは自ら脱いだ。
メンバーから「田中のタイキックのリアクションが演技ではないか」との疑惑が浮上。メンバーの疑いから田中はタイキックを受けた際のリアクションを再現したが圧倒的な演技力からメンバーが冷め出したことで、相方の遠藤とタイキックのリアクションを比較するために遠藤が実験台としてタイキックを受けた（こちらも那須川が執行）。
未公開では那須川に受けたタイキックで痛がる方正を見た浜田がまたも田中のタイキックのリアクションの演技に疑惑を持ち、田中に「もう一度タイキックされた方がいいのでは？」と言い出す。必死に抵抗する田中だったが、方正がもう一度無敵学ランを着用して「田中、タイキックだ！」と命令したことでタイキックされた（こちらも那須川が執行）。
大貧民GoToラスベガス
浜田の机の引き出しにDVDと3枚のジャンケンカードが入っていた。内容は『逆境無頼カイジ』の利根川幸雄（声 - 白竜）による、帝愛グループが提案したジャンケンカードを使った「限定ジャンケン」の説明VTRだった。ルールは、ジャンケンカードを1枚一発勝負で出し、勝ちかあいこで豪華賞品をゲットできるが、負けるとタイ人ボクサーが扮する「タイジ」にタイキックを執行されるというもの。対戦相手は浜田であったが、利根川の独断で田中に対戦相手を変更した。VTRの後対戦が始まり、先攻はタイジ、後攻は田中であったが、ゲームマスター（ラルフ鈴木）がイカサマのないようカードをめくろうとした際に停電が発生。その間にタイジが暗視スコープを装着していたことに田中が抗議したため、チャンスとしてハンドボール大の「タイキックサイコロ」を投げ、出た目が6面中5面ある「セーフ」だとタイキックを回避できるが、1面のみある赤く塗られた「タイキック」だとタイキックが執行されるルールに変更された。ゲームマスターが投げた際は（当然ながら）「セーフ」の目が出たが、田中が「OK？OKでしょ？ありがとうございます」と言いかけた所で突然サイコロの中に仕掛けられた機械が作動してサイコロが展開し、元に戻った所で向きが変わって「タイキック」の目が上になったため、結局田中にタイキックが執行された。
下剋上ゲームの後の引き出しネタのDVDでアンミカがテレビショッピングの司会者として登場し、25万ヘイポーもする「タイキック回避スーツ」なる背広を田中はヘイポー中央銀行からのローンで購入。しかしそれはびんぼっちゃまが着ているような後ろ身頃のない背広であり、尻が丸出しのため通常の罰を受けた際にもものすごい悲鳴を上げ、その絶叫に他のメンバーが笑ってアウトになっていた。その後「アンミカテレショップで400件の詐欺被害が発生した」としてタイ人ボクサー率いるヘイポー中央銀行が借金の取り立てに登場し、「やられたらやり返す。タイ返しだ‼」と宣言され、なんと完全に丸出しの生尻にタイキックが執行された。当然この痛みは尋常ではなく、田中は悶え苦しみ、松本からも「今年はマジやな」「流石に可哀そう」と同情されている。

### 蝶野ビンタ
『病院』以降の後半で、蝶野が方正に対して執行するビンタ。『病院』『新聞社』ではエキストラも方正とは違う罪状で執行されている。
病院
蝶野が大切にしていたハンカチが盗難に遭い、山崎の服のポケットから同じ柄のハンカチが出てきたため、山崎が犯人と断定されビンタを受けた（実際は最初からポケットに入っていたため実質無実である）。最初のビンタであり蝶野も後年に見られるような追い詰め方はしなかったほか、山崎の本気の土下座での謝罪に対し思わず藤原に「どうしますか？」と続行の可否を聞いてしまっていた（藤原は『やってください』と解答し、これにより山崎も観念したため普通に執行された）。
新聞社
「フィールドオブバタフライ」のイベントで蝶野が大切にしていた紫色の手帳が盗難に遭い、田中のポケットから同じ手帳が出てきた（山崎は別の色の手帳だったためセーフ）。しかし、ビンタをする直前に秘書から「蝶野の息子（という設定）のリョウちゃんが大ケガをした」という知らせが入ったため田中はビンタを回避した。そのリョウちゃんとは社内で山崎がぶつかったソフトクリームを持った男の子だったことが判明、原因と判明した山崎が（バレないように顔を変えたが結局バレた）結局ビンタを受ける羽目になった。
ホテルマン
バス内でお年寄りが乗車したが、田中の前に立ったままなかなか席に座らないため、次の停留所で蝶野が乗車。マナー違反をした田中に腹を立てた蝶野は彼にビンタした。山崎以外にビンタしたのは現時点でこの回のみ。
その後、結婚式で蝶野がマジックショーを披露するつもりだったが、用具のトランプがないことに司会者に激怒した。その様子を見た藤原から「蝶野が（スケスケの）アイマスクで目隠しをした状態で5人のうち1人を捕まえ、その者にビンタをする」というほぼ八つ当たりに近い提案が下され、蝶野は普通に前が見えるため真っ先に山崎を捕まえる。捕まった山崎は「アイマスク見えてたじゃないですか！薄透明になってたでしょう！」と抗議するも聞き入れられず、結局理不尽にビンタを受けた。
スパイ
ガースー黒光り諜報局の専属アイドル「美少女時代」のイベントに来た5人の前に事務所社長の蝶野が現れて彼から何者かが盗撮をしていたことが知らされ、捜査のため山崎に探知機を当てると持っていたペンに反応。それはペン型カメラであり、調べると盗撮映像が録画されていたため山崎は舞台上に連行される。そして蝶野に「まず謝れ」と言われ謝罪するも、その際「二度とせえへんから!!」と言ったため言質が取れてしまい、ビンタを受けることになった。
空港
空港内でテロが発生し、テロリスト（中川家 礼二）を射殺した後、その前に彼に射殺されていた堀ちえみの遺体から血文字のダイイングメッセージが発見された。ダイイングメッセージには「テロリストに情報を流したのはヤマザ」と書かれていた。蝶野は1人ずつ名前を聞いていったが、山崎のみ嘘の名前を何回も言い続けたため怪しまれた。結局藤原が本名を教えたため山崎は舞台上に連れていかれ、本名を言った瞬間ビンタを受けた。
熱血教師
社会科見学として5人は江戸時代にタイムスリップ。そこで訪れた遊郭で役人の蝶野から鼠小僧が潜伏していると知らされる。彼が持っていた人相書きに描かれていたのは山崎そっくりの顔であり、メンバーの一人一人にほっかむりをさせた結果、「山崎が鼠小僧である」と断定。そして山崎は舞台上に連れていかれ、救済措置として「一発ギャグをやり、誰かを笑わせられれば不問とする」ことになったものの、誰一人笑わせることができず、結局ビンタを受けることになった。
地球防衛軍
ガースー黒光り地球防衛軍に向かう5人の乗ったバスに、『はじめてのおつかい』の収録中の幼い兄弟が乗ってきた。弟が突然泣き出したため勇気が出ない兄の代わりに方正が自分の鼻をクワガタに挟ませる芸で笑わせようとするも、弟はますます泣いてしまった上兄まで泣かせてしまったため、キレた番組ディレクターの蝶野が乗り込んできて、方正に「番組をぶち壊した」と因縁をつけビンタを食らわせた。ホテルマン以来のあまりにも早い蝶野の登場に、他のメンバーも驚きを隠せなかった。
突如地球防衛軍の基地が侵略者からの襲撃を受けるも、蝶野率いる部隊により撃退される。そして隊員たちが捕らえたという敵のスパイは、3番の引き出しに入っていたエイリアン（詳細は『引き出しネタ』の項を参照）であった。蝶野は「5人の中にエイリアンの内通者がいる」と告げ、このエイリアンと指先を合わせた時に指先が光った者が内通者であるという。そして方正が檻の中のエイリアンと指先を合わせると、彼の指先が光った。方正は「僕は嫌いです！アイツは大嫌い！仲間でもなんでもないんだ!!」とエイリアンとの関係を否定するも、エイリアンの「ホウセイ マイ フレンド」という発言が決め手となり、2度目のビンタを受けることになった。松本は「マイフレンドと言った割には助けるそぶりも見せなかった」と厳しいコメントを残した。
大脱獄
何者かが脱獄計画を企てていたことが看守長の蝶野から告げられ、証拠として首謀者が獄中出産したという赤ん坊（の人形）が連れて来られた。それは部屋で方正に懐いていたあきおであり、方正に反応したため方正が首謀者として舞台上に連行される。方正はあきおを盾に抵抗するも看守に引き離されるが、最後の望みとして「あきおを側に置いてほしいという頼み」だけは聞き入れられ、「あきお、幸せに獄中生活を送ってくれよ」と言葉をかけた直後にビンタを受けた。その後蝶野に「一言（子供に）言ってやれ」と促されると、「あきお、ビンタされたよ」と言葉をかけた。
名探偵
時価10億円の名画「ハマ・リザ」が怪盗X三世に盗まれたと警部の蝶野から知らせがあり、部屋に飾られていた初代怪盗Xの像の顔が浜田にそっくりだったため浜田が犯人と断定されビンタの標的となった。必死に抵抗する浜田は「そんなん無理やわ!目ぇはつぶられへんわぁぁぁ!!」などと絶叫し、方正は初めてビンタを回避できる嬉しさからそのビビリっぷりに大爆笑。そしてビンタ執行直前、浜田から「お前、覚えとけよ…」と恨み言を言われている。しかし、ビンタ執行直前に江戸川コナンに扮した少年探偵が現れ、犯人は浜田ではないと言う。さらに少年探偵は「初代怪盗Xは変装が得意であり、素顔を誰も見たことがない。ハンマーで銅像を壊せば謎が解ける」と証言し、彼の指示通り初代怪盗Xの像をハンマーで叩き割ると中から方正そっくりの顔が出てきたため、方正が真犯人と断定され、結局とんだ糠喜びでビンタを受ける羽目になった。
ちなみに方正が抵抗した際、偶然蝶野の鼻に頭突してしまい、「倍返しだ!」と言われ、ビンタ執行直前に恐怖のあまり「ぬわぁぁぁ!!待ってぇぇぇ!!」と制止した。
また、2016年2月放送の着ぐるみトークで方正が『名探偵』を家族で視聴した話をした結果、娘2人は笑っていたが、息子は（方正が）ビンタされるシーンを見てしまい、無言で涙を流した。方正は「すぐに（テレビを）消せ！」「子供の教育に悪い番組や」と不満をぶつけた。ちなみに、方正はリアルタイムで「笑ってはいけない」シリーズを観るのはその時が初めてだったという。
科学博士
何者かが人類を滅ぼしかねない危険な薬品を開発しようとしていたことが判明。その薬品には「特殊な光を当てると発光する」という性質があるため、薬品の開発者を突き止めるべくそれを利用してメンバーに特殊ライトを当てると、方正の顔が緑色に発光した。研究室長の蝶野が方正に突きつけたその薬品は、ブラック・ジャックのドクター・キリコのような姿に扮した上川隆也が出題したクイズに方正が正解できなかった際、罰ゲームで浴びせられた「上川リキッド」であった。そのことを方正はメンバーに確認するも誰も彼を擁護せず、それでも納得しない彼に鏡を持たせてもう一度特殊ライトを当てると、再び方正の顔が発光。方正はそれでもしつこく松本に罪を着せようとするなど悪あがきを続けるが、結局逃れることはできず、ビンタを受けることとなった。罪をかぶせられた事に松本は「全然山崎(発言テロップでは方正)のことを可哀そうと思えへんわ。2発行ってほしかった」と怒りを表していた。
なお、この回では方正が鏡で自分の発光した顔を見て笑ってしまい、初めてビンタのくだりの最中に罰を受けることとなった。
アメリカンポリス
ヘイポー州立おまめ中央警察署の近辺で資産家一家惨殺事件が発生。唯一生き延びた一家の愛犬のドルフィンちゃんに警察手帳を嗅がせて、吠えた手帳の持ち主が犯人であるとされビンタを執行されることになったが、FRIDAYの取材で蝶野が「今年はビンタNG」と宣言したため、今年は蝶野を模した人形「衝撃ビンタマシーン 蝶野くん」を用いることになった。ところが開始直前に蝶野本人が登場、先の取材は「リップサービス」に過ぎなかったことが判明。そしてドルフィンちゃんに一人ずつ手帳を嗅がせていくが、松本の手帳に反応したため、松本がビンタを受けることに。ところがビンタ執行直前でその犬がドルフィンちゃんとは全く違う別の犬だったことが判明し、本物のドルフィンちゃんに改めて手帳を嗅がせた結果、結局本物のドルフィンちゃんは方正の手帳に反応。方正は「顎関節症を患っている」「（最初のドルフィンちゃんに）吠えられたんだから、松本を1発だけ叩いてほしい」と懇願するも聞き入れられず、方正だけがビンタを受けた。
トレジャーハンター
ヒポポ族の呪いのミイラを蝶野が発見した。その呪いは人を死に至らしめるものであり、一族に代々伝わっているという。そして蝶野がミイラを覆う包帯を解くと、中から現れたのは方正そっくりの顔であり、方正がミイラの末裔と断定され舞台上に連行される。呪いを解く方法は聖なるビンタを受けるか大量の聖水を飲み干すことで、方正は聖水を飲むが飲みきれずこぼしてしまい、聖なるビンタを受けた。
青春ハイスクール
卒業式の席上で県立ヘイポーお豆ヶ丘高校の体育教師がゴルフボールの直撃で大ケガを負ったことが説明された。その体育教師の正体は蝶野であり、蝶野曰く「その犯人はゴルフが下手な人物」だという。そこで犯人探しのために「ゴルフが下手そうだ」と藤原が証言したメンバーにゴルフをさせることにした。すると、方正以外の4人はカップインに成功したものの、方正だけがカップの手前でボールが不自然に回転してカップインしなかったため、蝶野によって舞台上に連行される。蝶野は「ビンタを回避する手段がある」として「給食で余った牛乳2本を方正が飲み干せばビンタを回避する」と告げ、方正は牛乳を飲み干すが、1本目は飲み干したものの2本目の牛乳瓶が異常に長かったため飲み干すことができず、制裁ビンタを受けることになった。
大貧民GoToラスベガス
ホテル内でセクハラ事件があったことがカジノマネージャーの蝶野から告げられ、その被害者となった女性ダンサーは蝶野の実の妻であるマルティーナであった。彼女が証言した犯人の特徴から方正が犯人であると断定され、さらに「無理矢理キスされた」「パンティーを盗まれた」と発言。蝶野は「ビンタを回避する手段がある」として「30秒以内にパンティーを3枚破ればビンタを回避する」と告げ、方正はパンティーを破くが、2枚を破いたものの3枚目のパンティーのゴムが異常に伸びて破くことができず、ビンタを受けた。また、ビンタの直前蝶野は「毎年毎年ホントにすまないなぁ」と言っていた。

#### その他のビンタ
参加メンバー同士による物を除くと、『温泉宿』では松本が浜田から、『高校』では参加メンバー全員が浜田から、『スパイ』では遠藤がマツコ・デラックスから、「捕まってはいけないスパイ」で浜田と山崎がデブ鬼から、『青春ハイスクール』では田中がヤンキーから、『大貧民GoToラスベガス』では方正が千原ジュニアから2回ビンタされている。例外として『温泉宿in湯河原』では仕掛け人として登場した遠藤がエキストラの女性からビンタされているほか、『空港』では仕掛け人の梅宮辰夫とAMEMIYAが同じく仕掛け人の小籔千豊に、『青春ハイスクール』では仕掛け人の吉村崇が同じく仕掛け人の加藤浩次と近藤春菜にビンタされている。

### 写真週刊誌・MONDAY（マンデー）
遠藤の引き出しネタの封筒（コラージュ文字で「我々は全てを知っている」と書かれている）に入った写真週刊誌。なお、『アメリカンポリス』では本物のFRIDAYが入っており、内容は蝶野の「今年はオファーがあってもビンタはしない」とのインタビュー記事で、「蝶野悲痛！大晦日『笑ってはいけない』からビンタ消滅危機」という見出しがついていた。
熱血教師
表紙は杉原杏璃。遠藤が『スパイ』で知り合った女性と六本木でデートのスクープ、後にお白州で女性とのメールでのやりとりが暴露された。
大脱獄
表紙はおのののか。遠藤の両親が大阪の焼肉屋でデートのスクープ。
英語が読めない遠藤は、中身を見る前に『MONDAY』を「モンデー」と読んでしまった。
名探偵（DVDではカット）
表紙は篠崎愛。遠藤が某地方局の女子アナを口説いたスクープ。大吉によるリポートの緊急中継もあったが、この時モニターに映っていたのは千秋であった。この中継で千秋は「遠藤くんは人からバカを見透かされるのが大嫌いなくせに、やってることは超おバカ。これからもバカ丸出しのハートの強さは変わらないのでしょう。彼の粗相のせいで今年も呼ばれちゃったよ」とコメントした。
この時も遠藤は『MONDAY』を「モンデー」と読んでしまい4人から注意されるが、遠藤は「揉むみたいなことで揉んでー（モンデー）って」という言い訳をして4人を笑わせた。

### ジミー大西のVTRネタ
『高校（ハイスクール）』から『トレジャーハンター』に登場。ジミーが質疑応答でとんちんかんな答えを連発したり、メチャクチャな電話の対応をしたり、さらには優れた嗅覚を生かして色々なものにえずいたりするVTRで、遠藤と浜田は特にツボにはまってしまう。登場人物の肩書は放送当時のもの。VTRではなく、突然テレビから放送することもある。
高校（ハイスクール）
英語の授業で藤原が教材ビデオを流した。内容は「マルコ・ポーロを英語で学ぶ」「1から100まで英語で言う」「一週間を英語で言う」というもの。questionをローションと読んだり、英語で20をtenten、100をtentententententententententenと読んでいた。
警察
1. 生活安全課のお姉さんとして登場。DVの正式名称をドンマイバカたれと言っていた。
2. 夜中に『史上最悪の男の頭脳分析』で英語でしりとりしたり、臭いを説明し、時々「オエッ」とえずいて浜田ら3人を苦しめた。

病院
1. 「大西動物病院」の院長として登場。彼の嗅覚でメンバー（山崎以外）を襲う。
2. ナースコール役で登場。なお、山崎は当時腸炎を患いながら参加したため何度か抜ける場合があった。

新聞社
1. 「大西総理大臣」として登場。
2. 身代金の要求VTRでは、おぼっちゃま役で登場。怪我するギリギリの拷問を受けた。

ホテルマン
1. ホテルウーマン「大西秀子」として登場。
2. ジャーナリストの大谷昭宏と時事対談するがとんちんかんな答えを連発して、前編・後編と分けて流れた。前編では落としたフリップを拾おうとして大谷と頭を激突させてしまった。

スパイ
1. カリスマスパイのコールセンター「大西秀子」として登場。
2. 自民党政調会長・石破茂（元防衛相）と日本の防衛に関する対談をした。「日本国の総理大臣は？」という石破の問いに対し、菅直人（かん・なおと）と解答するべきところを「カン・チョクト」と解答してしまったため、あまりのひどさに呆れた石破から「バカにしないでほしい」と言われた。

空港
1. 受付嬢「大西秀子」として登場。
2. 入国審査のビデオ内「自称アメリカ人ダンサー」として登場。臭いのついたリコーダーを吹かされ、えずいていた。
3. 参議院議員の片山さつきと対談をした。最終的にあまりのひどさに呆れた片山から、半ば無理矢理対談が打ち切られてしまった。

熱血教師
1. 宣教師「大西ザビエル」として登場。臭いのついたハーモニカを吹かされ、えずいていた。
2. 田原総一朗と対談。
3. 教育カウンセラー「大西秀子」として登場。

地球防衛軍
1. エキスパート隊員「マザー・ジミー」役で登場。赤ちゃんに扮したヘイポーのお守りをさせられる。
2. コールセンター「大西秀子」として登場。

大脱獄
1. スーパードクター「大西秀明」として登場し、アザラシや痔の患者を診察した。なお、痔の患者の場合は例年通りえずいた。
2. カンファレンス医者役で登場[注 101]。

名探偵
俳優「大西愛之助」として登場。舞台『アニー』のアニー役の稽古に挑んだが、「マサチューセッツ州」の発音がうまくできなかった。なお、監督役の人もうまく発音できず、お互いツボに嵌ってしまい、場は収拾がつかない状況になってしまった。
科学博士
泥酔寝起き反応実験の被験者として登場。また、仕掛け人の科学者役で宮川大輔が登場した。
アメリカンポリス
世界一の嗅覚を持つレジェンドポリス「大西ジミー秀明」として登場。大西の優れた嗅覚について解析したドキュメンタリー風の内容だった。
トレジャーハンター
『インディ・ジェーン』に出演する女優「アンジェリーナ・オオニシ」として登場。インタビューに応えるものだった。

### DVDネタ
『ホテルマン』以降に登場。主に田中の机の引き出しに入っているDVDで、最後は主に田中がタイキックを受けることになる。
ホテルマン
山崎の机の引き出しに2枚入っていた。内容はそれぞれ「翼の折れたエンジェル」「ダンシング・オールナイト」のカラオケビデオで、サビの歌詞が罰を受けるメンバーを示した替え歌になっており、曲終了後に歌詞の通りに執行された。歌唱は全てオリジナル版の歌唱者本人によるもの。ビデオの内容で笑った場合は改めて罰が執行されるため、2枚目では「全員 OUT」の直後に「全員 OUT」になる珍事が起きた。
結婚披露宴の後、山崎の机に別の1枚が置かれていた（内容は『タイキック』の項を参照）。
その後、藤原がまた別のDVDを持ってきた。内容はホテル広報用のVTRで、千秋、新おにぃ、小川菜摘が登場した。
スパイ
田中の机の引き出しから出てきた封筒に3枚入っていた（内容は『タイキック』の項を参照）。
空港
田中の机の引き出しに2枚入っていた（1枚目の内容は『タイキック』の項を参照）。2枚目のDVDは中尾彬夫妻と浜田のそっくりさんのダウソタウソ浜ちゃんと浜田のマネージャー（本物）が出演した、旅館の紹介VTRであった。
熱血教師
田中の机の引き出しに1枚入っていた（内容は『タイキック』の項を参照）。
その後、藤原が別のDVDを持ってきた。内容は「適職ナビ」で、内田裕也と新おにぃが登場した。メンバーはジミー大西が来るのかと思っていた。
地球防衛軍
田中の机の引き出しに2枚入っていた（内容は『タイキック』の項を参照）。
訓練センターでの田中の机の引き出しに入っていたDVDは、方正の机の引き出しに入っていた塩大福の作り方の説明。塩大福に使われている塩は蛭子能収がエリート隊員として110℃のサウナに入り、そこでかいた汗から不純物を取り除いて加熱し抽出した「エリート塩」という代物で、既にその塩大福をガッツリ食べてしまった方正と遠藤が後悔していた。
大脱獄
田中の机の引き出しに最初1枚入っており、実験で数時間刑務所を離れた後に別のもう1枚が入っていた（内容は『タイキック』の項を参照）。
名探偵
田中の机の引き出しに2枚入っていた（内容は『タイキック』の項を参照）。
科学博士
遠藤の机の引き出しに1枚入っていた（内容は『タイキック』の項を参照）。
アメリカンポリス
松本の机の引き出しに1枚、田中の机の引き出しに2枚入っていた（松本の方の内容は『出演OKダービー』、田中の方の内容は『タイキック』の項を参照）。
トレジャーハンター
遠藤と田中の机の引き出しに1枚ずつ入っていた（遠藤の方の内容は『出演OKダービー』、田中の方の内容は『タイキック』の項を参照）。
青春ハイスクール
松本の机の引き出しから、DVDと共にリコーダーと上履きが入った白い箱が出てきた。DVDは「学校あるあるチャレンジ」と題し、5人は2つの道具を使って2種のゲームを行い成功すれば勝ち抜け、最後に残った1人にペットボトルロケットの刑が執行されるという内容だった。1種目目のリコーダー（ドレミファソラシドを順番にきれいに吹く）は1巡目は全員が失敗し、2種目目の上履きシュート（上履きを2mの距離からゴミ箱に足で入れる）は松本、田中、方正がクリアした。残った浜田と遠藤がリコーダーで決着をつけ、遠藤が先にクリアし浜田は失敗したため、浜田にペットボトルロケットの刑が執行された。未公開シーンでは3種目目の点々チョーク（黒板を使ってチョークをまっすぐ下ろしながら一気に点線を書く）が登場。こちらは全員が失敗した。
浜田の机の引き出しから、DVDと共にこっくりさんのシートと500円玉が出てきた（内容は『タイキック』の項を参照）。
大貧民GoToラスベガス
浜田の机の引き出しから、DVDと共に3枚のジャンケンカードが入った封筒が出てきた（内容は『タイキック』の項を参照）。

### スガ茶
『ホテルマン』『スパイ』に登場。仕掛人の菅が考案した、笑ってしまうティーバッグのお茶。これらは日テレ屋で実際に販売されている。
ホテルマン
中身はお茶ではなく豚骨スープ。山崎が叩かれた瞬間、ケツシバき棒が偶然松本の手に当たりスープがこぼれた。これにより全員が笑ってしまい、結果的に全員に罰が執行された。
スパイ
登場時に浜田が「性懲りもなくあるで」と呆れ、山崎が飲んだところ、お茶ではなく激辛ラー油味だった。

### 出演OKダービー
『アメリカンポリス』『トレジャーハンター』で行われた扮装企画。大物芸能人・有名人にコスプレを依頼・交渉する映像を室内の大型モニターに流し、それを見て誰が引き受けるかを予想する。その後、正解発表としてそのコスプレをした大物芸能人・有名人がメンバーの下に来て、コスプレにちなんだパフォーマンスをする。
アメリカンポリス
最初はレイザーラモンHGの扮装。エントリーは小林稔侍、亀田史郎、元谷芙美子で、快諾したのは亀田史郎。
2番目はふなっしーの扮装。エントリーは西郷輝彦、山崎貴、三遊亭円楽で、快諾したのは西郷輝彦。
3番目は大西ライオンの扮装。エントリーは夏菜、小沢真珠、紫吹淳で、全員が快諾した（DVDではカットされている）。
トレジャーハンター
最初はマリコンヌの扮装。エントリーは細川ふみえ、アンミカ、藤田朋子で、全員が快諾した。
2番目はハンバーグ師匠の扮装。エントリーは立川志らく、木原実、登坂淳一で、快諾したのは立川志らくと登坂淳一。
さらに特別編として、乙武洋匡が「このコスプレで出たい」と番組に自らオファーしたそのコスプレの内容を当てるという内容の出題がされた。正解発表では乙武がR2-D2にそっくりな「乙武ロボ」として登場した。

### 食事時の罠
食事時には第1回の『温泉宿』から『科学博士』までは一貫して、毎年笑いの仕掛けが施されていたり、トラブルが巻き起こったりしている。第7回の『ホテルマン』からは、昼食・夕食時には何かしらのトラブルやトレーニングなどと称して5人に試練（ゲーム）を与えており、特に『スパイ』以降はゲーム色が濃くなっている。
下記の通り、浜田は『スパイ』以降、毎回ゲームで負けるなどして、ほとんどまともな食事にありつけないのが通例となってしまっていた。そのため『アメリカンポリス』以降は、浜田を始めとするメンバーが「ただでさえ一日通しの過酷な企画を（ゲームの結果次第で）粗食で乗り越えさせられるのは体力的にキツい」と、本気で普通の食事を望んだこともあってこの形式は廃止されている。
『大貧民GoToラスベガス』では食事シーンは放送されていないが、即興お料理替え歌が過去のクイズパートとデリバリー店員の研修で復活し、初めてメンバー以外の仕掛け人が挑戦した。
温泉宿
夕食時にはふかわりょうやイジリー岡田が、朝食時にはアフリカ中央テレビ（架空）のクルーが一緒に食事を取っていた。また、夕食時には黒人の板長が挨拶に来たがどんな質問（食材についてなど）にも「知れねぇ」と答えるだけだった。
温泉宿in湯河原
夕食時に出された料理が浜田だけお子様ランチで、山崎の茶碗蒸しだけにストッキングが入っていた（実際に山崎は湯葉と勘違いしてそのまま食べようとし、途中まで気付いていなかった）。
高校
昼食時に引き出しに入っていた弁当が各々違った。
弁当の種類は以下の通り。
- 松本：鮭と白飯だけの弁当
- 山崎：普通の弁当
- 遠藤：豆だらけの弁当
- 田中：超豪華弁当

食事中に、なんでんかんでん社長もラーメンを食べていたが途中でバイクに乗った板尾が現れ、チャイムが鳴るまでの間無言で胸ぐらを掴みあった（板尾はすぐに退散）。
夕食時には、ゆうたろう率いる石原軍団が体育館でカレーライスを飯盒していた（事件のため途中で退散）。その後、板尾の嫁がダンスをしながら出たり入ったりを繰り返しメンバーをしつこく笑わせた。
警察
夕食時に出前を取った店の店員が岡本信人扮する他局テレビドラマの中華店店員だった。その日中に器を回収しなければならないため、全員が食べ終わるまで岡本がずっと居座っていた。その際、携帯電話でメールを確認しては笑ったりなどと3人を苦しめた。
病院
夕食時に出された水炊きで、トラブルが多々あった。1個目のトラブルは「鶏肉を食べ過ぎている犯人探し」。発端は松本の「俺、鶏肉1個も食べていない」という言葉から始まった。2個目は「マロニーをこぼした犯人探し」であった。結局、鶏肉に関しては言いだしっぺの松本が嘘をついていただけで、マロニーこぼしはなぜか浜田が犯人ということになった。その後、浜田は渋々マロニーを拾い、松本はナレーション曰く「天罰」が下り熱々のポン酢を自身の服にこぼしてしまった。
新聞社
昼食の善し悪しを決めるため、「1分間1円玉鼻詰めゲーム」が行われたが、ゲーム終了後、田中が鼻の奥に1円玉を押し込みすぎて取れなくなるというトラブルが発生。その後、1円玉は無事に取り出せたが、ゲームは無効となり、結局全員で普通の弁当を食べることに。そんな中、浜田が突然ジャッジの一貫性の無さや出されたおかずの天ぷらに対して文句を言ったため、笑っていないにも関わらず罰が執行された。
ホテルマン
昼食時に「藤原が『つけ麺のつけだれなどが入っている岡持』をひっくり返してつけだれやチャーシューなどの具が1人前だけになってしまった」という設定で、そのつけだれに5人分の麺をつけて食べるという試練を言い渡された。なお、チャーシューなどは5人が食べる者をジャンケンで決めていた。結果は以下の通り。
- 松本：麺のみ
- 浜田：麺のみ
- 山崎：麺・煮玉子（2個）
- 遠藤：麺のみ
- 田中：麺・チャーシュー

夕食は、豪華な食材をふんだんに使った弁当。ただし、おぎやはぎ扮する給仕係から「『おいしい』と発言してはいけない」というルールが設けられた。「おいしい」という言葉やそれに近い発言をすると、おぎやはぎに指摘されアウトになるというルールである。正解例は小木が実践してくれる。
アウトになった回数と正解例は以下の通り。
- 松本：1回（車エビのボイル） / 正解例「グロテスクですね」
- 浜田：1回（マグロの刺身） / 正解例「いーね！」
- 山崎：0回
- 遠藤：0回（小木が実践する際に遠藤の物を食べてしまったせいで、他のメンバーより少量になってしまった）
- 田中：1回（カニクリームコロッケ） / 正解例「うん、スゴい」

スパイ
昼食時に「ハイリスク ハイリターン お仕置き回転寿司」を行った。年功序列で手前から遠藤・田中・山崎・松本・浜田の順で並び、1回戦毎に金皿・銀皿・花皿・青皿・黄皿の5種類が流され、遠藤から順に好きな寿司を取って食べる。全員が一皿を完食した後に藤原がお仕置きルーレット（比率は金皿が全体の2分の1、銀皿が全体の4分の1、花皿が全体の8分の1、青皿が全体の32分の3、黄皿が全体の32分の1となっている）を回し、止まった色の皿を取った人が罰を受けるというルールである。金皿を取れば高級ネタ（大トロなど）が食べられるものの、罰を受ける確率が非常に高い。逆に黄皿は安価なネタ（かんぴょう巻きなど）しか食べられないが罰を受ける確率が低い（よって罰の確率2分の1に賭けて金皿を取るか、罰を受けないように無難に黄皿を取るかといった駆け引きが重要となる）。
罰を受けた回数は以下の通り。笑って罰を受けたメンバーもいるが、本表ではルーレットでアウトになった回数のみ示す。
- 松本：3回
- 浜田：1回
- 山崎：0回
- 遠藤：0回
- 田中：0回

夕食時には「番犬ガオガオ」を行った。骨には「高野豆腐」「ハンバーグ」「プリン」などといった様々なおかずやデザートの名前が書かれ、取った骨に書かれている品物を夕食として得られる（「横取り」も存在し、他の人から奪える）。犬を起こした場合は、その時に取ったおかずを全て没収され白米のみになるというルールであるが、1回目では藤原が「お腹いっぱいにはならないからもうワンチャンスで(1回目で犬を起こした)浜田は没収」と裁定した。その時、骨の位置が若干変わっている。結果は以下の通り。
- 松本：白米・ポテトサラダ・ふりかけ・高野豆腐・黒豆・味噌汁
- 浜田：白米のみ
- 山崎：白米・豚汁・芋の天ぷら（横取りで使用）・味噌田楽・きんぴらごぼう
- 遠藤：白米・フルーツ盛り合わせ・ひじき・スライスチーズ
- 田中：白米・たくあん・プリン・らっきょう・じゃこ

空港
昼食時に「頭文字長ワード選手権」を行った。用意されたおかずの頭文字で始まる1番長いワードを言えた人がそのおかずを獲得できるルールである（例：オムライスなら「お」で始まるワード）。文字数は藤原は指を折って数える。また、そのワードが正しいかどうかも藤原がジャッジする。しかし、松本が答えた答えの一つが誤答と判定されたはずが、スタッフにより正解と訂正される珍事もあった。結果は以下の通り。
- 松本：白米・トンカツ・カレー
- 浜田：白米のみ
- 山崎：白米のみ
- 遠藤：白米・ブリの照焼き
- 田中：白米・ハンバーグ

夕食では、笑いの仕掛けやゲームはなく普通の食事だったものの食事中の様子が未公開SPで放送された。内容はダウンタウンの2人が「飯が冷たい」などと文句を言い始めたことから「どっちが愚痴が多いか」という話に発展、というものだった。途中、笑って罰を受けた山崎が突然泣き出す一幕もあった。
熱血教師
昼食時に、レクリエーションも兼ねて「お料理即答褒め川柳」を行った。これは、品川祐(品川庄司)が5人のうち誰かを指名し料理名が書かれたカードを提示する。指名されたら、その料理褒めた川柳を詠んで即答しなければならないというもの。うまく川柳を詠めたら1ポイント、即答できなかったり、ひどい字余りの場合はアウトになる（「えーっと」なども文字数に含まれる）。また、松本からの指摘により「おいしいな」を使ってはいけないというルールも追加されたが、その次の山崎がいきなり「おいしいよ」と言ってしまい、全員が笑ってしまった（ただし、川柳の出来が良く、即答も出来ていた事から品川の独断でセーフとされた）。なお、提示された料理名は五・七・五の中に入れなくても構わない。ゲーム終了後、品川の独断と偏見で順位を決め、その順位に応じた弁当が食べられるというルールである。順位と弁当は以下の通り。
- 1位 山崎：三段重 幕の内弁当
- 2位 田中：幕の内弁当
- 3位 遠藤：コロッケ弁当
- 4位 松本：そばメシとお好み焼き弁当
- 5位 浜田：白メシとたくあん

地球防衛軍
昼食時に、「即興お料理替え歌」を行った。ルールは「褒め川柳」に近いが、こちらは品川が5人のうち誰かを指名して料理名が書かれたカードを提示し、指名されたら、ある童謡のメロディにのせてその料理を褒める替え歌を即興で披露する。的外れな内容だったり、最後まで歌いきれなかったらアウトとなる。ゲーム終了後、品川の独断と偏見で順位を決め、その順位に応じた弁当が食べられるというルールである。主な課題曲は「大きな栗の木の下で」、「あめふり」、「サッちゃん」。基本的には前回の川柳同様ポイント制だったのだが、品川の判定基準が曖昧で、「大きな栗の木の下で」で方正の歌がアウトになった際、「褒めていただかないと」とコメントしていたが、次の「あめふり」で方正と松本の歌が立て続けにセーフ、浜田がアウトになると、浜田が「（方正と松本は）料理名を連呼しているだけで褒めてない」と判定に不満を露わにした。続く遠藤の歌はほぼ全てが調理工程だったが最後に「素敵な料理〜♪」と締めたためセーフとなると浜田がエキサイト、終には「大丈夫ですか？」と心配した田中まで勢い余って罵倒してしまい、田中が笑ったのを見て浜田も笑ってしまった。順位と弁当は以下の通り。
- 1位 遠藤：三段重弁当
- 2位 方正：幕の内弁当（スタジオの浜田曰く「これ良かったよね」）。
- 3位 田中：のり弁当
- 4位 松本：おばちゃん1号のキャラ弁当（松本曰く「めっちゃ似てる」）。
- 5位 浜田：焼きイモ

大脱獄
昼食時に、「お料理即興アニソン替え歌」を行った。ルールは「即興お料理替え歌」と同じで、品川が5人のうち誰かを指名し料理名が書かれたカードを提示する。指名されたら、あるアニメソングのメロディにのせてその料理を褒める替え歌を即興で披露する。ゲーム終了後、品川の独断と偏見で順位を決め、その順位に応じた弁当が食べられるというルールである。5人が挑戦した主な課題曲は「鉄腕アトム」、「サザエさん」、「魔訶不思議アドベンチャー! 」、「アンパンマンのマーチ」。松本が鉄腕アトムの替え歌を歌っている最中に方正が畳に滑って転ぶハプニングもあった。なお、鉄腕アトムとサザエさんの部分は、他局のアニメであるため権利上の都合によりDVD及びHuluではカットされた。順位と弁当は以下の通り。
- 1位 松本：特選 三段幕の内弁当（浜田が「スゴイな何これ！？」とコメントしたが、それに松本は浜田の替え歌の歌詞にかけて「もうええって食べ物に対する疑問は」と返し笑いを誘った）
- 2位 遠藤：幕の内弁当
- 3位 方正：のり弁当
- 4位 田中：マツコのキャラ弁当（かつての散々なマツコからの扱い故か、かなり嫌そうな顔だった）
- 5位 浜田：キュウリ1本（まずっ…と文句を言っているが、「新聞社」の時のようにOUTにはなっていない）

名探偵
昼食時に「お料理即興アイドル替え歌」を行った。ルールは「即興お料理替え歌」と同じで、品川が5人のうち誰かを指名し料理名が書かれたカードを提示する。指名されたら、80年代のアイドルソングのメロディにのせてその料理を褒める替え歌を即興で披露する。ゲーム終了後、品川の独断と偏見で順位を決め、その順位に応じた弁当が食べられるというルールである。主な課題曲は松田聖子の「渚のバルコニー」、沢田研二の「TOKIO」、山口百恵の「イミテイション・ゴールド」（「イミテイション・ゴールド」は浜田のみ）。例題で藤原が田原俊彦の「抱きしめてTONIGHT」でお手本を披露するも、最後まで歌いきれずにメンバーが笑ってしまい、全員OUTとなった。順位と弁当は以下の通り。
- 1位 松本：三段幕の内弁当＋舟盛り
- 2位 田中：幕の内弁当
- 3位 遠藤：のり弁当
- 4位 浜田：遠藤一家のプリント弁当(浜田曰く「腹立つ弁当」)
- 5位 方正：干しイモ

この昼食終了後、方正が「歯の詰め物が取れた」と発言した。元々、詰め物があったスペースに干しイモが挟まるというハプニングも起きた。
科学博士
昼食時に「昼食チャレンジ 30秒で見つけ出せ」を行った。ルールはある部分が徐々に変化する30秒の映像を見て、何が変わったかを見つけ品川に耳打ちで言うというもの（いわゆるアハクイズ）。全2問で、1問目は大阪城の写真、2問目はガキ使でのワンシーンの写真が出てきた。変化する部分は1問につき3ヶ所。正解数で順位を決め、その順位に応じた弁当が食べられるというルールである。
2問目の問題で松本が、「電車が進んでいる」、「山崎の股間がモッコリしている」という全く変わっていないものを解答したので、品川から「そんな細かいこと問題にしない」と言われていた。
順位と弁当は以下の通り。
- 1位 田中：三段幕の内弁当＋舟盛り
- 2位 松本：幕の内弁当
- 3位 遠藤：のり弁当
- 4位 方正：ぬるい素うどん(方正曰く「冷たい。コシも何もないし、すぐ切れる」)
- 5位 浜田：藤原お手製おにぎり(料理に失敗したのか、かなり米が固くなっていた)

青春ハイスクール
対決は行われていないが、昼食時に番組スタッフがダウンタウンの小学生時代をリサーチの上用意した給食が出された。メニューには鯨の竜田揚げやクリームシチューなど懐かしのメニューが揃っており、食器も当時を再現したアルミ製である。ここでも前述のように田中のリアクションを見るべく冷めた状態のクリームシチューを熱々の状態で食べる演技をさせるなど、田中への疑惑はここでも止まらなかった。また、食事シーンが放送されたのは『科学博士』以来3年ぶりの事であった。

### 罠以外でアウトになるケース
- 自分が参加しているときでも故意に他のメンバーをハメようと（笑わせようと）仕掛けをすることがある。これはダウンタウン、方正、田中によく見られ、笑わそうとして自分自身が笑ってしまうこともある（遠藤曰く「自滅」）。遠藤は自発的に仕掛けをすることはないが、他の3人の誰かに便乗する形で参加することがある。
- 進行役の藤原が噛んだり、セリフを間違えたりして笑うこともあり、罰ゲーム開始の前にダウンタウンが藤原にこのことを注意することもある。松本曰く「何回も立て直そうとして何回も失敗」している。
- 仕掛けと仕掛けの間の時間、5人はよく雑談をして過ごしている（その様子も撮影されている）が、その流れでゲームやチャレンジを始め、盛り上がって笑いが起きることがよくある。ダウンタウンはそういったゲームの最中に「笑ってはいけない」というルール自体を忘れて普通に爆笑してしまい、アウトになることがある。
- 方正と田中は意図せずに他のメンバーを笑わせることがある。方正の代表例に蝶野正洋との絡み（詳細は『蝶野ビンタ』の項目を参照）があり、蝶野は何かと理由をつけて方正にビンタを食らわせようとする（『方正を叩いてくれ』というオファーだけのため）。そして方正はヘタレで執拗に抵抗し、その様子を見た他のメンバーが笑ってアウトになることが多く、結果的に方正がビンタを1発受けるまでに他のメンバーは数回ケツしばきを食らうため、方正に対して「さっさと受けろや!!」などと野次を浴びせたりする。また、方正は蝶野との絡み以外にも有名人（美川憲一、デーモン閣下、さかなクンなど）のものまねや変なコスプレで他のメンバーを笑わせることがある。『名探偵』ではけっこう仮面のコスプレをしたが（『衣装』の項を参照）、「この（仮面をつけた）状態では笑ってもバレない」と気づくと浜田の引き出しネタの面白メガネをかけて積極的に他のメンバーを笑わせにかかった。これに「アイツちょっとダメよね」とカチンと来た松本が自分の引き出しネタの10分間連帯責任カードを使い、方正は生尻をしばかれまくって地獄を見る羽目になった。田中の代表例はタイキックを食らった後のリアクションであり、田中がタイキックを受けるたびに田中以外の誰か（もしくは4人全員）がケツしばきを食らう羽目になった。
- 『熱血教師』と『地球防衛軍』では遠藤にも同様の傾向があった。『熱血教師』では、家族や前妻・千秋の目の前で他の女性へのナンパ疑惑を千原ジュニアによって公の場で暴露される場面では、何かとネタにして遠藤を陥れたいジュニアとそれを揉み消そうとする遠藤の様子を見た他のメンバーは笑ってしまうため、その結果として、遠藤が執行人の江頭2:50にお仕置きされるまで他のメンバーは数回アウトになってしまった。『地球防衛軍』でも前述通り低知能疑惑でテストを受けるが、その迷回答ぶりや、父親の的外れな言動、千秋の低知能エピソードの暴露などを見た他のメンバーが笑ってしまい、タイキックを受けるまで数回アウトになってしまうだけでなく、遠藤の不正解時の連帯責任罰ゲームとして電気ショックも複数回受けさせられる。
- ヘイポーも（違う意味で）メンバーとは異なる罰ゲームを受ける羽目になった『新聞社』や『ホテルマン』で（故意にではないが）ビビりぶりでメンバーを笑わせてしまう。レギュラー放送でも度々ヘイポーメインの企画を放送するが、ロケの態度が悪すぎるため、視聴者からは『蝶野ビンタはヘイポーにやってくれ』という懇願も多い。
- 『高校』では、遠藤が自ら進んで笑顔を見せてアウトになったことがある。これはアウトの判定について他メンバーと話をしていて、遠藤が試しに机のカメラに向かって笑顔を見せていたためである。さらに、他メンバーから「笑ってみて」でカメラに向かって笑ってもアウトになる（指示した側はお咎めなし）。浜田の威圧感により、他校の生徒が全員登場して笑っていない松本、山崎が1回、田中が2回罰を受けた。その後も、遠藤が一度笑っただけにもかかわらず2回連続で罰を受けた。また深夜（1時13分）に松本が「もし12時回ってたとしたら…俺誕生日」と言い出したことで作戦本部にいた藤原がマイクで「松本、誕生日おめでとう。はよ寝～や～」と言った瞬間、松本が苦笑いしたためアウトとなり、（当時）42歳の誕生日をロケ現場で迎えた。
- 『警察』では、遠藤が仕掛け人である松本から「挨拶の笑顔はアウトにはならない」と促され、「おはようございます」と笑顔で挨拶をするとアウトになった。松本曰く「先輩をバカにしとる」から。
- 『新聞社』では、唐突な松本の思い出し笑いによって松本自身と山崎がアウトになっている。
- 『ホテルマン』では、山崎が罰を受けた際に彼の後ろでお茶を飲んでいた松本にスイングした棒が当たり、弾みでお茶をこぼして熱がっている様子にメンバー全員が笑ってアウトになった。
- 『スパイ』では、ダウンタウンが浜田人形を使ってメンバーを笑わした[注 110]。また、何も起きていないのに松本が「ンフフフン…」という声を発してアウトの判定を受けたが、本人曰く咳払いだったようである。このほか、思い出し笑いなどの理由で笑い出すことや、笑っていない時に叩かれることもあった。また、松本と遠藤の入浴中に残りの3人が待機している間「今（スタッフは）向こう（大浴場）にかかりっきりになってるから、笑ろても大丈夫なんちゃう？」と浜田が言い出したことで、試しに田中から順番にわざと笑ったが、田中に続いて山崎が笑った瞬間2人がアウトになった（浜田は笑う直前だったため助かった）。その際笑った山崎と田中がケツしばきをされたが、田中は脇へよけていた椅子に棒が当たったためほぼノーダメージという珍事も発生している（田中曰く「椅子叩いてった、全然痛ない」）。
- 『空港』では浜田と山崎の引き出しには番犬ガオガオの被り物が入って仕掛けなどはなく浜田が被って正面からは違和感なかったが後ろを見せると最初に見た松本はなぜ笑い出してアウトになった。その後、山崎・ココリコ・松本にも番犬ガオガオを被って後ろを見せるが誰も笑いはしなかった。浜田が再び後ろを見せると浜田以外のメンバーは見る度に何故か笑い出してアウトになった。空港での夕食中には、山崎がセットしていた何の仕掛けもない電気ポットから沸騰完了を知らせる音楽が流れ出し、これにメンバー全員が笑ってアウトになった。
- 『地球防衛軍』では、ケツしばき隊の1人が誰かがアウトになったと勘違いして部屋に入り、困惑しながら出ていった。これによりメンバー全員が笑ってしまったため、結局罰を受けることになった。訓練センターでは、松本がアウトになったにもかかわらず、遠藤が罰を受けることもあった（この時、同時にアウトになった浜田は普通に罰を受けた）。さらに、この光景を見た松本が笑ってしまい結局罰が執行された。
- 『大脱獄』では、田中の引き出しに入っていた「お仕置き手加減カード」の効力を確かめるため、田中からそのカードを譲り受けた方正が自ら進んで笑顔を見せてアウトになったこともあった（結局、方正には手加減なしだった）。
- 『科学博士』のレクリエーション後の研修室では、直前のレクリエーションの感想の話からその際行った「後出しジャンケン」(後出しジャンケンで負けるようリズムに合わせて手を出す脳トレ的ゲーム)を再びやることになり松本が方正相手に挑戦したが、1発目に方正のチョキに対しチョキを出して笑ってしまいアウトになった。その後あっち向いてホイホイゲーム(あっち向いてホイの部分を複数回繰り返す)もやることになり、方正が田中相手に2回×3連続の計6回に挑戦したが、2回目で引っかかってしまい浜田以外の4人が笑ってアウトになった。
- 『アメリカンポリス』では、「人はなぜ怒ると眉間にシワが寄るのか」の話から「威嚇顔は面白いのか検証」が始まり、松本が本気の威嚇顔を披露したところ浜田以外の4人が爆笑してアウトになった。また、メンバー全員が方正の体を担いで頭を嗅ごうとしたところ、方正が放屁してこれに自分で笑ってアウトになってしまう。その後、「ココリコはテレビで屁こいたりしないよな」という話から今度は遠藤の体を担いで頭を嗅ぐ流れになったところで遠藤も放屁し、田中以外の全員が爆笑してアウトになった。さらに、その直後に松本が便乗して放屁しようとしたが、勢い余って少量脱糞してしまい（松本曰く「その直前に1回出したがみんなの声が騒がしくて聞こえなかったので、もう一度出そうとしたら勢い余ってウンコも出た」）、方正と遠藤以外の3人が笑ってアウトになっていた。その後浜田の提案で、松本が実際に脱糞しているかどうか確認するために田中が彼の下半身を嗅いで回り、その反応にメンバー全員が爆笑してアウトになっていた。
- 『大貧民GoToラスベガス』では、参加者が手持ちの1000ヘイポーを出して勝者が総取りするゲームを、松本の発案で行った。1回目は「架空のハーフタレントの名前言い合い対決」で、松本と方正が対戦。方正の「ミナガワ・ゴウ」がハーフではない[注 111]と判定され失格となり松本が勝利した。2回目は「架空のコンビ名と名前言い合い対決」で5人全員が参加。最初に浜田と方正、次いで田中が脱落して松本と遠藤による決勝戦が行われることになった。決勝は先攻の松本「マウンテンシルベスタースタローンのスタローン」がグレー判定[注 112]で遠藤がきっちり答え切れれば優勝だったが、遠藤が「六甲山の山々」と仕留めきれず、松本の優勝となった。

## 衣装
『高校』以降、メンバーは冒頭でそれぞれの舞台に沿った衣装に着替えているが、大抵1名（主に浜田・方正）は他のメンバーと異なる衣装を着せられることが多い。
高校
学ランと学生帽を着用。山崎は衣装の丈が短かった（藤原曰く「校則違反ギリギリ」）松本にはベルトが短めの物が用意された。
下駄箱へ行くと山崎の上履きが黄ばんでおり、松本の上履きにガムがついていた。体育の授業では体操服に着替えたが、遠藤の服に「千秋 LOVE」と刺繍されていた。
警察
警察官の制服（1994年まで使用されていた旧式のもの）。浜田は制服がボロボロで、可愛らしい熊のアップリケがついていた。
その後、藤原から手錠、拳銃、警棒が支給されたが、山崎だけ拳銃がおもちゃで警棒がゴボウだった。
病院
ピンクのナース服とナース帽。浜田はミニスカートのセクシーな衣装で、これの中に装着していたガーターベルトをメンバーに見せびらかし、笑いを誘ったこともあった。
新聞社
スーツとサンバイザー。山崎は半ズボンの少年風の衣装だったが、前述した子供にソフトクリームをぶつけられた際に一時的に金太郎のコスプレに着替えた後、半ズボンを経て他のメンバーと同じ長ズボンになった。
その後、編集長から帽子が支給されたが、田中だけシャンプーハットだった。
ホテルマン
ポーターの制服。山崎は七分丈。
山崎は途中で藤原によって、一時的に別の衣装（裸に肌色パンツ、兜、チョビ髭）に着替えさせられた。
スパイ
スーツと黒いソフト帽子。山崎はズボンがタイトで、藤原からのコメントがなかった（他のメンバーは藤原から衣装についてバラエティに富んだコメントがあった）。
その後、長官から入館パス、藤原からスパイ手帳（未公開）が支給されたが、遠藤だけ入館パスの顔写真が轟二郎で、スパイ手帳の顔写真が遠藤の父親になっていた。
空港
キャビンアテンダントの制服。『病院』以来の全員女装（浜田だけミニスカートに巨乳、『病院』同様黒のガーターベルトと網タイツを装着）。
その後、藤原からCA手帳が支給されたが、浜田だけ顔写真がマウンテンゴリラになっていた。
熱血教師
テレビドラマ『3年B組金八先生』の主人公・坂本金八を模したスーツと長髪のカツラ。この回から浜田がおかっぱヅラをかぶるようになった。
社会科見学では全員が江戸時代の旅人の衣装に着替えた。
地球防衛軍
特撮テレビドラマ『ウルトラマン』に登場する科学特捜隊の男性用制服を模した衣装。浜田は『空港』以来の女装（スカートに巨乳、ガーターベルトと網タイツ装着）。
大脱獄
囚人服を着用し、足には鉄球つきの足枷を着けた（足枷は途中で外された）。浜田は2年連続の女装（ミニスカート＋ガーターベルトと網タイツに巨乳）で、「入ってすぐこのヅラ見えてん！」と発言した。また、方正の足枷の鉄球だけ他のメンバーより重かった（10kg）。
方正はアイスタイキックチャレンジを受けた後、一時的に変態仮面のコスプレに着替えさせられている。
名探偵
シャーロック・ホームズのような衣装で、全員パイプを所持。『熱血教師』以降で唯一、浜田のおかっぱヅラがなかった回である。
ゲスト参加の中居は衣装のサイズが小さく、罰を受けた際にズボンの尻の部分が破れた。中居が「チャゲ罪」で連行された際に自分のコートと間違えて松本のコートを持っていったため、松本はしばらくの間サイズの小さいコートを着用していた（その後元のサイズに戻った）。
方正は潜入捜査として一時的にけっこう仮面のコスプレに着替えさせられた。
科学博士
スーツの上に白衣を着て、丸眼鏡に博士帽をかぶるという衣装。浜田は白衣の代わりに割烹着を着た、巨乳かつ妊娠中という設定の理系女。
方正はサイエンスクイズの不正解の罰ゲームである上川リキッドでずぶ濡れになった（これが後の蝶野ビンタにつながる）後は、一時的に鉄腕アトムのコスプレに着替えさせられている。
アメリカンポリス
ロサンゼルスの保安官のような制服とテンガロンハット。しかし、浜田は何故か『ビバリーヒルズ・コップ』のアクセル・フォーリー（エディ・マーフィー）のコスプレだった。なお、警察署に着いた後は浜田も藤原の指示で他メンバーと同じ制服（とおかっぱヅラ）に着替えた。
方正は「甘いスイーツのサービス」と称した顔面パイを食らった後、一時的に『がきデカ』のこまわり君のコスプレに着替えさせられている。
トレジャーハンター
冒険家の衣装とリンガーハットで、首にスカーフを巻いている。浜田は引き続きおかっぱヅラを着用。
方正は、研修室で真実の口から顔に黄色い液体をかけられた後、一時的にツタンカーメンのコスプレに着替えさせられている。
青春ハイスクール
学ランを着用。松本はサイズが小さい物を着ていたが、高校到着後に普通の学ランに着替えている。
遠藤は理事長から「ほほほい」をやらされた際に一時的にブリーフ一丁姿に、田中は引き出しネタの無敵ボンタンを穿いた際にヤンキーのボンタン狩りに遭い、その時田中自身のズボンも一緒に奪われてしまい一時的に下半身がパンツ一丁の姿になった（なお、田中のズボンはタイキックの後に藤原が取り返した）。
方正は無敵学ランを着た際に南野陽子扮するスケバン刑事が現れ、那須川天心からタイキックを喰らった。
大貧民GoToラスベガス
赤いパーカーに「Go To Las Vegas」と書かれたTシャツとニット帽（浜田はおかっぱヅラ）を着用。方正はボロボロのパーカーを着せられた。
田中は途中で、自身が注文した「タイキック回避スーツ」という後ろ身頃のない背広に着替えている。
進行役の藤原は初回から扮装しており、主に女装が多い。
- 女将（『温泉宿』『湯河原』）
- ヤンクミ（『高校』）
- 婦警（『警察』）
- ナース長（『病院』）
- 女性記者（『新聞社』）
- チーフホテルウーマン（『ホテルマン』）
- 女性スパイ（『スパイ』）
- キャビンアテンダント（『空港』）
- ラグビー部顧問（『熱血教師』）
- 男性隊員（『地球防衛軍』）
- 女性看守（『大脱獄』）
- 江戸川コナン（『名探偵』）
- エメット・ブラウン博士（『科学博士』）
- 女性アメリカンポリス（『アメリカンポリス』）
- 冒険家（『トレジャーハンター』）
- ラグビー部監督（『青春ハイスクール』）
- 司会者（『大貧民GoToラスベガス』）

過去の『湯河原』のチェックアウトではブルース・リー、『高校』の卒業式では『うる星やつら』のラム、『警察』の冒頭では麻宮サキ、『熱血教師』の社会科見学では町娘に扮した。

## 特別ルール「捕まってはいけない」
2010年の『スパイ』から『トレジャーハンター』まで行われた訓練の1つ（『空港』『熱血教師』はなし）。「番組史上最も過酷な罰ゲーム」と名高い『24時間耐久鬼ごっこ』（2000年放送）を元にしている。高視聴率をとった前述の2000年版も松本は対決に勝ったため不参加であり、また2010年から始まった「捕まってはいけない」でも松本は藤原曰く「(左股関節を)手術したばっかりだから走ったり出来ない」状態のために不参加。後の回(後述)でも松本は毎回拉致等で参加せず、それに伴いゲストが鬼ごっこでのみ参加という流れが恒例になった。また、何故か遠藤が捕まるシーンはあまり公開されない。（裏で捕まってる可能性が高いが単純に捕まった回数が極端に少ない可能性もある）また、地球防衛軍以降、方正は毎回鬼を引き付けるような服装などにされる鬼に捕まったり、田中は毎回顔に落書きされる鬼に捕まっている。『チ○コマシーン』類の鬼がいる場合、その鬼の多くはゲストを狙いに行く。
鬼は以前と同じ『チ○コマシーン』『パイ』『ハリセン』等の罰ゲームに加え、『噛みつき注意』『デコピン』『デブD』『一服』『一本釣り』『日高昆布』『祭』などが追加された。『噛みつき注意』は手を噛まれる、『デコピン』はおでこをデコピン、『デブ』はその名の通りに巨漢の鬼からビンタされ（通常の鬼に比べ走るスピードが遅いためか長男、次男、三男がおり連携して襲ってくる）、『一服』は鬼とタバコを一服する（唯一罰ゲームでないキャラ）、『一本釣り』は上の階から釣竿で鼻フックをされて引っ張られ、『日高昆布』は濡れた昆布で叩かれ、『祭』は神輿の形をした三角木馬に座らされ、それぞれ何回も運ぶ動きをさせられる。鬼に捕まると、メンバーの服に執行された罰の名前が書かれたテープが貼られた。鬼ごっこは1時間行われるが、最初の20分が経過するとその後10分ごとに鬼が追加されていき、残り1分になると『胴上げ』と書かれた鬼が集団で登場する上、捕まると何度も彼らに胴上げされる。ここでもヘイポーのへタレが炸裂し、『ヘイポー』と書かれた服を着て巨大ハリセンを持って登場したが、下り坂で勢いがついて持っていた巨大ハリセンを踏んでこけた上メンバーにハリセンを奪われてしばかれるなどの返り討ちに遭い、追い返された。なお、今回の鬼はブラックアーミー軍団と同じお仕置き隊が演じているため、目元が露出している。
『青春ハイスクール』では「レクリエーション」と統合の上、特別訓練と称した「脱出ゲーム」へ変更された。本項では便宜上それについても記述する。
2015年12月17日には、この「捕まってはいけない」と「24時間耐久鬼ごっこ」をベースにしたニンテンドー3DS用ソフト『ダウンタウンのガキの使いやあらへんで!! 絶対に捕まってはいけない ガースー黒光りランド』（ダウンタウンのガキのつかいやあらへんで!! ぜったいにつかまってはいけない ガースーくろびかりランド）がアルケミストより発売された。
捕まってはいけない地球防衛軍
2013年の『地球防衛軍』で行われ、溝端淳平が参加した。黒鬼に拉致監禁された松本を救出するために監禁場所を示す地図の入った宝箱を探すことになるが、20分ごとに鬼が追加されていくうえ、監禁されている松本も20分ごとに「こちょばし」攻撃を受けることになる。鬼は『スリッパ』『ハリセン』などに加え、『四つん這い』『自転車通勤』『エルビス』『キ○タマシーン』『ハネムーン』『優勝』『ドライブ』『バズーカ』『江頭』が追加された。『エルビス』は太い油性ペンで顔にもみあげ（田中の場合はこれにチョビヒゲも加わる）を書かれる、『ハネムーン』は大量の空き缶の付いたベルトを着けられて音で居場所がわかってしまう（方正は空き缶についているひもが階段の手すりに絡まってしまい、しばらく身動きできなかったが、ひもを噛み切ってようやく動けるようになった）、『ドライブ』は脇阪寿一が運転する時速300km超のレクサス・LFA（4000万円相当）に同乗させられて富士スピードウェイのサーキットを周回。そして、『江頭』は江頭が尻に粉を詰め、それを顔に噴射するというものだったが、放送上では不発に終わる。これはセッティングに時間が掛かった上、テープチェンジのタイミングが重なり、実際は噴射するまでかなりの時間が掛かったため。
捕まってはいけない大脱獄
2014年の『大脱獄』で行われ、田原俊彦が参加した。藤原の指示により脇腹を痛めている松本が監禁される役となり、敷地内のどこかにある鍵を探し出してドアを開け松本を救出するが、間違った鍵（サイズが合わない鍵）を使うと松本が『おばちゃん（おばちゃん1号）』鬼にキスをされる。鬼は10分ごとに追加され、『スリッパ』『ハリセン』に加え、新たに『ケツバット』『足かせ』『麻呂』『遠藤一家』『ハットして！Good』『ごめんよ涙』『危険』『小橋建太』が追加された。『ケツバット』は「笑ってはいけない」同様に黒鬼に黄色いバットで尻を叩かれる、『足かせ（タイツには『足枷』と書かれていた）』は足に音の出る大きな球体を結び付けられ（方正がリヤカーを使おうとした時に黒鬼のハリセンに外され方正は「えぇ奴やったぁぁ」と誉めた。）、『麻呂』は顔に化粧をされる、『遠藤一家』は（捕まった人が誰であろうが）部屋に連れて行かれ、その場で遠藤の父・母・弟が登場し彼らと会話をするが、直後に彼らにプロレス攻撃をされる、『ハットして！Good』は頭に大量の爆竹をつけた帽子を被らされた上で爆破、『ごめんよ涙』は「ごめんよ涙装置」と呼ばれる玉ねぎスライスマシーン2台を左右両方に設置してある台に頭を入れられて、スライスマシーンを動作させ切った玉ねぎで涙を出させる、『危険』は車の前に縛りつけられ周囲を周回する、『小橋建太』は他の黒鬼に羽交い締めにされて小橋の張り手を何発も食らう。方正はこの時老眼であり、そのせいか『小橋健太』を『小梅太夫』（現：コウメ太夫）と見間違えたらしい。本物の鍵は、藤原のポケットに入っていた。
この回以降、自分が罰を受けたくないせいか、仲間を盾にしたり、（鬼に）仲間を売るなどと悪い部分が多く見られる（特に方正が多く、次点で田中も多い。逆に遠藤はほとんどしない）。なお、ゲストやヘイポー以外の黒鬼はNSCの生徒である。
捕まってはいけない名探偵
2015年の『名探偵』内で行われ、柳楽優弥が参戦した。控え室で着替えをしていると突然黒鬼が現れて松本が拉致監禁され、敷地内のどこかにある鍵を探し出して松本を救出することになるが、間違った鍵を使うと松本が『おばちゃん（おばちゃん1号）』鬼と『イジリー岡田』鬼に高速鼻ペロンチョをされる。鬼は20分ごとに追加され、『スリッパ』『ハリセン』『ケツバット』に加え、新たに『風船祭』『パンダ』『遠藤一家』『時限爆弾』『銀盤の女王（安藤美姫）』『江頭』『中抜き』『生ビール』『サンダーライガー』などが追加された。『風船祭』は体に大量の風船を装着される、『パンダ』は顔にパンダのメイクをされる、『時限爆弾』は1分後に作動する爆弾をつけられる（中身はびっくり箱）、『銀盤の女王』は安藤美姫にスケートリンクの上でハリセンで叩かれる。この時、方正は老眼の影響からか『銀盤の女王』を『銀座の女王』と見間違えてしまった。『江頭』は江頭2:50に鼻を舐められる、『中抜き』はショベルカーが罰を受けるメンバーの上を跨ぐように通り、通りすぎた直後に爆発する、『生ビール』は小峠英二（バイきんぐ）にビールサーバーの泡（シェービングクリーム）を吹きかけられる、『サンダーライガー』は獣神サンダーライガーにロメロ・スペシャルをかけられた上そのままハリセンで股間を叩かれるというもの。本物の鍵は『大脱獄』同様、藤原のポケットに入っていたが何故かスペアの鍵である。
捕まってはいけない科学博士
2016年の『科学博士』内で行われ、ヒロミが参戦した。『名探偵』同様、控え室で着替えをしていると突然黒鬼が現れて松本が拉致監禁され、敷地内のどこかにある鍵を探し出して松本を救出する事になるが、間違った鍵を使うと松本が『おばちゃん（おばちゃん1号）』鬼と『出目金（木下隆行（TKO））』鬼に電流で攻撃される。鬼は10分ごとに追加され、『スリッパ』『ハリセン』『ケツバット』に加え、新たに『玄関マット』『鉄拳』『真田丸』『101匹わんちゃん』『モンスタートラック』『積年の恨み』『ゆーとぴあ』『江頭』などが追加された。『玄関マット』は筒状に巻いた玄関マットで「笑ってはいけない」同様に尻を叩かれる、『鉄拳』は顔に鉄拳のメイクをされる、『真田丸』は甲冑を着せられて三角木馬に乗せられ体育館内を引き回される、『101匹わんちゃん』は体に101個の犬のペットバルーンをつけられる、『モンスタートラック』はモンスタートラックに乗せられてグラウンドを一周する、『ゆーとぴあ』はグラウンドの小屋の上から長く伸ばしたゴムパッチンをされる、『江頭』は江頭2:50と一緒に自転車のチューブを巻かれ、そのままチューブを膨らませて破裂させるというもの。『積年の恨み』は真っ先にヒロミが捕らえられて羽交い締めにされ、そこにB21スペシャルの相方だったデビット伊東とミスターちんが登場して、ヒロミの過去話を暴露しつつヒロミをハリセンで叩いていた。さらに『ハマの番長』では、スペシャルゲスト鬼として野球解説者の三浦大輔（現・横浜DeNA監督）が登場し、三浦は捕まって四つん這いの姿勢を取らされた遠藤の尻に渾身のストレートを投球した。なお、終了時に藤原のポケットに入っていたマスターキーは本物の鍵と同様である。未公開版では、『ブリーフ投げ』と『せーの！バズーカ』が登場している。『ブリーフ投げ』は、ブリーフを穿かされジャイアントスイングされる、『せーの！バズーカ』は「大晦日といえば？」というお題の答えをメンバーが同時に発表したが合わなかったため、捕まった方正がパイバズーカを喰らった。ゲームとは全く関係ないが、浜田が学校内に入る際に同じ場所（1.5cmの段差）で2回つまずくハプニングがあった。（しかも1回目はつまずいた直後に笑ってしまい、この時はゲーム開始前で通常の笑ってはいけないルールが適用されるため、そのままアウトとなりお尻をしばかれた。）
捕まってはいけないアメリカンポリス
2017年の『アメリカンポリス』内で行われ、俳優のムロツヨシが参戦した。藤原の指示により松本が監禁される役となり、敷地内のどこかにある鍵を探し出してドアを開け松本を救出する（今回以降、偽の鍵は登場しないが、10分経過ごとに松本はお仕置きを受ける）。鬼は『スリッパ』『ハリセン』『チ○コマシーン』に加え、新たに『ジーパン』『アメフト』『顔面粘着テープ』『マリーアントワネット』『鬼札 巨大ゴムパッチン』『TKO木下』『江頭』などが追加された。『ジーパン』は笑ってはいけない同様に尻を叩かれる、『顔面粘着テープ』は顔面に粘着テープを巻きつけられ、『マリーアントワネット』は方正がマリーアントワネットの衣装にお色直しされる（鬼が来た瞬間ムロがドレスの中に隠れるシーンもあった）、『鬼札 巨大ゴムパッチン』は2階の放送室の宝箱の中に入っており、鬼札を貼られた者が巨大ゴムパッチンを受けるというものである（方正は即決で浜田を指名した。）。未公開シーンでは、『浜口家』と『怪力レスラー』が追加され、『浜口家』は浜田が浜口家(母)に呼ばれ部屋に行き、アニマル浜口が鬼から逃げる秘策を伝授するとの事だったが、実際は浜口京子にレスリングをかけられ実践練習させられるというもの。『怪力レスラー』は中西学にチョークスリーパーをかけられるというものである。『江頭』は牢屋の下から現れ、松本にキスをした。その後ドアを開けてそのまま退散したが、鍵がかかっていないことが判明したため訓練は終了した。これに関して藤原は、「固定観念に囚われてはいけない」と注意を促した。
捕まってはいけないトレジャーハンター
2018年の『トレジャーハンター』内で行われ、ボクシング王座の井上尚弥が参戦した。藤原の指示により松本が監禁される役となり、敷地内のどこかにある鍵を探し出してドアを開け松本を救出する。鬼は『チ○コマシーン』『TKO木下』『江頭』に加え、新たに『ビーサン』『メガホン』『ライダース』『トップスター』『身代わり人形』『バケモノ』『枯葉シャワー』『パンスト映え』『フライングパイ』『ハンドパワー』『ビッグバン』などが追加された。『ビーサン』と『メガホン』はスリッパやひしゃくと同様頭を殴られ、『ライダース』はライダースジャケットで尻を叩かれる。『トップスター』は方正が宝塚歌劇団風の衣装にお色直しされた。『バケモノ』は浜田が顔に輪ゴムをたくさん巻きつけられるもので、『枯葉シャワー』はダンプトラックに積んだ大量の枯葉で田中を生き埋めにするというもの。『ビッグバン』はショベルカーが巨大風船を割るというもの（本物の鍵はこの風船の中に入っていた。）。『身代わり人形』は人形を持った者が罰を受ける前に身代わりにしたい者の名前を言えば、そのメンバーに罰を転嫁できるというもので、手に入れた田中・井上ともに浜田を身代わりに指名した。
脱出ゲーム（青春ハイスクール）
「捕まってはいけない」及びレクリエーション企画の代替として、特別授業と称し5人と助っ人の成田凌が以下の4つの脱出ゲームに挑み、失敗したらお仕置きが行われる。ゲームの進行はケンドーコバヤシが担当。なおこの場合は本来の「笑ってはいけない」ルールは中断される。
- ミイラの間

『宝探しアドベンチャー 謎解きバトルTORE!』のステージ「ミイラの間」行われたものと同じルールで行い挑戦者3名が一問多答クイズに挑み制限時間内に全3問正解したらクリアとなり、失敗したら全身に包帯を巻き付けられ、お仕置きとして激臭炭ガス砲を浴びせられて棺に閉じ込められる。なお、問題ジャンルは挑戦者の得意ジャンル及びお笑い関連である。
1人目の挑戦者は田中で、1問目の問題は「図鑑NEOに載っているサメの種類を10種類答えろ」という問題で10問答えることが出来たが2問目の問題は「M-1グランプリの歴代王者を10組答えろ」という問題では答えている途中で時間切れになってしまい、激臭炭ガス砲を浴びせられた上に棺に閉じ込められ、他の5人も激臭炭ガスの巻き込みを喰らった。2人目の挑戦者は松本・浜田(ダウンタウン)で、1問目の問題は「キングオブコントの歴代王者を5組答えろ」という問題、2問目の問題は「吉本の女性ピン芸人を5人答えろ」という問題、3問目の問題は、昨年の捕まってはいけないの時に出された人名を5人答える問題であったが、3問とも正解出来たので、ダウンタウンは罰を免れた。
- 怪力ステージ

代表者2名がつるされた8メートルのロープを上りくす玉を割ればクリア。失敗したら代表者としてリーダーがお仕置きされる。1人目の挑戦者は方正だったがほとんど上に登れず失敗となった。2人目の挑戦者は松本(代表者・リーダーとなっているため、失敗したら彼がお仕置きを受ける)で、松本は腕力が強いため腕の力だけで登るように言われたが成功し、難なくお仕置きは免れた。
- 回転ステージ

高速回転の椅子で30回転されて、10秒以内に10メートル先におかれたスイッチを押せばクリアとなる。3名が挑み失敗したら代表者としてリーダーがお仕置きされるもので、田中、助っ人の成田が30回転でとどまったが失敗した。一方で代表者・リーダーに指名された浜田が50回転に増えたが成功し、お仕置きは免れた。
なお、田中が回転したあと、スイッチに向かう際、目が回って転んでしまった。その転び方が不自然な転び方だったのでここでも演技疑惑が出てしまった。
- 爆破の間

代表者1人が逆バンジーがセットされている椅子につながれ、残った5人が謎解きクイズに挑み、制限時間内に全員正解したらクリア。失敗したら代表者が逆バンジー+弾着爆破の刑を受ける。今回は松本、浜田、方正、田中、遠藤の中で頭がいいのは誰という問題を2分以内に5人全員回答し、失敗した（1人でも解答出来なかった）場合は成田が逆バンジー+弾着爆破の生贄になる役になるもので結局浜田だけが解答出来ずに成田が逆バンジー+弾着爆破となり、解答できなかった浜田が爆笑し方正が「ゴッドや」と言い残して別れるオチとなった。
- 対決の間

未公開スペシャル放送された企画でレクリエーション企画のリメイク。リメイク前は松本、浜田、方正、遠藤、田中が各ゲストとチームを組み戦う方式だったが、今回はガキ使メンバー+成田の6人と霜降り明星、EXIT、ミキの若手芸人3組6人の対決を行い方正、松本、田中が「なりきりしりとり（指定人物になりきってしりとりを行う）」、浜田、遠藤、成田が「ドンピシャカラーワード（ケンコバが指定した色をいい色がついた物を言う）」を行い負けた場合はチ○コマシーンのお仕置きを受ける。最終的に6人全員がチ○コマシーンのお仕置きを受けたが、終了後、浜田から「田中（のチ○コマシーン）のリアクションを見てみたい」とリクエストを受け再検証を見せ、最終的に若手3組もチ○コマシーンを受ける羽目になった。
『大貧民GoToラスベガス』ではこのリベンジとして「下剋上ゲーム」が行われ、メンバーは若手芸人の3組が変わらず、ガキ使メンバーと同じチームのゲストは桃田賢斗だった。この回ではルールが変わっており、あるお題に沿ったポーズを全員で揃えるというもので、揃っていない場合失敗となりチ○コマシーンのお仕置きを受ける。この回では両チームとも失敗を繰り返し、何度もチ○コマシーンを受ける羽目になった。

## 深夜の特別ルール「絶対に驚いてはいけない（怖がってはいけない）」
『病院』から『トレジャーハンター』まで行われた終盤のコーナーで、藤原からそれぞれ依頼を引き受ける所から始まる。この間メンバーは「笑っても構わないが、驚いてはいけない」というルールを課されるが、驚かされること自体が罰ゲームとして機能しているため、実際に驚いても罰が執行されることはない。驚くネタの3秒前（まれに5秒前）から画面下の隅で「○○まで3秒前」→「2秒前」→「1秒前」とカウントダウンしている。
なお、『病院』のみタイトルが「驚いてはいけない」ではなく「怖がってはいけない」だった。『空港』以降はメンバーの2〜3人が最初に拉致され、残ったメンバーで助けに行くという構成となる。
怖がってはいけない病院
ココリコが「藤原の家の鍵を取りに行く」という内容で、トラップは空き缶が落ちてきたり血塗れの男性医師やナースが追いかけてくるうえ、玄関には小島よしおがいた。
ダウンタウンは「死亡診断書とファイルを取って来る」という内容で、トラップは上記のほかに謎の医師（Dr.レオン）、ヘイポーがフランケンシュタインの格好（ヘイポーフランケン）で追いかけてきたが返り討ちに遭い、玄関には中村（中村よしお）がいた。
収録当時、腸炎での入院から一時退院できたものの体調が悪化した山崎は不参加に終わった。
驚いてはいけない新聞社
遠藤・山崎は「書庫に心霊写真を撮りに行く」、ダウンタウンは「書庫に清めの塩を置いてくる」という内容。トラップはエレベーター内に鬼太郎（阿見201）、マツコ・デラックス、せんとくん（木下隆行（TKO））、剥製パンダのヌンヌンが入っている、大西ライオンが天上から出現する等。田中だけがヘイポーと共に心霊写真を撮りに山奥へ行かされた。
松本は「にゃ〜うにゃ〜」という奇声を発し、ヘイポーは「どうしたの〜!?」と連呼していた。山から帰ってきた田中はキレながら「二度と会いたくない」と「うるさい」とコメント。
驚いてはいけないホテルマン
メンバー全員で「地下でお供え物を取ってグラウンドの慰霊碑に挨拶に行く」という内容。トラップはチビ食い倒れ人形、阿見201の食い倒れ人形が入ってくる、のっぺらぼう（サンドウィッチマン）、子泣き爺（千原せいじ（千原兄弟））、エクソシスト（矢部太郎）、Wエンジン、ビューティーこくぶ、キョンシー、ゆうたろう、ハットリ君の大群と大爆破で田中が転ぶなど。
驚いてはいけないスパイ
メンバー全員で「時限爆弾を解除して長官の娘さん（おばちゃん1号）を助けに行く」という内容。トラップはモンスターエンジン、阿藤快、恐竜（ヤングアロサウルス）、科学くん（田中が司会のTBS系番組『飛び出せ!科学くん』のマスコット）、スケキヨ（身長3m）、貞子、ゆうたろう、辺見マリの歌謡ショー、レイザーラモンRG（アバターあるある）、ラートに乗ったスター錦野、ゾンビの大群など。ハプニングもあり、田中が爆弾を解除するための道具を足にぶつけてしまった（かなり重かったらしい）。最後にゾンビが来たとき、松本は他のメンバーに置いて行かれ、田中は去年と同じく転んでいた。
驚いてはいけない空港
遠藤・山崎で、親父狩り集団（オヤジガリガリ集団）に拉致された教官（ヘイポー）を救出しに行くはずだったが、謎の覆面集団に拉致・監禁されてしまい、浜田・田中でまず捕まった2人を救出しに行くという内容。トラップはレイザーラモンRG（時代劇あるある）、地デジカ、神奈月、古代怪獣ゴモラ、シャンプーハットこいで、八木真澄（サバンナ）&なかやまきんに君（八木とのユニット「ザ☆健康ボーイズ」として漫才を披露）、オヤジガリガリ集団（ガリガリ君・ガリ子ちゃん）など。収録当時、膝を疲労骨折した松本は藤原の指示で研修室に待機していた。松本がいる新人研修室にはビリビリハンドクリッパー、砲撃、流れ弾、外の爆発音。
驚いてはいけない熱血教師
ココリコの2人と山崎で、何者か（貞子軍団）に拉致された藤原を救出しに行くはずだったが、謎のふく面集団に拉致・監禁されてしまい、ダウンタウンでまず捕まった3人を救出しに行くという内容。トラップは「驚いてはマジカルバナナ」で現れたHi-Hi、イジリー岡田、八木真澄（サバンナ）&サンバガールズ、庄司智春（品川庄司）、水木一郎、おばちゃん軍団、エハラマサヒロ、レイザーラモンRG、COWCOW、ゆうたろう、巨大の貞子&貞子軍団。
驚いてはいけない地球防衛軍
執行人は叶恭子（叶姉妹）。ココリコと方正で何者かに拉致された藤原を救出しに行くはずだったが、覆面集団に拉致・監禁されてしまい、ダウンタウンでまず捕まった3人を救出しに行くという内容。トラップは諸星和己、庄司智春、栗原類、叶美香（叶姉妹）、ちっちゃいおっさん、佐藤蛾次郎、ゆうたろう、オセロ（本人役での登場ではなくミラクルひかるとみかんによるものまねである）、梅垣義明、川島邦裕（野性爆弾）&福島善成（ガリットチュウ）、木下隆行（TKO）、RG、ヤッターマンに扮装した遠藤一家。その後、藤原は自力で脱出した。
驚いてはいけない大脱獄
なぜか脱獄訓練を行う（松本も指摘している）。最初にココリコと方正が覆面集団に監禁され、ダウンタウンが鎖につながった状態でスタート。ダウンタウンはまず田中を救出しに行き、5枚のメダルを集める。田中救出のトラップではつんく♂、バイクに乗るはたけ（いずれも本人役での登場ではなくそれぞれ川島邦裕（野性爆弾）、福島善成（ガリットチュウ）によるものまねである）が登場。その後電話クイズではレイザーラモンHGが登場、正解しメダルを入手。その後音声認識では松本が本人と一致、浜田が佐藤蛾次郎と一致し両脇の箱（左側が空、右側がビリビリの鍵）を開け田中を救出し2枚目のメダルを入手。ダウンタウン・田中が残りの遠藤と方正の救出に行く。遠藤と方正救出のトラップは中川パラダイス（ウーマンラッシュアワー）、その後4本のペットボトルを、2人で協力し顎で挟んでゴミ箱に入れて遠藤と方正を救助、鎖も解除されメダルを2枚入手。救助成功後のトラップはソラカラちゃん（東京スカイツリーのイメージキャラクター）、ガースーの口の中はイジリー岡田で残りのメダル1枚を入手。ゆうたろうの司会による寄席。とにかく明るい安村、キャラメルマシーン、RG。グラウンドのトラップではチャッキー、たむらけんじ、その後集めたメダルをはめた途端、突然警報が鳴り、大人数のピカチュウと覆面集団が現れ、田中が転倒。
驚いてはいけない名探偵
執行人は内海桂子。浜田と田中で何者かに拉致された藤原を救出しに行き、そこに待っていたのはねばーる君。階段を下ると脇から林家ペー・パー子。そして変装部屋にいたのはくっきー&福島。再び通路に戻ると石山大輔（バンビーノ）と鹿人間集団。さらに進みプリクラの中にいたのはズボンを穿こうとしている中岡創一（ロッチ）。その後2人は覆面集団に監禁され、松本・方正・遠藤が2人を救出に向かう。まず最初はなぜか怒っている松野明美。そして、一輪車に乗っている本物の江戸川コナン（「名探偵コナン」(ytv・TMS制作)）。さらに進むと叶姉妹が銃を乱射。一方その頃の2人はバービー（フォーリンラブ）に暗闇の中で襲撃されていた。そして、浜田と佐藤蛾次郎がチェンジした。そして松本たちが階段を上がると松島トモ子が現れ、プリクラの記念写真では松本が坂田利夫に変化。そして、外へ出ると浜田担当の長江マネージャーがM1号を社内に誘導していた。その後2人の救出に成功。全員ではRGが歌っている途中に落下し、藤原が救出し、最後は後ろから進撃の巨人の超大型巨人が現れる。
驚いてはいけない科学博士
執行人は寺田心（一般の子供ではなく、子役）。遠藤と方正が覆面集団に拘束され、ダウンタウン・田中が救出に行き、そこに待ち構えていたコロコロチキチキペッパーズが壁から現れた。浜田と田中が上の階、松本が下の階に行き、上の階に現れたのが身長2mの浜田。一方、下の階の松本は部屋に行き、そこにザ☆健康ボーイズが現れた。その後松本は監禁されクローン人間にすり替わり、クローン松本（松野明美）が浜田&田中と合流。そこに現れたのがピカチュウ風のセクシーな衣装を着たセクシーモンスター（叶姉妹）で、セクシービームでクローン松本を撃退。鍵を入手した浜田と田中は遠藤と方正を救出、そこに身長2mの浜田が松本を救出して松本も合流。5人は藤原の救出のためグラウンドへ行くが、そこに現れたのが研究所壁面を使ったプロジェクションマッピングで登場のくっきー&福島コンビ。5人が無事藤原を救出すると、後ろからスーパーガジラが現れた。未公開では浜田・田中が二階、松本が一階に立ったまま、すると吉田美和に扮したRGがあらわれた。そして、浜田・田中はモグラならぬハゲラたたきゲームを行い、ハゲラはハリウッドザコシショウ、サンプラザ中野くん、クロちゃんだった。5人全員では「驚いてはベストテン」が始まり、そこに現れたのは浜田ばみゅばみゅに扮したM1号だった。
驚いてはいけないアメリカンポリス
くっきーの語りで物語は始まり、遠藤と方正が謎の覆面集団に拘束され、ダウンタウン・田中が救出に行く。そこに待ち構えていたのはくっきーが仕掛けた人体、ロッカーの中は玉葱（7番扉）、挽肉（8番扉）、小麦粉（9番扉）、空（10番扉）と来たら、ハンバーグ師匠が登場、廊下には林家ペー・林家パー子がスマホ撮影に必死、部屋にはくっきーの手下の品川祐が現れ、ダウンタウン、ミキ、銀シャリとコンビバトル、玄関からは阿部祐二率いる報道陣が潜入、警察署の外では叶姉妹、ゆりやんレトリィバァが登場。
驚いてはいけないトレジャーハンター
くっきーの語りで物語は始まり、遠藤と方正が謎の覆面集団に拘束され、ダウンタウン・田中が救出に行き、伝説の秘宝「黄金スカル」を手に入れるために出発する。プレゼントボックスから出てきたのは川合俊一の前髪のチョロ毛、天井から落ちてきた物は川合俊一が使っていたヘアジェルの余り。途中でヘイポーを救出し、4人で黄金のスカルへと導く石板を探す。トラップは空き缶カラン、赤子を抱く老婆、投棄されたゴミ。

## オープニング&エンディング

### オープニング
2003年（平成15年）の第1回の『温泉宿』から一貫して、毎年ドキュメント番組風なオープニングから始まる。2020年（令和2年）の『大貧民GoToラスベガス』では無し。
| シリーズ                | アバンタイトル                                                         |
| ----------------------- | ---------------------------------------------------------------------- |
| 温泉宿                  | あなたは耐えられますか… （変則ボウリング対決のVTR）                    |
| 温泉宿in湯河原          | 全てはこの対決から始まった。 （わさび寿司ロシアンルーレット対決のVTR） |
| 高校                    | 男たちの命運を賭けた戦い… （ビリビリコンセント対決のVTR）              |
| 警察24時                | すべてはここから始まった。 （タライアンルーレット対決のVTR）           |
| 病院24時                | 人間の感情表現のひとつ「笑い」。 もし、それが奪われたら…               |
| 新聞社24時              | 感情を奪われた人間。 これは、その完全ドキュメントである。              |
| ホテルマン24時          | 人間を破壊する術。 それなら、感情を奪えばいい。                        |
| スパイ24時              | 感情の抑制が生み出した人格破壊の連鎖。                                 |
| 空港24時                | 精神を破壊されたとき、人は恍惚に満ちていた。                           |
| 熱血教師24時            | 感情抑制の深淵。 その先に人は駆け巡る歓びを享受する。                  |
| 地球防衛軍24時          | 感情抑制の深淵。 その時、人は随喜の涙を浮かべる。                      |
| 大脱獄24時              | 感情抑制の深淵。 その時、人は驚嘆の雄叫びを上げる。                    |
| 名探偵24時              | 十年前からすべては始まった。                                           |
| 科学博士24時            | 感情抑制の深淵。 その時、人は涙ながらに破顔する。                      |
| アメリカンポリス24時!   | 感情抑制の深淵。 その時、人は称賛の拍手をする。                        |
| トレジャーハンター24時! | 感情抑制の深淵。 その時、人は恍惚の境地に陥る。                        |
| 青春ハイスクール24時!   | 令和元年最後の夜に 感情抑制の深淵にいざなう。                          |

### エンディング
2003年（平成15年）の『温泉宿』から2007年（平成19年）の『病院24時』までは、罰を受けた回数結果が発表される直前にエンドロールで締めくくられた。
2004年（平成16年）の『温泉宿1泊2日in湯河原』のエンディングでは山崎が作曲し、松本が歌った「PINE BOOK」がVTRのエンディングに使われた。突然の使用に松本は驚きと恥ずかしさを隠せず、苦笑いしていた。さらに最後のシーンをプレイバックした際、その部分でVTRが止まらず、再び「PINE BOOK」が流れたため、「もうええちゅうねん！誰がこれ2回もかけろって言うた？」と叫んでいた。
2019年（令和元年）の『青春ハイスクール24時！』のエンディングでは12年ぶりにエンドロール（ただし、笑いの刺客によるビデオメッセージ）が復活した。
| シリーズ               | エンドロール | 曲名               |
| ---------------------- | --- | ------------------ |
| 温泉宿                 | 4人にとって、地獄の1泊2日の旅は終わった。 その吹き矢の針の痛みは、彼らの心に深く刻まれるだろう。 | アリよさらば       |
| 温泉宿in湯河原         | 3人にとって地獄の1泊2日は終わった。 思い出など何も残らない… お尻に残る痛み以外は… | PINE BOOK          |
| 高校                   | 青春時代、あの頃に戻れた24時間。 しかし、楽しい想い出など残らない… 残ったのは竹刀の痛み、その記憶だけ… | 卒業写真           |
| 警察24時               | 幼い頃に憧れた警察官になれた日… しかし、そこには夢も希望もなかった。 警察署という名の地獄… 残ったのは、お尻の痛みだけ… | Up Where We Belong |
| 病院24時               | 命の尊さを知る医療の最前線… そこには信頼関係が崩れる出来事… たった1人の患者に集いし同志達… 危険をかえりみず命も惜しまないその勇姿… 奏でる命を繋ぐハーモニー… 確実に迫るお尻の限界… それでも笑いの手は緩まず… それは病院という名の地獄… | Amazing Grace      |
| 青春ハイスクール24時！ | 人生は山あり谷あり どんな逆境も 理不尽だと思うことも じっと我慢をして 焦らず 落ち着いて きっといつかは 乗り越えて行こう 過去をふりかえらず みんな仲良く手を取り合って 前を向いて生きていこう それが君達の"生きる道" だ                 | これが私の生きる道 |

#### 替え歌
2008年（平成20年）の『新聞社24時』からは、往年の名曲を番組のシーンに合わせた替え歌が流れるようになった。歌うのは原曲を歌唱したミュージシャンで、曲の冒頭には本人がスタジオで歌う様子が挿入され、この替え歌をバックに番組中の名シーンや罰を受けた回数などが映し出される。また、2011年（平成23年）の『空港24時』からは収録の様子が未公開シーンとして放映されるようにもなった。
| シリーズ                  | 曲名                                                                                                | 歌手                                 |
| ------------------------- | --------------------------------------------------------------------------------------------------- | ------------------------------------ |
| 新聞社24時                | 大きな玉ねぎの下で 〜はるかなる想い （替え歌タイトルは「大きなたまねぎのそばで 〜腫れ上がるお尻」） | サンプラザ中野くん （爆風スランプ）  |
| ホテルマン24時            | シングルベッド                                                                                      | つんく♂ （シャ乱Q）                  |
| スパイ24時                | それが大事                                                                                          | 立川俊之 （大事MANブラザーズバンド） |
| 空港24時                  | 愛のために                                                                                          | 奥田民生                             |
| 熱血教師24時              | TRUE LOVE （替え歌タイトルは「TRUE LAUGH」）                                                        | 藤井フミヤ                           |
| 地球防衛軍24時            | やさしくなりたい                                                                                    | 斉藤和義                             |
| 大脱獄24時                | バンザイ 〜好きでよかった〜                                                                         | ウルフルズ                           |
| 名探偵24時                | fragile                                                                                             | Every Little Thing                   |
| 科学博士24時              | 君がいるだけで                                                                                      | 石井竜也 （米米CLUB）                |
| アメリカンポリス24時!     | 涙                                                                                                  | ケツメイシ                           |
| トレジャーハンター24時!   | 粉雪                                                                                                | 藤巻亮太 （レミオロメン）            |
| 青春ハイスクール24時!     | これが私の生きる道                                                                                  | PUFFY                                |
| 大貧民GoToラスベガス24時! | 愛のうた                                                                                            | 倖田來未                             |

## Blu-ray/DVD

### Blu-ray/DVDでのカット箇所
基本的に放送された内容はすべて収録されているが、著作権、出演者の事情、テレビ放送では出演OKだったが、DVD化するに当たっては出演NGであると出演者から申告があった場合や、その他の個人的事情によるものや事務所NG、テレビ放送時には存命であったが、DVD化するに当たって、その時点で既に故人となっており、本人確認が取れず、版権の許可が降りなかった等の都合によりシーンカットなどの編集がなされているシーンが存在し、『名探偵24時』DVD公式情報サイトでもその旨が明記されている。またBGMは、音楽著作権の問題から一部の日本国外の曲（t.A.T.u.やマイケル・ジャクソン、『スター・ウォーズ』の曲など）が別の曲に差し替えられている。またテロップは常時左上（または右上）に表示されるテロップ（「笑ってはいけない○○!!（○○にはその回にて何編なのかが入る）」等）がなくなっている。
以下にDVDでカットされた内容を示す。右端の列は、該当部分の映像・音声が完全にカットされている場合は「完全」、音声がカットされて映像のみが流れている場合は「音声」、映像がカットされて音声のみが流れている場合は「映像」、一部が別のものに差し替えられて流れている場合は「差し替え」とした。
| シリーズ             | コーナー名                               | カットされた内容                                                                                    | カットされた内容   |
| -------------------- | ---------------------------------------- | --------------------------------------------------------------------------------------------------- | ------------------ |
| 温泉宿               | 肝試し                                   | ミニミニ長渕登場シーン                                                                              | 完全               |
| 温泉宿in湯河原       | チェックアウト                           | プロゴルファー猿おばちゃん登場部分                                                                  | 完全               |
| 高校                 | 朝礼後                                   | 劇団ひとりが生活指導の先生にシバかれるシーン                                                        | 完全               |
| 高校                 | クラブ活動                               | KinKi Kidsのそっくりさん登場部分                                                                    | 完全               |
| 高校                 | 卒業式〜エンディング                     | 菅賢治CP率いる大門軍団登場シーン                                                                    | 完全               |
| 警察                 | パトロール                               | 違法風俗店の摘発                                                                                    | 完全               |
| 警察                 | 昼食                                     | 中村ロボコップが弁当を持ってくるシーン                                                              | 完全               |
| 警察                 | 板尾巡査の葬式                           | 島木譲二登場部分                                                                                    | 完全               |
| 警察                 | トイレ                                   | ベテラン警官が遠藤に尿をぶっかけるシーン                                                            | 完全               |
| 警察                 | 藤原による起床                           | しょくぱんまん(アンパンマンのキャラクター)の被り物をしての登場 （顔の部分が藤原の顔写真で隠される） | 差し替え           |
| 病院                 | メンタルケアイベント                     | 「We are the アキタカ」                                                                             | 完全               |
| 新聞社               | 大帝国劇場25周年記念製作舞台記者会見     | 舞台版『スターウォーズ』 （「大帝国劇場25周年記念製作舞台記者会見」の文字による静止画）             | 映像               |
| 新聞社               | 芸能プロダクション設立パーティー記者会見 | チョコレートプラネット松尾のレゲエダンスシーン                                                      | BGM 差し替え       |
| 新聞社               | タイスポの記者訪問                       | 東幹久登場部分                                                                                      | 完全               |
| 新聞社               | 驚いてはいけない                         | せんとくんの着ぐるみ登場部分                                                                        | 完全               |
| ホテルマン           | チンピラによるクレーム                   | 浜田幸一・大鶴義丹登場部分                                                                          | 完全               |
| ホテルマン           | 芸能人神経衰弱                           | 森進一・泉ピン子カードが捲られるシーン                                                              | 完全               |
| スパイ               | -                                        | （なし）                                                                                            | -                  |
| 空港                 | 驚いてはいけない                         | レイザーラモンRGの時代劇あるある歌唱シーン シャンプーハットこいで登場部分                           | 完全               |
| 熱血教師             | DVD                                      | アウトレイジ ビヨンド告知シーン                                                                     | 完全               |
| 熱血教師             | 上島組VS出川組の抗争                     | 金魚を食い尽くすシーン                                                                              | 完全               |
| 地球防衛軍           | サークル勧誘                             | 中村P登場部分                                                                                       | 完全               |
| 大脱獄               | 昼食争奪ゲーム                           | 鉄腕アトム・サザエさんのテーマソング替え歌                                                          | 完全               |
| 大脱獄               | DVD                                      | 3年B組振分先生                                                                                      | 完全               |
| 名探偵               | オープニング〜探偵事務所行きバス         | 中居正広出演部分を初めバスネタ・着替えなどを含む全てのシーン                                        | 完全               |
| 名探偵               | 引き出しネタ                             | 週刊MONDAY〜遠藤ドッキリVTR                                                                         | 完全               |
| 名探偵               | エンディング                             | Every Little Thing「fragile」の替え歌の1番                                                          | 差し替え           |
| 科学博士             | バスネタ                                 | てんとう虫のサンバ合唱シーン                                                                        | 完全               |
| 科学博士             | 驚いてはいけない                         | レイザーラモンRGの博士あるある                                                                      | 完全               |
| アメリカンポリス     | 引き出しネタ                             | 押収品BOX「誰でも鈴木雅之セット」                                                                   | 完全               |
| アメリカンポリス     | DVD（出演OKダービー）                    | 大西ライオンに扮した紫吹淳、小沢真珠、夏菜登場部分                                                  | 完全               |
| トレジャーハンター   | -                                        | （なし）                                                                                            | -                  |
| 青春ハイスクール     | バスネタ                                 | 3番手&4番手（横山だいすけ・小林よしひさ出演シーン）                                                 | 完全               |
| 大貧民GoToラスベガス | オープニングミュージカル                 | 井上芳雄&神田沙也加 歌唱シーン                                                                      | 完全               |
| 大貧民GoToラスベガス | ショーのリハーサル                       | ♪ろくでなし〜稲垣吾郎 葛藤の末の結論〜 歌唱シーン                                                   | 完全               |
| 大貧民GoToラスベガス | ガキベガス①                              | 番外編 クイズ出題シーン                                                                             | 完全               |
| 大貧民GoToラスベガス | グッドタレント                           | ♪It’s My Life/なかやまきんに君&小柳ゆき                                                             | 完全               |
| 大貧民GoToラスベガス | ガキベガス②                              | 紫吹&小沢&夏菜の大西ライオン 3年B組振分先生                                                         | 完全（ぼかし処理） |

## 大晦日スペシャルのネット局
| 放送対象地域  | 放送局                    | 系列                                         | ネット状況                                                            | 備考       |
| ------------- | ------------------------- | -------------------------------------------- | --------------------------------------------------------------------- | ---------- |
| 関東広域圏    | 日本テレビ（NTV）         | 日本テレビ系列                               | 【制作局】                                                            | 【制作局】 |
| 北海道        | 札幌テレビ（STV）         | 日本テレビ系列                               | 同時ネット                                                            |            |
| 青森県        | 青森放送（RAB）           | 日本テレビ系列                               | 同時ネット                                                            |            |
| 岩手県        | テレビ岩手（TVI）         | 日本テレビ系列                               | 同時ネット                                                            |            |
| 宮城県        | ミヤギテレビ（MMT）       | 日本テレビ系列                               | 同時ネット                                                            |            |
| 秋田県        | 秋田放送（ABS）           | 日本テレビ系列                               | 同時ネット                                                            |            |
| 山形県        | 山形放送（YBC）           | 日本テレビ系列                               | 同時ネット                                                            |            |
| 福島県        | 福島中央テレビ（FCT）     | 日本テレビ系列                               | 同時ネット                                                            |            |
| 山梨県        | 山梨放送（YBS）           | 日本テレビ系列                               | 同時ネット                                                            |            |
| 新潟県        | テレビ新潟（TeNY）        | 日本テレビ系列                               | 同時ネット                                                            |            |
| 長野県        | テレビ信州（TSB）         | 日本テレビ系列                               | 同時ネット                                                            |            |
| 静岡県        | 静岡第一テレビ（SDT）     | 日本テレビ系列                               | 同時ネット                                                            |            |
| 富山県        | 北日本放送（KNB）         | 日本テレビ系列                               | 同時ネット                                                            |            |
| 石川県        | テレビ金沢（KTK）         | 日本テレビ系列                               | 同時ネット                                                            |            |
| 福井県        | 福井放送（FBC）           | 日本テレビ系列                               | 同時ネット                                                            | [ 注 138 ] |
| 中京広域圏    | 中京テレビ（CTV）         | 日本テレビ系列                               | 同時ネット                                                            |            |
| 近畿広域圏    | 読売テレビ（ytv）         | 日本テレビ系列                               | 同時ネット                                                            |            |
| 鳥取県･島根県 | 日本海テレビ（NKT）       | 日本テレビ系列                               | 同時ネット                                                            |            |
| 広島県        | 広島テレビ（HTV）         | 日本テレビ系列                               | 同時ネット                                                            |            |
| 山口県        | 山口放送（KRY）           | 日本テレビ系列                               | 同時ネット                                                            |            |
| 徳島県        | 四国放送（JRT）           | 日本テレビ系列                               | 同時ネット                                                            |            |
| 香川県･岡山県 | 西日本放送（RNC）         | 日本テレビ系列                               | 同時ネット                                                            |            |
| 愛媛県        | 南海放送（RNB）           | 日本テレビ系列                               | 同時ネット                                                            |            |
| 高知県        | 高知放送（RKC）           | 日本テレビ系列                               | 同時ネット                                                            |            |
| 福岡県        | 福岡放送（FBS）           | 日本テレビ系列                               | 同時ネット                                                            |            |
| 長崎県        | 長崎国際テレビ（NIB）     | 日本テレビ系列                               | 同時ネット                                                            |            |
| 熊本県        | くまもと県民テレビ（KKT） | 日本テレビ系列                               | 同時ネット                                                            |            |
| 鹿児島県      | 鹿児島読売テレビ（KYT）   | 日本テレビ系列                               | 同時ネット                                                            |            |
| 大分県        | テレビ大分（TOS）         | 日本テレビ系列 フジテレビ系列                | 日曜･月曜･水曜･土曜の場合は同時ネット火曜･木曜･金曜の場合は遅れネット | [ 注 139 ] |
| 宮崎県        | テレビ宮崎（UMK）         | フジテレビ系列 日本テレビ系列 テレビ朝日系列 | 日曜･金曜の場合は同時ネット月曜･火曜･水曜･木曜･土曜の場合は遅れネット | [ 注 140 ] |

- 同時ネット局ではデータ放送と字幕放送を実施し、テレビ大分を除く日本テレビ系列28局ではゴールデンタイムに放送される未公開シーン特番も同時ネットで放送されていた[注 141]。
- 沖縄県には日本テレビ系列局はないが、TBS系列の琉球放送が遅れネットで放送する場合があった。過去には年始の深夜に一括で放送した時期もあったが[注 142]、動画配信サービスのHulu（日本テレビ傘下）でも配信していることや短期間のうちに日本テレビから番組データを民放テレビの中継回線で沖縄に提供してもらった上でノイズやCMの長さ･回数をチェックする編成作業を行う必要があるため、近年は事前に前後編に分割した番組素材を日本テレビから提供してもらい、2月から3月頃に2日間にわたって放送していた。